# Império do Brasil
O Império do Brasil (denominado pela historiografia também como Brasil Império, Brasil Imperial ou Brasil Monárquico) foi um Estado que existiu no século XIX e que compreendia, aproximadamente, até 1825, o território que forma o Brasil (sem o Acre) e o Uruguai atuais. Seu governo era uma monarquia constitucional parlamentar representativa, com a ascensão ao trono de dois imperadores, Pedro I e seu filho, Pedro II. De uma colônia do Reino de Portugal, o Brasil tornou-se a sede do Império Português em 1808, quando o então Príncipe Regente de Portugal, João VI, reagiu à invasão napoleônica de Portugal estabelecendo a si mesmo e seu governo no Rio de Janeiro. João VI, em decorrência da Revolução do Porto, retornou a Portugal em 1821, deixando seu filho e herdeiro, Pedro, para governar o Reino do Brasil como regente. Em 7 de setembro de 1822, Pedro proclamou a independência do Brasil e foi aclamado em 12 de outubro do mesmo ano como Pedro I, primeiro imperador do Brasil, fato que antecedeu uma guerra contra Portugal, que reconheceu a independência em 1825, com a assinatura do Tratado do Rio de Janeiro. O novo país era vasto, etnicamente diverso, porém pouco povoado.
Ao contrário das repúblicas vizinhas hispano-americanas, o Brasil adquiriu estabilidade política, crescimento econômico, liberdade de expressão garantida pela constituição, e respeito pelos direitos de seus súditos, embora com restrições a ampla população de pessoas escravizadas, que por séculos foram trazidos às costas brasileiras para o fim de serem mão-de-obra, sendo estes reconhecidos como propriedades e não como cidadãos. O parlamento bicameral do império era eleito de forma relativamente democrática para a época, assim como as legislaturas provinciais e locais. Devido a isso, surgiu uma longa divergência ideológica entre Pedro I e uma considerável porção do parlamento sobre o papel do monarca no governo. Além disso, a malsucedida Guerra da Cisplatina contra as Províncias Unidas do Rio da Prata em 1828 levou à secessão da província da Cisplatina (atual Uruguai). Em 1826, apesar de seu papel na independência do Brasil, Pedro I tornou-se rei de Portugal (Pedro IV), abdicando imediatamente em favor de sua filha mais velha, Maria II. Dois anos depois, o trono foi usurpado pelo irmão mais novo de Pedro I, Miguel. Incapaz de lidar simultaneamente com os problemas do Brasil e de Portugal, Pedro I abdicou ao trono brasileiro em 7 de abril de 1831 e partiu imediatamente para a Europa para restituir o trono português à sua filha.
O sucessor de Pedro I no Brasil foi seu filho de apenas cinco anos, Pedro II. Sendo ele ainda menor de idade, foi instalada uma regência. O vazio de poder resultante da falta de um monarca ativo como árbitro decisivo das questões políticas levou a uma série de guerras civis regionais entre facções locais. Tendo herdado um império no limiar da desintegração, Pedro II, quando aclamado imperador, conseguiu pacificar e estabilizar o país, que viria a tornar-se uma potência emergente internacional. Sob o reinado de Pedro II, o Brasil foi vitorioso em três conflitos internacionais (a Guerra do Prata, a Guerra do Uruguai e a Guerra do Paraguai) e o império prevaleceu em vários outros conflitos e disputas internacionais e crises internas. Junto à prosperidade e ao desenvolvimento surgiu um fluxo de imigração europeia, incluindo protestantes e judeus, embora o Brasil tenha continuado maciçamente católico. A escravidão, fortemente difundida, foi restringida por sucessivas reformas até sua abolição em 1888. As artes visuais, a literatura e o teatro afloraram neste período. Embora muito influenciados por estilos europeus que variavam do neoclassicismo ao romantismo, cada conceito era adaptado para criar uma cultura genuinamente brasileira.
Após um reinado de 58 anos, em 15 de novembro de 1889, Pedro II foi deposto por um repentino golpe de Estado liderado por uma facção de militares positivistas e civis cujo propósito era a formação de uma república presidencialista, dando início a Primeira República Brasileira.

## História

### Independência e primeiros anos

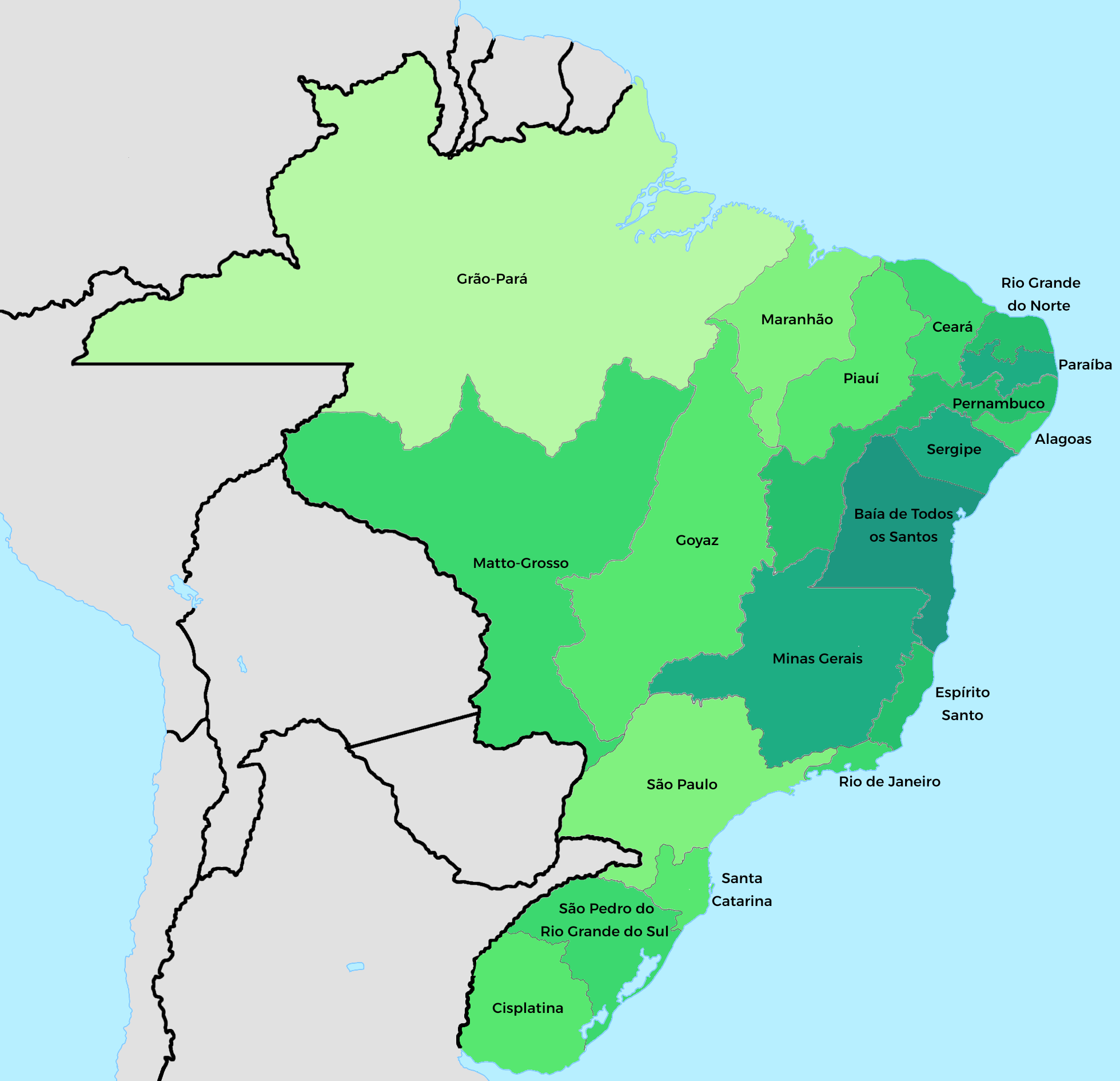
Províncias do Império do Brasil em 1822

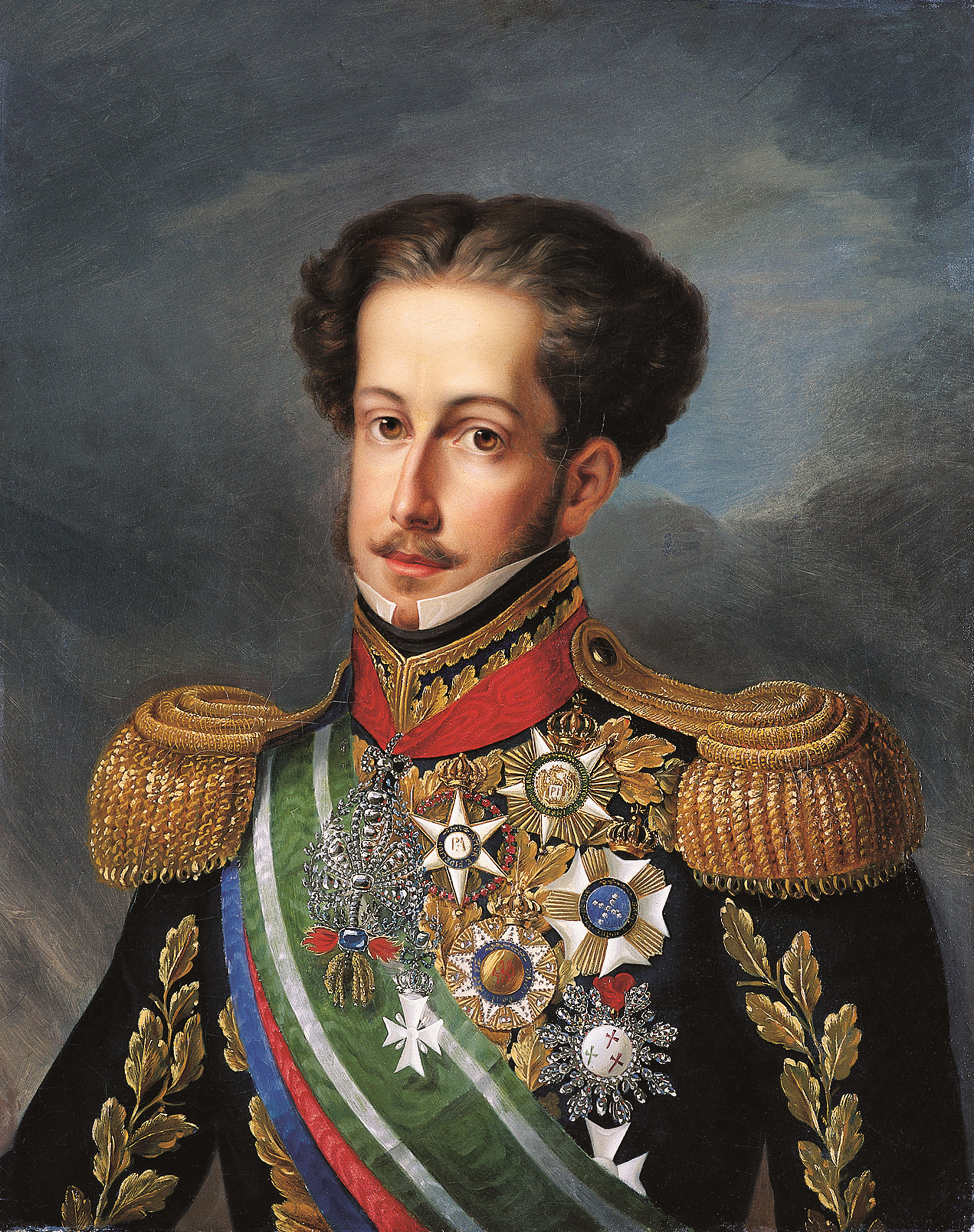
Pedro I em pintura de Simplício de Sá, c. 1830

O território que viria a ser conhecido como o Brasil foi reivindicado por Portugal em 22 de abril de 1500, quando o navegador Pedro Álvares Cabral desembarcou em seu litoral. Uma colonização permanente seguiu-se e, de 1532 aos 300 anos seguintes, os portugueses expandiram lentamente seus domínios para oeste até chegarem a quase todas as fronteiras do Brasil moderno.
O Rei João III cria o cargo de governador-geral, através do Regimento de 17 de dezembro de 1548. O território da América Portuguesa passa então a ter uma administração unificada, se tornando no Estado do Brasil.
Em 1661, o norte do território da América Portuguesa se autonomiza do Estado do Brasil e se constitui como o Estado do Maranhão, com seu próprio governo e capital na cidade de São Luís.
Em 1808, o exército do imperador francês Napoleão Bonaparte invadiu Portugal, levando a família real portuguesa — a Casa de Bragança, um ramo de mil anos da dinastia capetiana — a se transferir para o Brasil, preservando a independência portuguesa. Eles restabeleceram-se na cidade brasileira do Rio de Janeiro, que se tornou a sede oficial do Império Português.

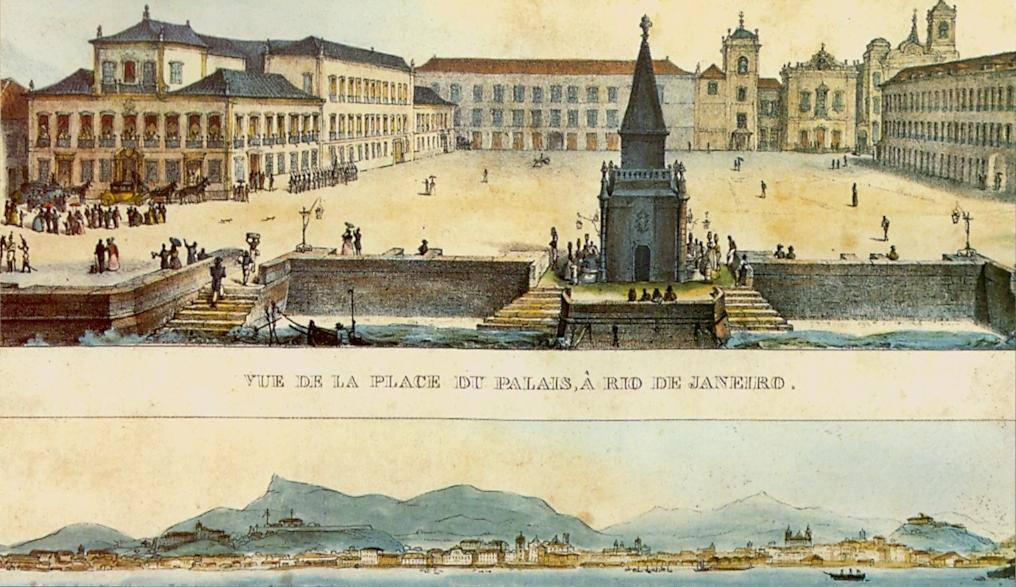
Na parte superior, a atual Praça XV, do lado esquerdo o Paço Imperial (sede do governo Colonial, Real e Imperial) ao fundo o Convento e Igreja do Carmo (onde Pedro I e Pedro II foram coroados) e o Chafariz do Mestre Valentim, na frente. Na parte inferior um panorama da cidade com destaque o Corcovado. De Jean-Baptiste Debret, em 1830

Em 1815, o príncipe português João (mais tarde, rei João VI), atuando como regente, criou o Reino Unido de Portugal, Brasil e Algarves, o que elevou o Brasil de estado a reino. Ele subiu ao trono português no ano seguinte, após a morte de sua mãe, Maria I. Regressou a Portugal em abril de 1821, deixando para trás seu filho e herdeiro, o príncipe Pedro, para governar o Brasil como seu regente. O governo português imediatamente procurou revogar a autonomia política que ao Brasil havia sido concedida desde 1808. A ameaça de perderem seu limitado controle sobre assuntos locais inflamou uma oposição generalizada entre os brasileiros. José Bonifácio de Andrada e Silva, juntamente com outros líderes brasileiros, convenceram Pedro a declarar a independência do Brasil do domínio de Portugal em 7 de setembro de 1822. Em 12 de outubro, o príncipe foi aclamado Pedro I, o primeiro imperador do recém-criado Império do Brasil, uma monarquia constitucional. A escolha do termo "Imperador" e não de "Rei" deu-se para representar a separação com a monarquia portuguesa, mostrando que ele era Imperador por aclamação e não por direito sucessório português com título de Rei. A declaração de independência foi combatida em todo o Brasil por unidades militares armadas leais ao governo português. A guerra de independência que se seguiu foi travada em todo o país, com batalhas nas regiões norte, nordeste e sul. Os últimos soldados portugueses renderam-se em março de 1824 e a independência foi reconhecida por Portugal em agosto de 1825.

A antiga Casa de Câmara e Cadeia (Cadeia Velha), atual Palácio Tiradentes, onde ocorreu a Assembleia Constituinte do Brasil de 1823. E a primeira sede da Câmara dos Deputados

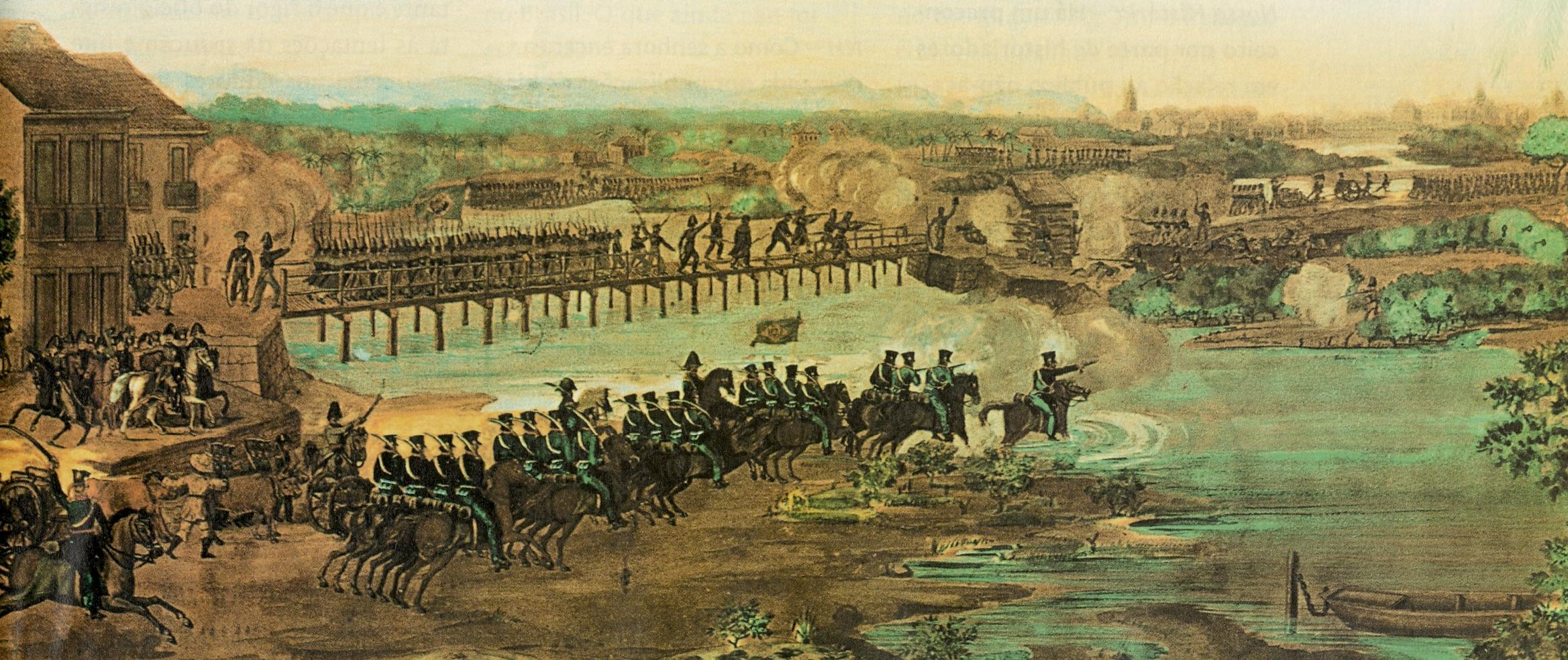
Exército do Império do Brasil ataca as forças confederadas no Recife, em 1824, no contexto da Confederação do Equador

Pedro I enfrentou uma série de crises durante o seu reinado. Em 1824, ocorreu a Confederação do Equador, principal reação contra a tendência monarquista e a política centralizadora do seu governo. O centro irradiador e a liderança da revolta couberam à província de Pernambuco, pois esta esperava que a primeira constituição do império seria do tipo federalista, e daria autonomia para as províncias resolverem suas questões. A repressão ao movimento foi severa: Pernambuco acabou perdendo grande parte do seu território (a antiga Comarca do Rio de São Francisco), e vários líderes da rebelião, como Frei Caneca, foram enforcados ou fuzilados. Já a rebelião separatista na província Cisplatina, no início de 1825, e a tentativa posterior das Províncias Unidas do Rio da Prata (que mais tarde se iriam tornar a Argentina) de anexá-la levaram o império à Guerra da Cisplatina: "uma longa, inglória e, finalmente, inútil guerra no sul". Em março de 1826, João VI morreu e Pedro I herdou a coroa portuguesa, tendo brevemente se tornado o rei Pedro IV de Portugal, antes de abdicar em favor de sua filha mais velha, que se tornou a rainha Maria II. A situação piorou em 1828 quando a guerra no sul terminou com perda da Cisplatina pelo Brasil, que viria a tornar-se a república independente do Uruguai. No mesmo ano, em Lisboa, o trono de Maria II foi usurpado pelo príncipe Miguel, o irmão de Pedro I.

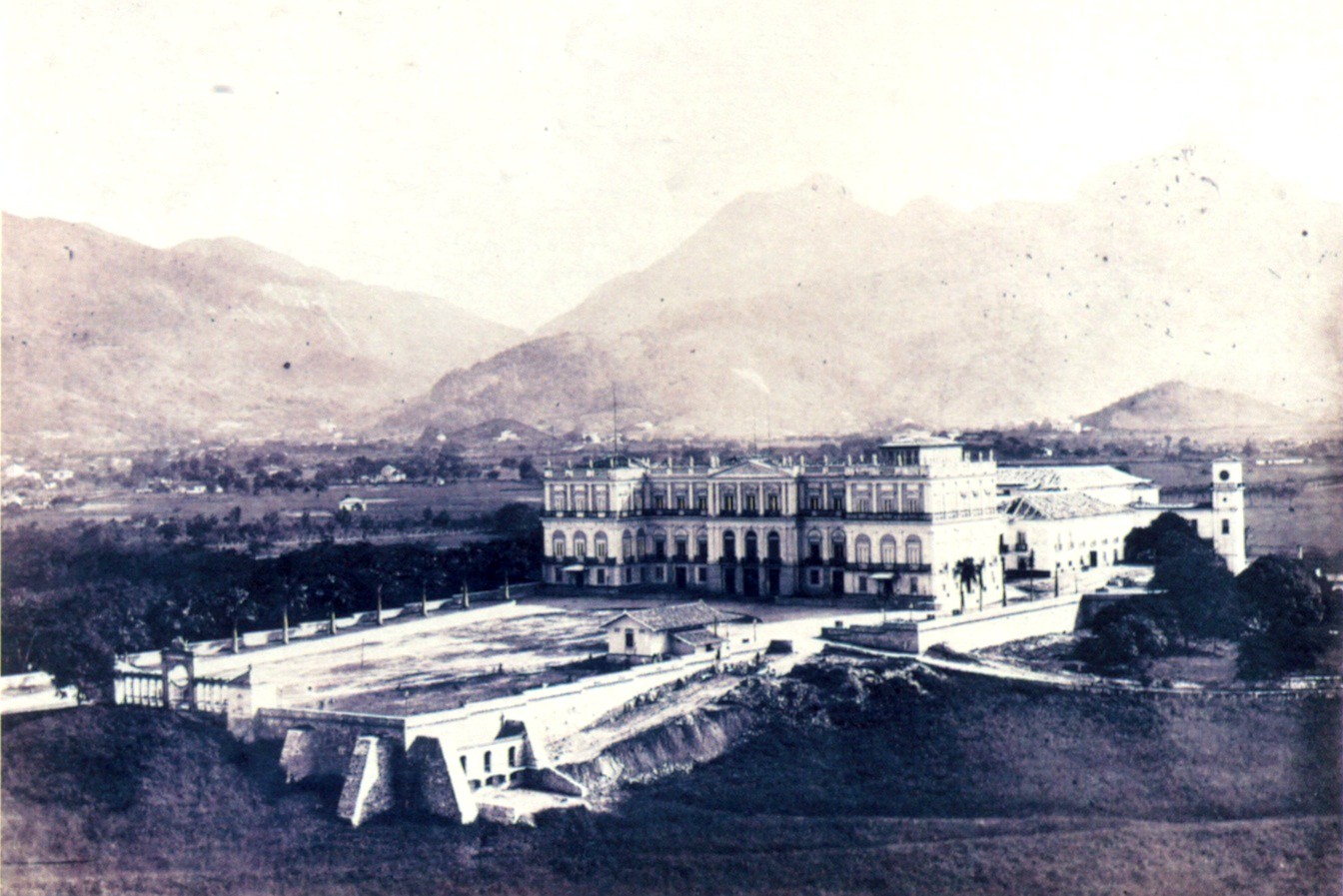
Paço de São Cristóvão, atual Museu Nacional, na Quinta da Boa Vista. Foi residência da família de João VI e da Família Imperial Brasileira. Em 1862

Outras dificuldades surgiram quando o parlamento do império, a Assembleia Geral, foi inaugurado em 1826. Pedro I, juntamente com uma percentagem significativa da legislatura, defendeu um sistema judiciário independente, um legislativo eleito pelo povo e um governo que seria liderado pelo imperador que deteria amplos poderes executivos e prerrogativas. Outros no Parlamento defenderam uma estrutura semelhante, apenas com um papel menos influente para o monarca e com o poder legislativo sendo dominante na política e na governança. A luta sobre se o governo seria dominado pelo imperador ou pelo parlamento foi travada em debates entre 1826 e 1831 no estabelecimento da estrutura governamental e política do império. Ao não conseguir lidar com problemas tanto no Brasil quanto em Portugal simultaneamente, o imperador abdicou em nome de seu filho, Pedro II, em 7 de abril de 1831 e imediatamente embarcou para a Europa para restaurar sua filha ao seu trono.

### Regência
Após a saída precipitada de Pedro I, o Brasil ficou com um menino de cinco anos de idade como chefe de Estado. Sem precedentes a seguir, o império foi confrontado com a perspectiva de um período de mais de doze anos sem um executivo forte, visto que, nos termos da Constituição de 1824, Pedro II não iria atingir a maioridade e começar a exercer a autoridade como o imperador até 2 de dezembro de 1843, quando chegaria aos dezoito anos. A regência foi eleita para governar o país nesse período. A regência tinha apenas alguns dos poderes exercidos por um imperador e era completamente subordinada à Assembleia Geral, que não podia preencher o vácuo deixado no cargo mais alto do governo brasileiro.

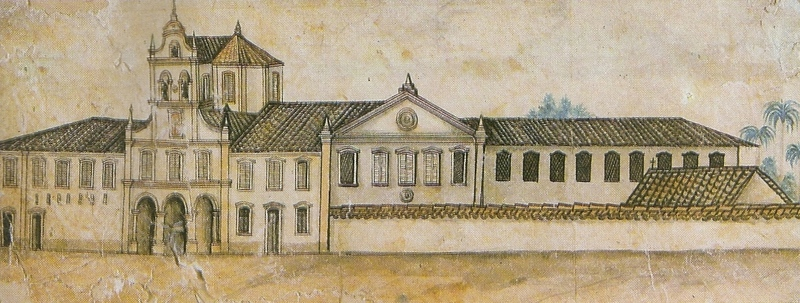
Mosteiro da Luz em São Paulo, 1835

Paralisada, a regência mostrou-se incapaz de resolver disputas e rivalidades entre facções políticas nacionais e locais. Acreditando que a concessão de maior autonomia política aos governos provinciais e locais iria sufocar a crescente dissidência, a Assembleia Geral aprovou uma emenda constitucional em 1834, o chamado Ato Adicional. Em vez de acabar com o caos, esses novos poderes somente alimentaram ambições e rivalidades regionais. A violência então explodiu em todo o país. Partidos locais concorriam com uma renovada ferocidade para dominar os governos provinciais e municipais, visto que qualquer partido que dominava as províncias também ganhava o controle sobre o sistema eleitoral e político. Esses partidos que perderam as eleições se rebelaram e tentaram assumir o poder pela força, o que resultou em várias rebeliões. A Revolta do Ano da Fumaça e a Revolta de Carrancas em Minas Gerais, a Cabanagem no Grão-Pará, a Balaiada no Maranhão, a Revolta dos Malês e Sabinada na Bahia e a Guerra dos Farrapos no Rio Grande do Sul, foram alguns dos conflitos deflagrados neste período.
Os políticos que haviam subido ao poder durante a década de 1830 haviam até então se familiarizado com as dificuldades e as armadilhas do poder. Segundo o historiador Roderick J. Barman, por volta de 1840 "eles haviam perdido toda a fé na sua capacidade de governar o país por conta própria. Eles aceitaram Pedro II como uma figura de autoridade, cuja presença era indispensável para a sobrevivência do país". Alguns desses políticos (que formariam o Partido Conservador em 1840) acreditavam que uma figura neutra era necessária, que poderia estar acima de facções políticas e de interesses mesquinhos para enfrentar o descontentamento e disputas moderadas. Eles imaginaram um imperador que seria mais dependente do legislador do que o monarca constitucional imaginado por Pedro I, mas com mais poderes do que tinha sido defendido no início da regência por seus rivais (que mais tarde formaram o Partido Liberal). Os liberais, no entanto, conseguiram passar uma iniciativa para antecipar a maioridade de Pedro II de 18 para 14 anos. O imperador foi declarado apto para governar em julho de 1840.

### Consolidação

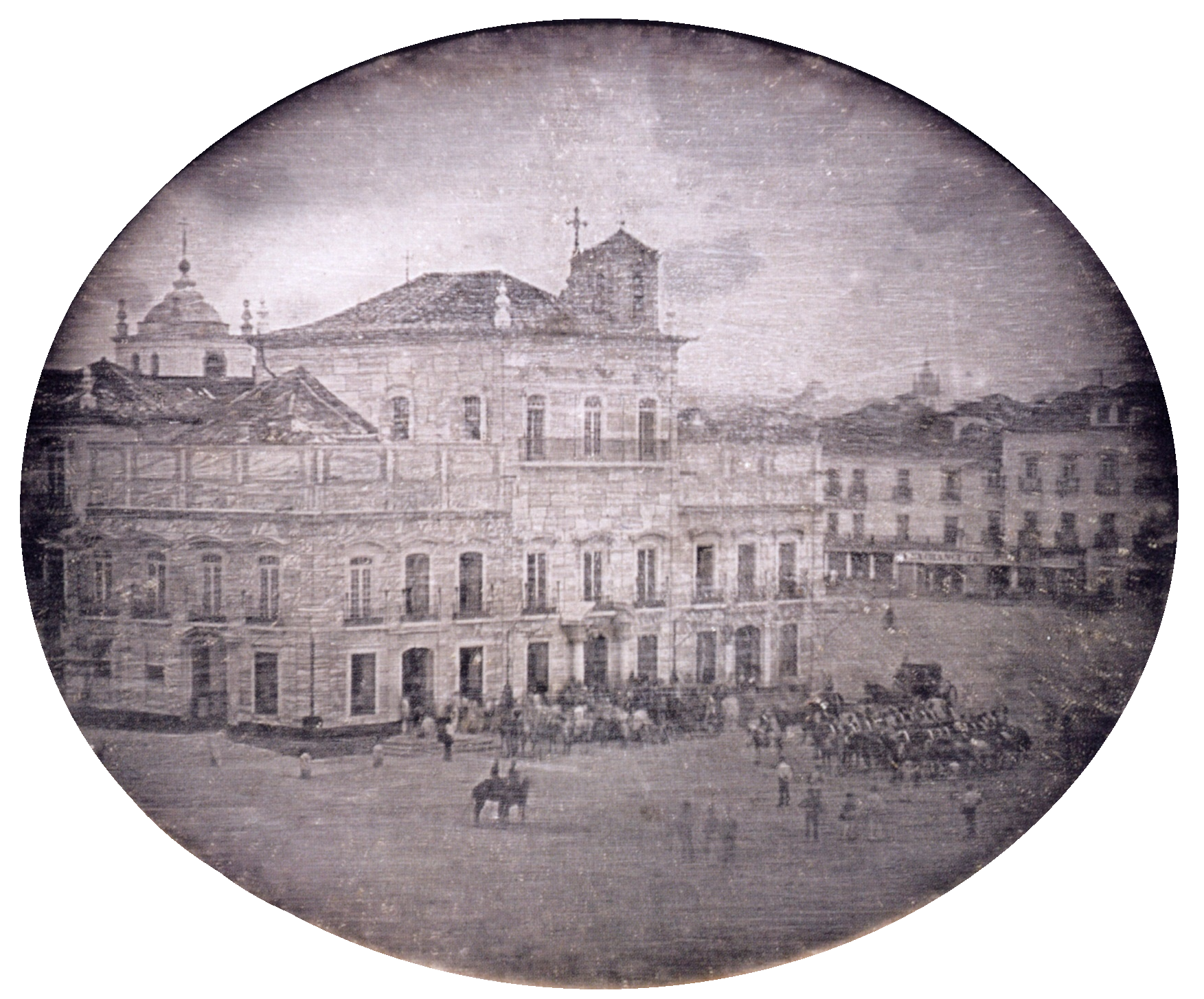
O Paço Imperial, a sede do governo imperial brasileiro, em 1840

Para atingir os seus objetivos, os liberais tinham-se aliado a um grupo de funcionários de alto escalão do palácio e a políticos notáveis: a "facção dos cortesãos". Os cortesãos faziam parte do círculo íntimo do imperador e tinham grande influência sobre ele, o que lhes permitiu a nomeação de sucessivos gabinetes liberais-cortesãos. Seu domínio, no entanto, foi de curta duração. Por volta de 1846, Pedro II tinha amadurecido fisicamente e mentalmente. Como não era mais um jovem inseguro de 14 anos de idade, influenciado por fofocas, sugestões de lotes secretos e outras táticas de manipulação, suas fraquezas desbotaram e sua força de caráter veio à tona. Ele arquitetou com sucesso o fim da influência dos cortesãos, removendo-os de seu círculo íntimo sem causar qualquer perturbação pública. Ele também rejeitou os liberais, que se haviam revelado ineficazes enquanto estavam no cargo, e exortou os conservadores a formar um governo em 1848.
As habilidades do imperador e do gabinete conservador recém-nomeado foram testadas durante três crises entre 1848 e 1852. A primeira foi um confronto sobre a importação ilegal de escravos. Importar escravos tinha sido proibido em 1826, como parte de um tratado com o Reino Unido, mas o tráfico continuou inabalável. No entanto, a aprovação pelo governo britânico da Lei Aberdeen de 1845 autorizou que os navios de guerra britânicos abordassem navios brasileiros e prendessem quem fosse flagrado envolvido no comércio de escravos. Enquanto o Brasil lutava com este problema, a Revolução Praieira, um conflito entre facções políticas regionais na província de Pernambuco (e aquela em que partidários liberais e cortesãos estiveram envolvidos) irrompeu em 6 de novembro de 1848, mas foi suprimida em março de 1849. Foi a última rebelião a ocorrer durante a monarquia e seu fim marcou o início de um período de 40 anos de paz interna no Brasil. A Lei Eusébio de Queirós foi promulgada em 4 de setembro de 1850 dando ampla autoridade ao governo para combater o comércio ilegal de escravos. Com esta nova ferramenta, o Brasil procurou eliminar a importação de escravos e em 1852 a primeira crise acabou quando a Grã-Bretanha aceitou que o comércio havia sido suprimido.
A terceira crise foi um conflito com a Confederação Argentina sobre ascendência sobre territórios adjacentes ao Rio da Prata e pela navegação gratuita na hidrovia. Desde a década de 1830, o ditador argentino Juan Manuel de Rosas apoiava rebeliões no Uruguai e no Brasil. O império foi incapaz de enfrentar a ameaça representada por Rosas até 1850, quando uma aliança forjada entre Brasil, Uruguai e desafetos argentinos, levou à Guerra do Prata e a posterior deposição do governante argentino em fevereiro de 1852. A passagem bem sucedida do império por estas crises melhorou consideravelmente a estabilidade e o prestígio da nação e o Brasil emergiu como uma potência hemisférica. No plano internacional, os europeus vieram para ver o país incorporando os ideais liberais familiares, como a liberdade de imprensa e o respeito constitucional das liberdades públicas. Sua monarquia parlamentar representativa também contrastou com a mistura de ditaduras e instabilidade política endêmica nas outras nações da América do Sul durante este período.

### Crescimento

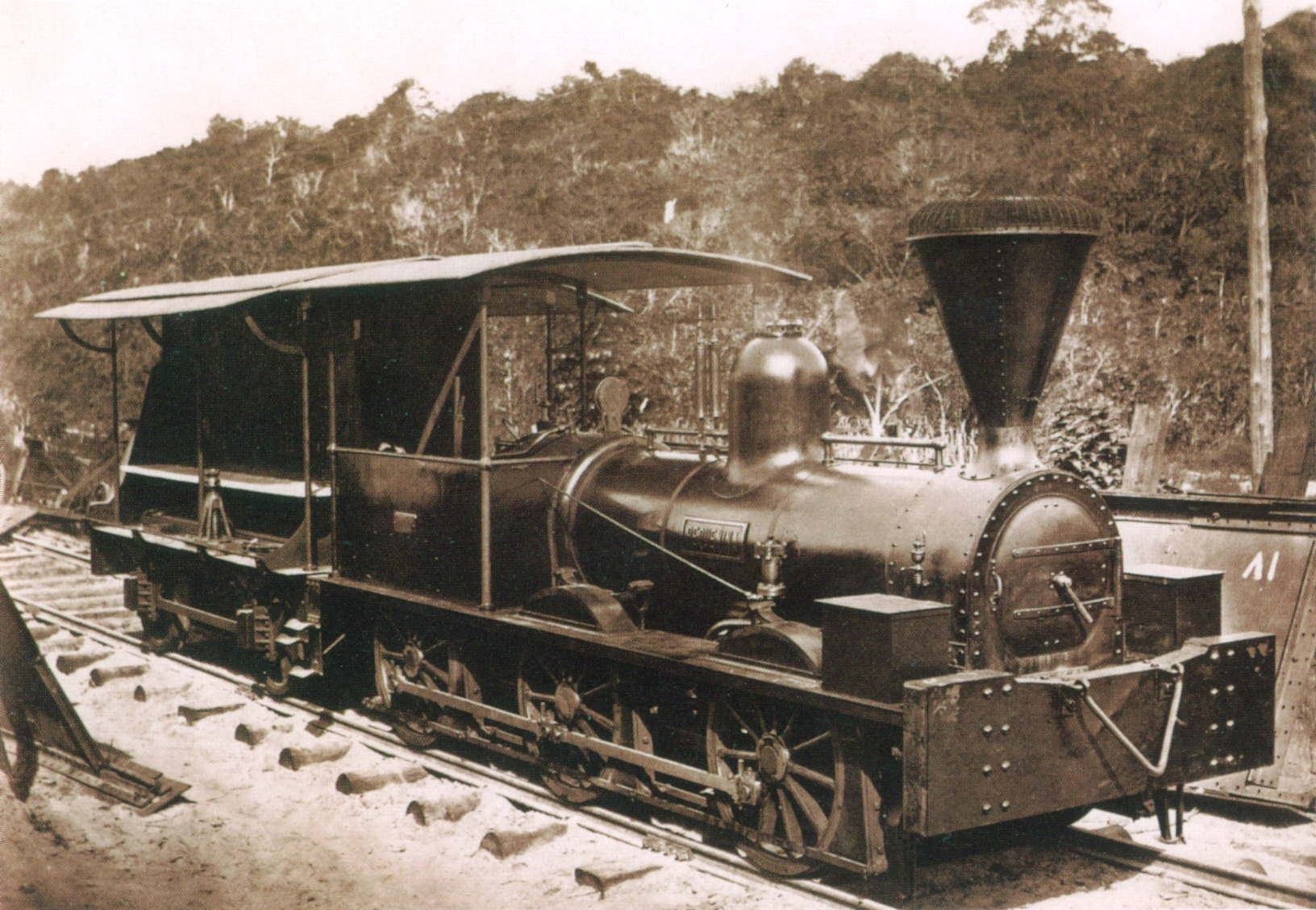
A locomotiva Pequenina na província da Bahia (nordeste brasileiro), c. 1859

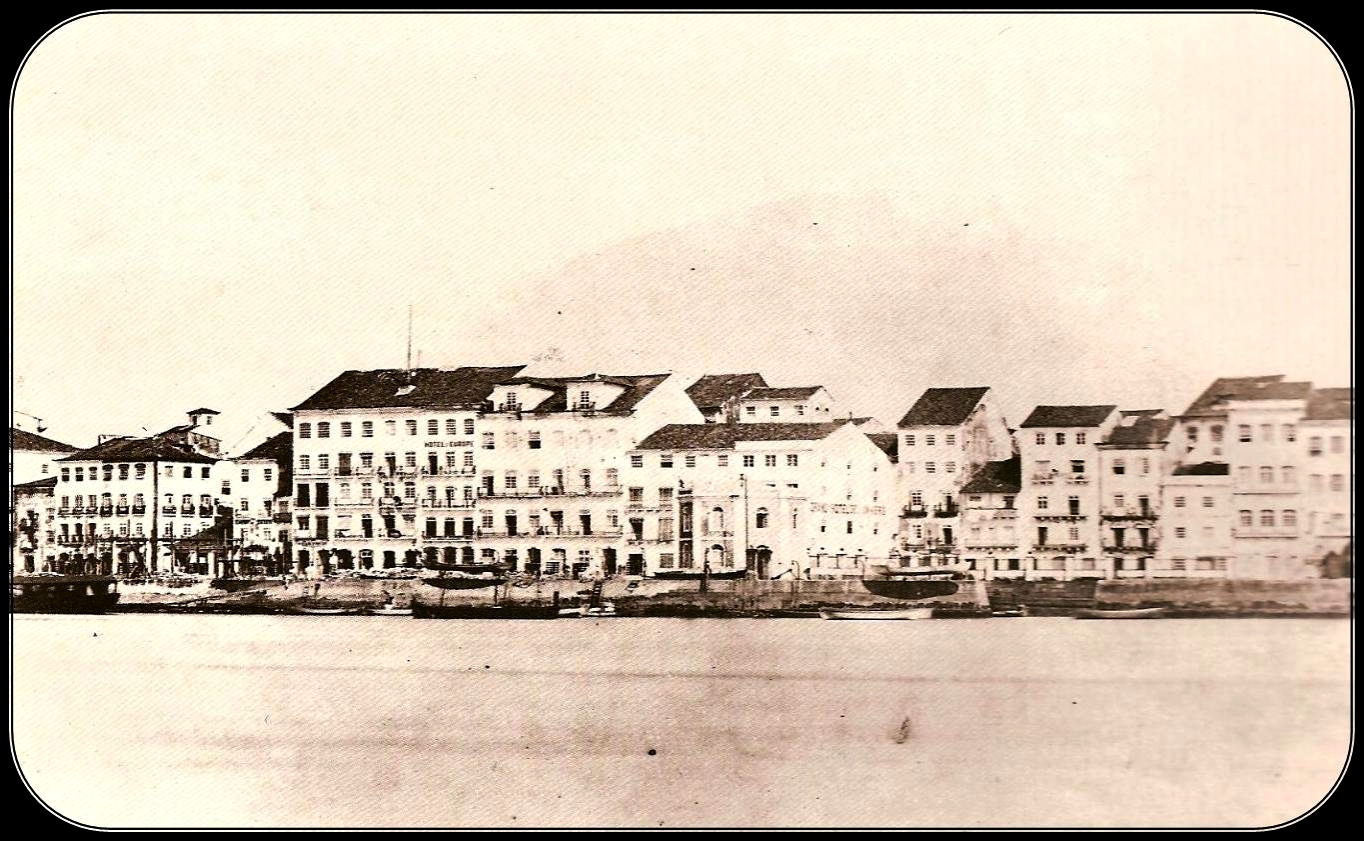
Porto do Recife, 1865

No início da década de 1850, o Brasil gozava de estabilidade interna e prosperidade econômica. A infraestrutura do país foi sendo desenvolvida, com o progresso na construção das estradas de ferro, do telégrafo elétrico e de linhas de navios a vapor que uniam o Brasil em uma entidade nacional coesa. Depois de cinco anos de mandato, o gabinete conservador foi dissolvido em setembro de 1853. Honório Hermeto Carneiro Leão, o Marquês de Paraná, líder do Partido Conservador, foi convocado para formar um novo gabinete. O imperador Pedro II quis aplicar um plano ambicioso, que se tornou conhecido como "a Conciliação", que visava reforçar o papel do parlamento na resolução de disputas políticas do país.
O Marques de Paraná convidou vários liberais para se juntar às fileiras conservadoras e chegou a designar alguns como ministros. O novo gabinete, embora altamente bem-sucedido, foi atormentado desde o início pela forte oposição dos membros ultraconservadores do Partido Conservador, que repudiaram os novos recrutas liberais. Eles acreditavam que o gabinete havia se tornado uma máquina política infestada com liberais convertidos que não eram genuinamente parte dos ideais do partido e estavam interessados principalmente na obtenção de cargos públicos. Apesar dessa desconfiança, Paraná mostrou resistência em retirar as ameaças e superar os obstáculos e contratempos. No entanto, em setembro de 1856, no auge de sua carreira, ele morreu de forma inesperada, embora o seu gabinete tenha sobrevivido até maio de 1857.
O Partido Conservador tinha sido dividido ao meio: de um lado estavam os ultraconservadores e do outro os conservadores moderados que apoiaram a Conciliação. Os ultraconservadores eram liderados por Joaquim Rodrigues Torres, o Visconde de Itaboraí, Eusébio de Queirós e Paulino Soares de Sousa, o 1º Visconde de Uruguai — todos os ex- ministros no gabinete de 1848-1853. Esses estadistas mais velhos haviam tomado o controle do Partido Conservador após a morte do Marquês de Paraná. Depois de 1857, nenhum dos gabinetes sobreviveu por muito tempo, todos rapidamente entrando em colapso devido à falta de uma maioria na Câmara dos Deputados.
Os membros restantes do Partido Liberal, que definhavam desde a sua queda em 1848 e a desastrosa Revolução Praieira em 1849, aproveitaram o que parecia ser iminente implosão do Partido Conservador para voltar à política nacional com força renovada. Eles entregaram um poderoso golpe para o governo, quando conseguiram ganhar vários assentos na Câmara dos Deputados em 1860. Quando muitos conservadores moderados desertaram para se unir aos liberais para formar um novo partido político, a Liga Progressista, continuar no poder se tornou insustentável para os conservadores devido à falta de uma maioria governista viável no parlamento. Eles se demitiram e, em maio de 1862, Pedro II nomeou um gabinete progressista. O período desde 1853 tinha sido de paz e prosperidade para o Brasil: '"O sistema político funcionou sem problemas, liberdades civis foram mantidas. A partida tinha sido feita na introdução no Brasil das linhas da estrada de ferro, do telégrafo e do vapor. O país não era mais conturbado pelas disputas e conflitos que se acumulou durante seus primeiros 30 anos".

### Guerra do Paraguai

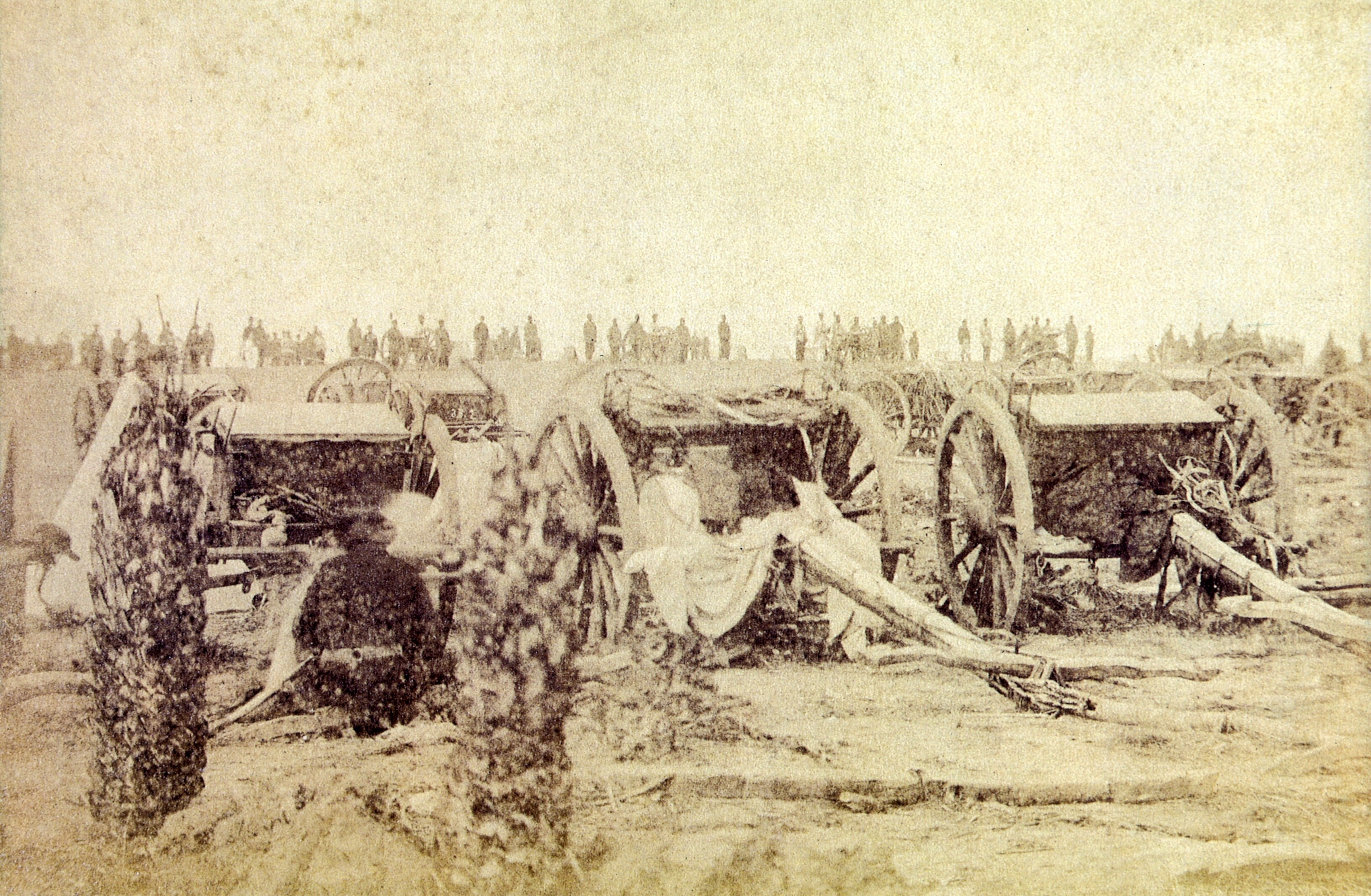
Artilharia brasileira em posição durante a Guerra do Paraguai, 1866

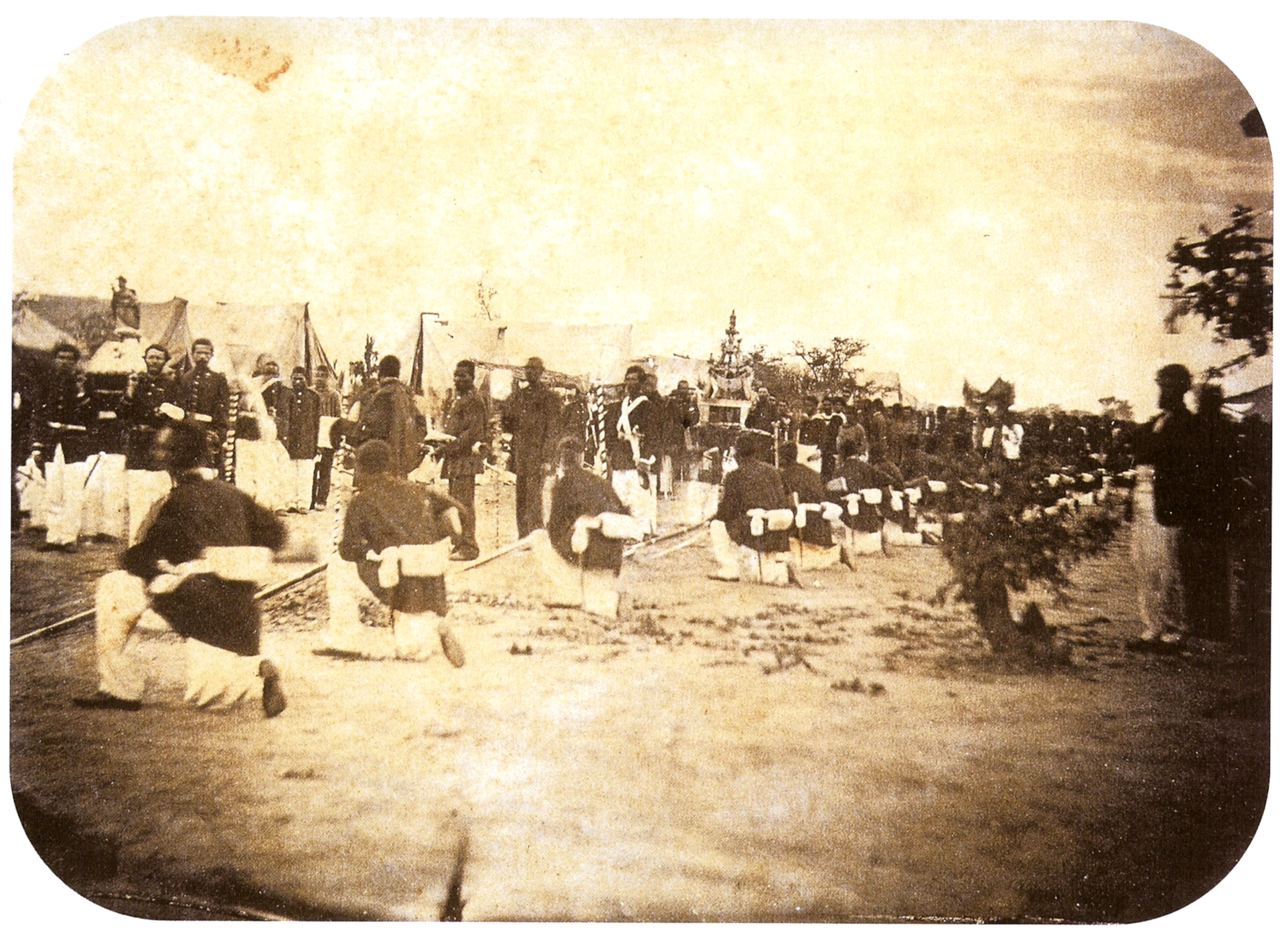
Soldados brasileiros ajoelhados antes de uma procissão religiosa durante a Guerra do Paraguai, 1868

Este período de calma chegou ao fim quando o cônsul britânico no Rio de Janeiro quase provocou uma guerra entre o Reino Unido e o Brasil. Ele enviou um ultimato contendo exigências abusivas decorrentes de dois incidentes menores no final de 1861 e no início de 1862. O governo brasileiro se recusou a ceder e o cônsul emitiu ordens para navios de guerra britânicos capturar navios mercantes brasileiros como indenização. O Brasil se preparou para um conflito iminente e as defesas costeiras receberam permissão para atirar contra qualquer navio de guerra britânico que tentasse capturar navios mercantes brasileiros. O governo brasileiro, em seguida, cortou relações diplomáticas com o Reino Unido em junho de 1863.
Como a guerra com o Império Britânico se aproximava, o Brasil teve de voltar sua atenção para as suas fronteiras do sul. Outra guerra civil começou no Uruguai e colocou seus partidos políticos uns contra os outros. O conflito interno levou ao assassinato de brasileiros e ao saque de suas propriedades uruguaias. O gabinete progressista do Brasil decidiu intervir e despachou o exército, que invadiu o Uruguai em dezembro de 1864, começando a breve Guerra do Uruguai. O ditador do vizinho Paraguai, Francisco Solano López, aproveitou-se da situação do Uruguai no final de 1864 para tentar estabelecer o seu país como uma potência regional. Em novembro daquele ano, ele ordenou que um navio a vapor civil brasileiro fosse apreendido (desencadeando na Guerra do Paraguai) e, em seguida, invadiu o Brasil.
O que parecia no início ser uma breve e simples intervenção militar levou a uma guerra em grande escala no sudeste da América do Sul. No entanto, a possibilidade de um conflito em duas frentes (com a Grã-Bretanha e com o Paraguai) desapareceu quando, em setembro de 1865, o governo britânico enviou um emissário que pediu desculpas publicamente pela crise entre os impérios. A invasão paraguaia em 1864 levou a um conflito muito maior do que o esperado e a fé na capacidade do gabinete progressista de lidar com a guerra desapareceu. Além disso, desde o seu início, a Liga Progressista foi assolada por um conflito interno entre as facções formadas por antigos conservadores moderados e por ex-liberais.
O gabinete renunciou e o imperador nomeou o envelhecido Visconde de Itaboraí para chefiar um novo governo em julho de 1868, marcando o retorno dos conservadores ao poder. Isto impulsionou ambas as alas progressistas para deixar de lado suas diferenças, levando-os a rebatizar seu partido para Partido Liberal. Uma terceira, menor e mais radical ala progressista declarou-se republicana em 1870, um mau sinal para a monarquia. No entanto, o "ministério formado pelo visconde de Itaboraí era um corpo muito mais capaz do que o gabinete substituído" e o conflito com o Paraguai terminou março 1870 com a vitória total do Brasil e de seus aliados. Mais de 50 mil soldados brasileiros morreram e os custos da guerra foram onze vezes superiores ao orçamento anual do governo. No entanto, o país era tão próspero que o governo foi capaz de superar a dívida da guerra em apenas dez anos. O conflito também foi um estímulo para a produção nacional e o crescimento econômico.

### Apogeu

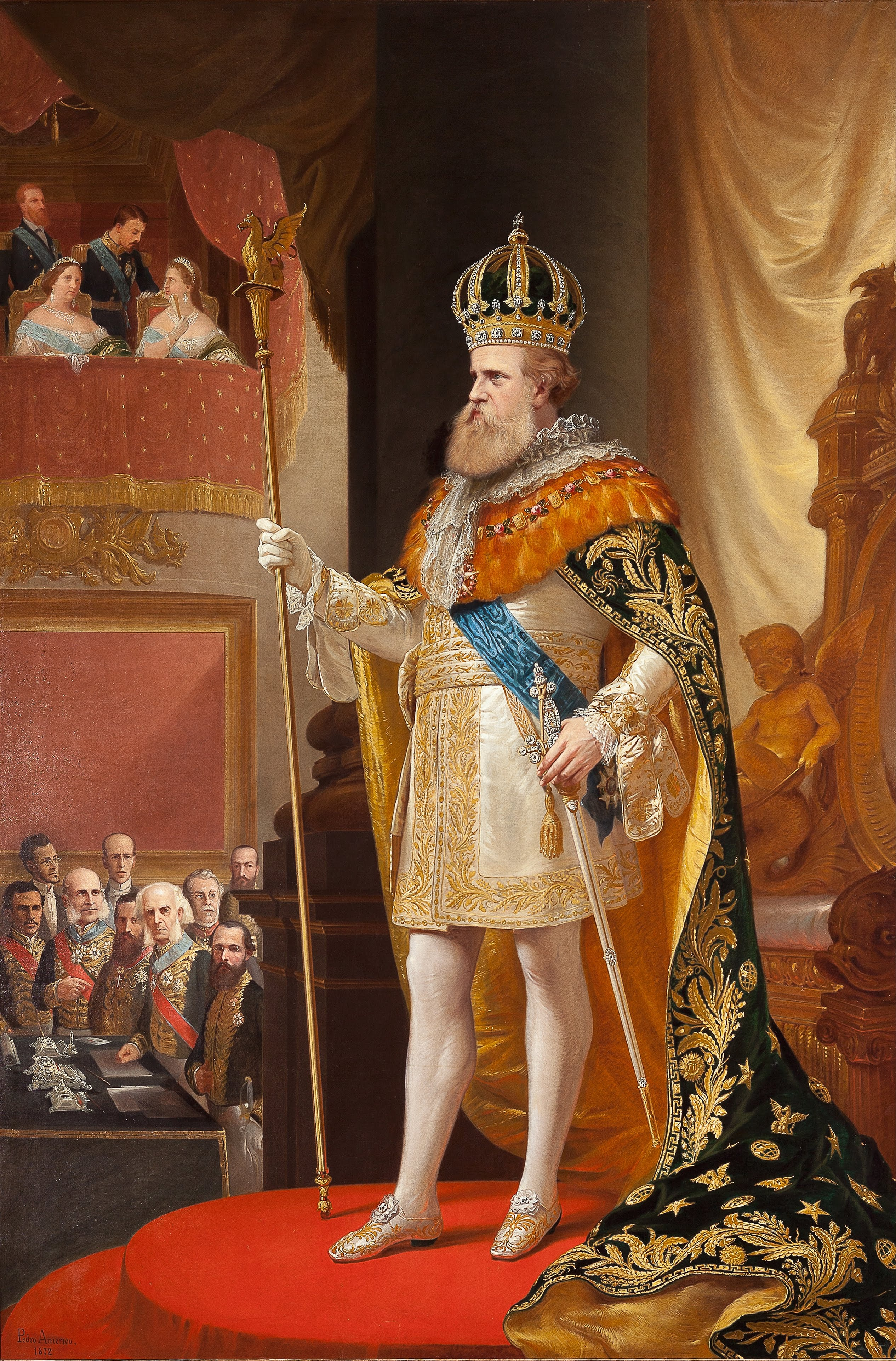
Fala do Trono (Pedro II na Abertura da Assembléia Geral), pintura de Pedro Américo, 1872

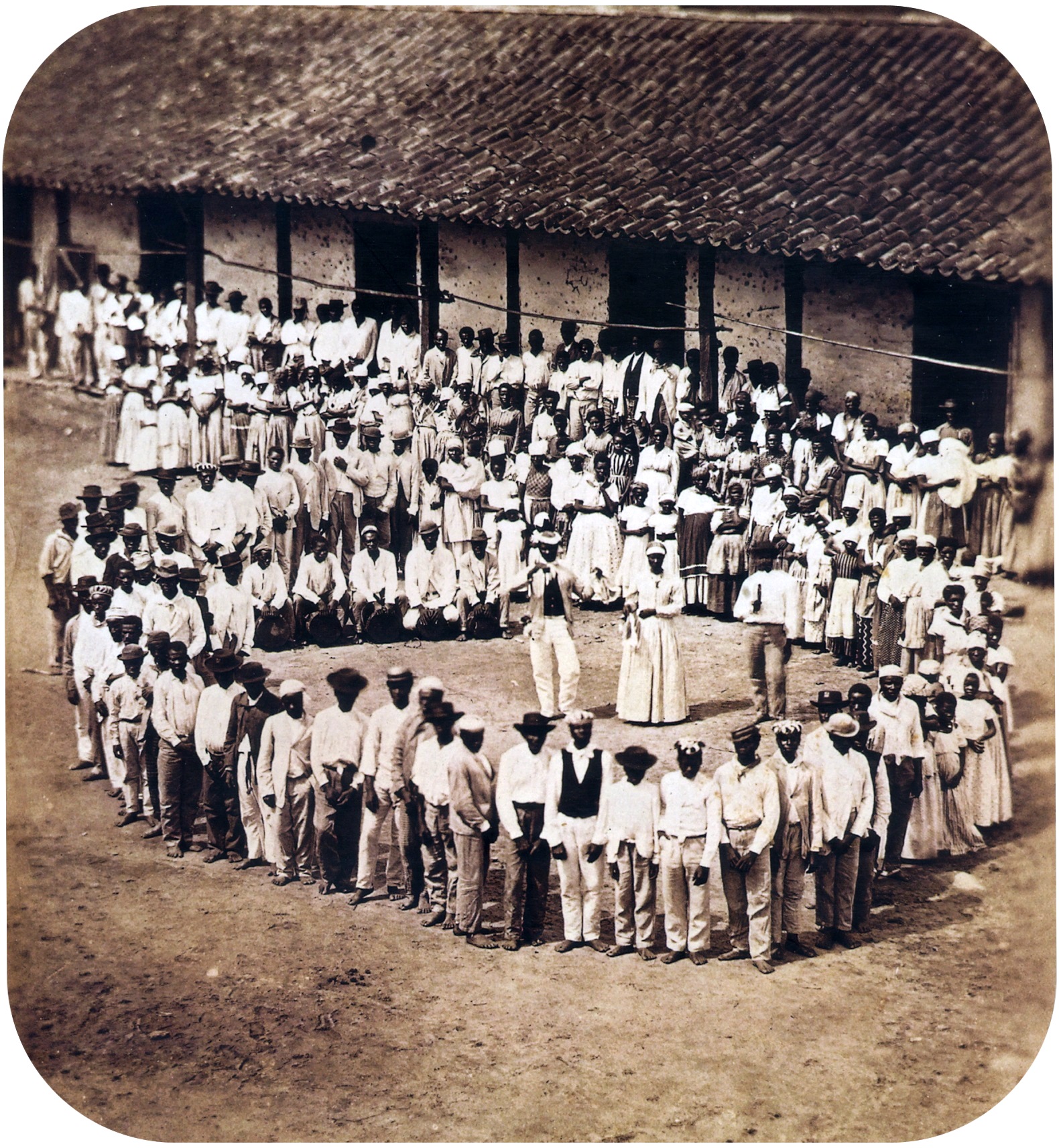
Um grande grupo de escravos reunidos em uma fazenda na província de Minas Gerais (sudeste brasileiro), 1876

A vitória diplomática sobre o Império Britânico e a vitória militar sobre o Uruguai em 1865, seguida da conclusão bem sucedida da guerra com o Paraguai em 1870, marcou o início da "era de ouro" do Império do Brasil. A economia brasileira cresceu rapidamente; outros projetos de modernização de estradas de ferro e transportes foram iniciados; a imigração floresceu. O império ficou conhecido internacionalmente como uma nação moderna e progressista, perdendo apenas para os Estados Unidos na América, era uma economia politicamente estável, com um bom investimento potencial.
Em março de 1871, Pedro II nomeou o conservador José Paranhos, o Visconde do Rio Branco, como chefe de um gabinete, cujo principal objetivo era o de aprovar uma lei para libertar imediatamente todas as crianças nascidas de escravas. O controverso projeto de lei foi apresentado na Câmara dos Deputados em maio e enfrentou "uma oposição determinada, que comandou o apoio de cerca de um terço dos deputados e que procurou organizar a opinião pública contra a medida". O projeto de lei foi finalmente promulgado em setembro e ficou conhecido como Lei do Ventre Livre. O sucesso de Rio Branco, no entanto, prejudicou seriamente a estabilidade política do império a longo prazo. A lei "dividiu os conservadores ao meio, uma facção do partido apoiou as reformas do gabinete de Rio Branco, enquanto a segunda — conhecida como a escravocratas — foram implacáveis em sua oposição", formando uma nova geração de ultraconservadores.
A Lei do Ventre Livre e o apoio de Pedro II à legislação resultou na perda de lealdade incondicional dos ultraconservadores à monarquia. O Partido Conservador tinha experimentado divisões sérias antes durante a década de 1850, quando o total apoio do imperador para a política de Conciliação deu origem aos progressistas. No entanto, os ultraconservadores, liderados por Eusébio, Uruguai e Itaboraí, adversários da Conciliação na década de 1850, acreditavam que o imperador era indispensável para o funcionamento do sistema político: ele era visto como um árbitro final e imparcial para os impasses políticos. Por outro lado, esta nova geração de ultraconservadores não tinha experimentado a regência e os primeiros anos do reinado de Pedro II, quando perigos externos e internos ameaçaram a própria existência do império; eles só conheceram a prosperidade, a paz e uma administração estável. Para eles — e para as classes dominantes em geral — a presença de um monarca neutro que pudesse resolver as disputas políticas não era mais importante. Além disso, desde que Pedro II tomou claramente um lado político sobre a questão da escravidão, ele tinha comprometido sua posição como um árbitro neutro. Os novos políticos ultraconservadores não viram nenhuma razão para defender o cargo imperial.

### Declínio
As deficiências da monarquia levaram muitos anos para se tornarem aparentes. O Brasil continuou a prosperar durante os anos 1880, com a economia e a sociedade se desenvolvendo rapidamente, incluindo o primeiro impulso organizado pelos direitos das mulheres. Por outro lado, cartas escritas por Pedro II revelam um homem envelhecido e cansado do mundo, cada vez mais alienado de eventos atuais e em perspectiva pessimista. Ele permaneceu meticuloso em suas funções formais como imperador, embora muitas vezes sem entusiasmo, mas ele já não intervinha ativamente para manter a estabilidade no país. Sua crescente "indiferença ao destino do regime" e sua inação em proteger o sistema imperial quando ele foi ameaçado levaram historiadores atribuírem a "principal, talvez única, responsabilidade" pela dissolução da monarquia ao próprio imperador.
A falta de um herdeiro que pudesse viabilizar e proporcionar um novo rumo para o país também ameaçou as perspectivas de longo prazo da monarquia brasileira. O herdeiro do imperador era sua filha mais velha, Isabel, que não tinha interesse e nem expectativa de tornar-se uma monarca. A Constituição permitia a sucessão feminina ao trono, mas o Brasil ainda era uma sociedade muito tradicional, dominada por homens e a visão predominante era de que apenas um monarca masculino seria capaz de executar a funções de chefe de Estado. Pedro II, as classes dominantes e o estamento político consideraram um sucessor do sexo feminino como impróprio e Pedro II acreditava que a morte de seus dois filhos e a falta de um herdeiro do sexo masculino eram um sinal de que o império estava destinado a ser suplantado.
Um imperador cansado que não se importava mais com o trono, um herdeiro que não tinha nenhum desejo de assumir a coroa e uma classe dirigente cada vez mais descontente e que não condizia com o papel Imperial em assuntos nacionais: todos esses fatores pressagiaram a desgraça iminente da monarquia brasileira. Os meios para alcançar a queda do sistema imperial logo aparecem dentro das fileiras do Exército. O republicanismo nunca tinha florescido no Brasil fora de certos círculos elitistas. e tinha pouco apoio nas províncias A combinação de crescimento dos ideais republicanos e positivistas entre oficiais do exército, no entanto, começou a se tornar em séria ameaça à monarquia. Estes oficiais eram a favor de uma ditadura republicana, que eles acreditavam que seria superior à monarquia democrática liberal. Começando com pequenos atos de insubordinação no início da década de 1880, o descontentamento no exército cresceu em escopo e audácia durante a década, já que o imperador estava desinteressado e os políticos eram incapazes de restabelecer a autoridade do governo sobre os militares.

### Queda

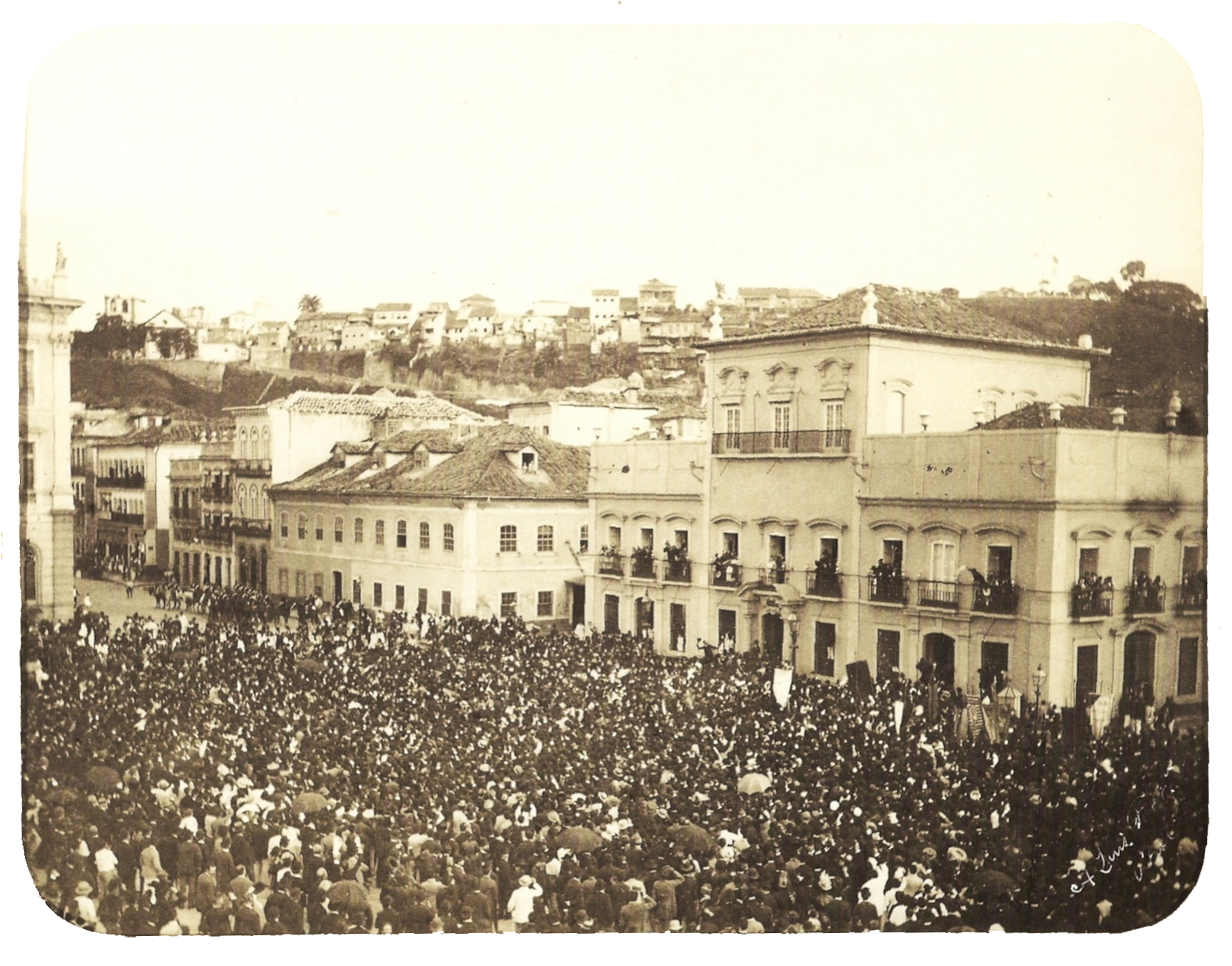
Momentos após a assinatura da Lei Áurea, a princesa Isabel saudava uma grande multidão nas ruas

O país gozava de um considerável prestígio internacional durante os últimos anos do império e tornou-se uma potência emergente no cenário internacional. Enquanto Pedro II recebia tratamento médico na Europa, o parlamento aprovou e a princesa Isabel assinou em 13 de maio 1888, a Lei Áurea, que aboliu completamente a escravidão no Brasil. Previsões de perturbações econômicas e de trabalho causadas pela abolição da escravatura provaram-se infundadas. No entanto, o fim da escravidão foi o golpe final para qualquer crença restante na neutralidade da coroa e isso resultou em uma mudança explícita do apoio ao republicanismo pelos ultraconservadores, que eram apoiados por ricos e poderosos fazendeiros de café que tinham grande poder político, econômico e social no país.
Para evitar uma reação republicana, o governo explorou o crédito prontamente disponível para o Brasil, resultado de sua prosperidade, para alimentar ainda mais o desenvolvimento. O governo estendeu enormes empréstimos a taxas de juros favoráveis aos fazendeiros, títulos generosamente concedidos e honras menores de favores com figuras políticas influentes que se tornaram descontentes. O governo também indiretamente começou a resolver o problema dos militares recalcitrantes pela revitalização da moribunda Guarda Nacional, até então uma entidade que existiu na maior parte apenas no papel.
As medidas tomadas pelo governo alarmaram os republicanos civis e os positivistas nas Forças Armadas. Os republicanos perceberam que elas minariam o apoio para seus próprios objetivos e foram encorajados a outra ação. A reorganização da Guarda Nacional foi iniciada pelo gabinete em agosto de 1889 e a criação de uma força militar rival fez com que os dissidentes entre os oficiais considerassem medidas desesperadas. Para ambos os grupos, os republicanos e os militares, tornou-se um caso de "agora ou nunca". Apesar de não haver o desejo entre a maioria dos brasileiros de mudar forma de governo do país, os republicanos começaram a pressionar os oficiais do exército para derrubarem a monarquia.
Eles aplicaram um golpe de Estado e instituíram a república em 15 de novembro 1889. A historiadora Lídia Besouchet observou que "raramente uma revolução foi tão pequena", pois as poucas pessoas que presenciaram o ocorrido não se deram conta de que era uma revolta. Durante o golpe Pedro II não demonstrou nenhuma emoção, como se não se preocupasse com o resultado. Ele rejeitou todas as sugestões apresentadas pelos políticos e líderes militares de sufocar a rebelião. O imperador e sua família foram enviados para o exílio em 17 de novembro. Embora não tenha havido uma reação monarquista significativa após a queda do império, a que houve foi completamente reprimida e nem Pedro II, nem sua filha apoiaram uma restauração. Apesar de não estar ciente dos planos de um golpe de Estado, uma vez que ocorreram à luz da aceitação passiva do imperador, a classe política apoiou o fim da monarquia em favor de uma república. Eles não sabiam que o objetivo dos líderes do golpe era a criação de uma república ditatorial, em vez de uma república presidencial ou parlamentar.

## Sociedade

### Demografia

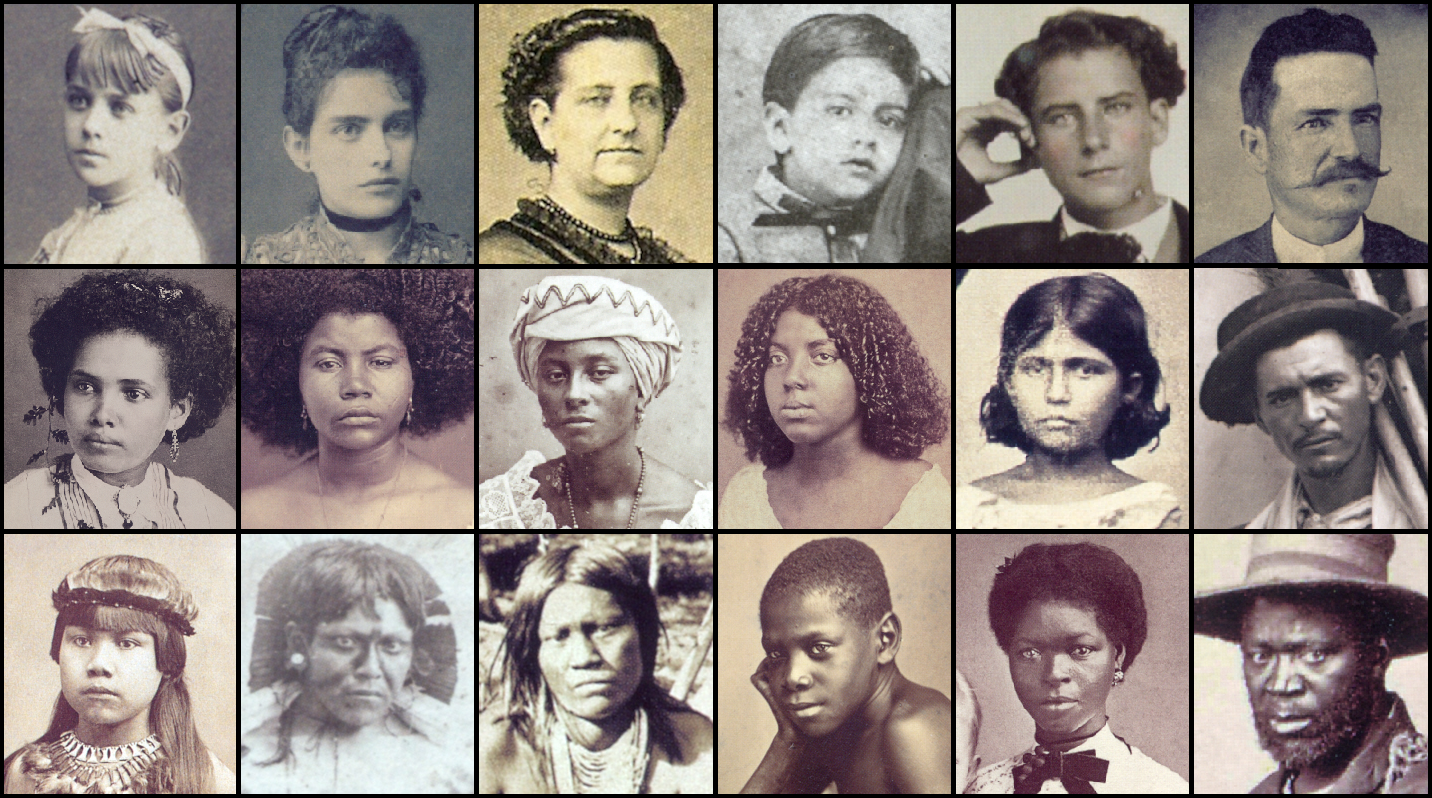
Brasileiros do século XIX. 1ª linha: brasileiros brancos. 2ª linha: brasileiros pardos (da esquerda para a direita: duas mulheres mulatas, duas mulheres cafuzas e uma garota e um homem caboclo). 3ª linha: três brasileiros índios de diferentes tribos seguidos por afro-brasileiros de diversas etnias

Desde a segunda metade do século XVIII, quando o Brasil ainda era uma colônia, o governo tentou obter dados sobre a população. No entanto, poucas capitanias (mais tarde chamadas de províncias) coletaram as informações solicitadas. Depois da independência, o governo instituiu uma comissão de estatísticas em um decreto de 1829 com um mandato para realizar um censo nacional. A comissão foi um fracasso e foi dissolvida em 1834. Nos anos seguintes, os governos provinciais foram incumbidos de coletar as informações do censo, mas os seus relatórios de censo eram muitas vezes incompletos ou não eram submetidos a toda a população. Em 1851, outra tentativa de realizar um censo nacional falhou quando tumultos eclodiram. Este foi o resultado da crença errônea entre os brasileiros de ascendência mestiça de que a pesquisa fosse um subterfúgio destinado a escravizar qualquer um que tivesse sangue africano.
O primeiro censo nacional verdadeiro com cobertura exaustiva e ampla no território nacional foi realizado em 1872. O pequeno número de pessoas e o pequeno número de cidades relatados pelo censo revelam o enorme território do Brasil ainda pouco povoado. A pesquisa estimou a população brasileira em total de 9 930 478 habitantes. As estimativas feitas pelo governo em décadas anteriores mostravam 4 milhões de habitantes em 1823 e 7,7 milhões de pessoas em 1854. A população era distribuída em 20 províncias, no Município Neutro (onde a capital imperial era compreendida) e em 641 municípios.
Entre a população livre, 23,4% dos homens e 13,4% das mulheres foram considerados alfabetizados. Os homens representavam 52% (5 123 869) da população total. Os dados populacionais por faixa etária mostraram que 24,6% da população eram de crianças menores de 10 anos de idade; 21,1% eram adolescentes e jovens entre 11 e 20 anos; 32,9% eram adultos entre 21 e 40 anos; 8,4% tinham entre 41 e 50 anos; 12,8% tinham entre 51 e 70 anos; e, por último, apenas 3,4% tinham mais de 71 anos de idade. Os moradores das regiões nordeste e sudeste combinados compunham 87,2% da população do país. O segundo censo nacional foi realizado em 1890, quando a república brasileira tinha apenas alguns meses de idade. Seus resultados mostraram que a população havia crescido para 14 333 915 habitantes desde o primeiro censo demográfico.
Em 1872 o peso da população rural era enorme quando comparado ao da urbana. A população das capitais do Império representava 10,41% da população total, ou seja, 1 083 039 pessoas. Para completar o quadro, 48% da população urbana concentrava-se apenas no Rio de Janeiro, Salvador e Recife.

### Grupos étnicos

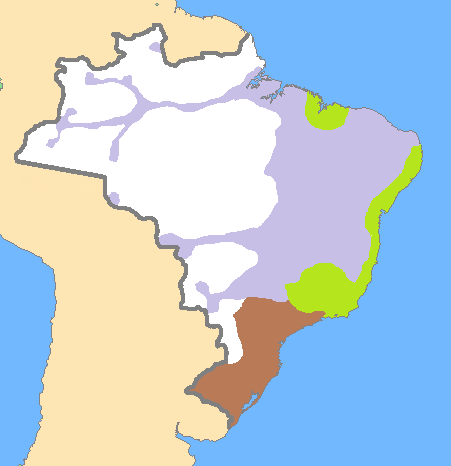
Grupos étnicos predominantes no Brasil: roxo—caboclos; marrom—brancos; verde—mulatos; branco—indígenas. Nota: 80% da população vivia no litoral

Quatro grupos étnicos eram reconhecidos no Brasil imperial: branco, preto, pardo e indígena. O termo pardo é uma designação usada para brasileiros multirraciais que ainda é usada oficialmente, embora alguns estudiosos prefiram o termo mestiço, e é uma categoria ampla que inclui caboclos (descendentes de brancos e índios), mulatos (descendentes de brancos e negros) e cafuzos (descendentes de negros e índios).
Os caboclos formavam a maioria da população nas regiões Norte, Nordeste e Centro-Oeste. A grande parte da população mulata habitava a costa leste da região nordeste, da Bahia à Paraíba,, mas também estavam presentes no norte do Maranhão, sul de Minas Gerais, leste do Rio de Janeiro e no Espírito Santo. Os cafuzos formavam o menor e mais difícil de distinguir dos subgrupos de mestiços, uma vez que os descendentes dos caboclos e mulatos do sertão do nordeste também eram classificados nessa categoria. Estes grupos ainda podem ser encontrados nessas mesmas áreas atualmente.
| Anos | Brancos | Pardos | Pretos | Indígenas | Total |
| ---- | ------- | ------ | ------ | --------- | ----- |
| 1872 | 38,1%   | 38,3%  | 19,7%  | 3,9%      | 100%  |
| 1890 | 44,0%   | 32,4%  | 14,6%  | 9%        | 100%  |

Os brasileiros brancos eram descendentes dos colonizadores portugueses originais. A partir dos anos 1870 este grupo étnico também passou a incluir outros imigrantes europeus: principalmente italianos, espanhóis e alemães. Embora os brancos pudessem ser encontrados em todo o país, eles eram o grupo majoritário na região sul e na província de São Paulo. Os brancos também compunham uma parcela significativa (40%) da população das províncias do nordeste do Ceará, Paraíba e Rio Grande do Norte. Os negros brasileiros eram de ascendência da África subsaariana e habitavam as mesmas áreas que os mulatos. A maioria da população das províncias do Rio de Janeiro, Minas Gerais, Espírito Santo, Bahia, Sergipe, Alagoas e Pernambuco (as quatro últimas com os menores percentuais de brancos em todo o país, menos de 30% em cada) era composta por negros ou pardos. Os indígenas, os povos nativos do Brasil, eram encontrados principalmente no Piauí, Maranhão, Pará e Amazonas.
Por causa da existência de comunidades raciais e culturais distintas, o Brasil se desenvolveu no século XIX como uma nação multiétnica. No entanto, esse dado é problemático, visto que não há nenhuma informação demográfica disponível para os anos anteriores a 1872. O primeiro censo nacional oficial foi elaborado pelo governo neste ano e mostrava que, dos 9 930 479 habitantes, 38,1% eram brancos, 38,3% pardos, 19,7% negros e 3,9% indígenas. O segundo censo nacional oficial, em 1890, revelou que, de uma população de 14 333 915, 44% eram brancos, 32,4% pardos, 14,6% negros e 9% índios.

### Imigração europeia

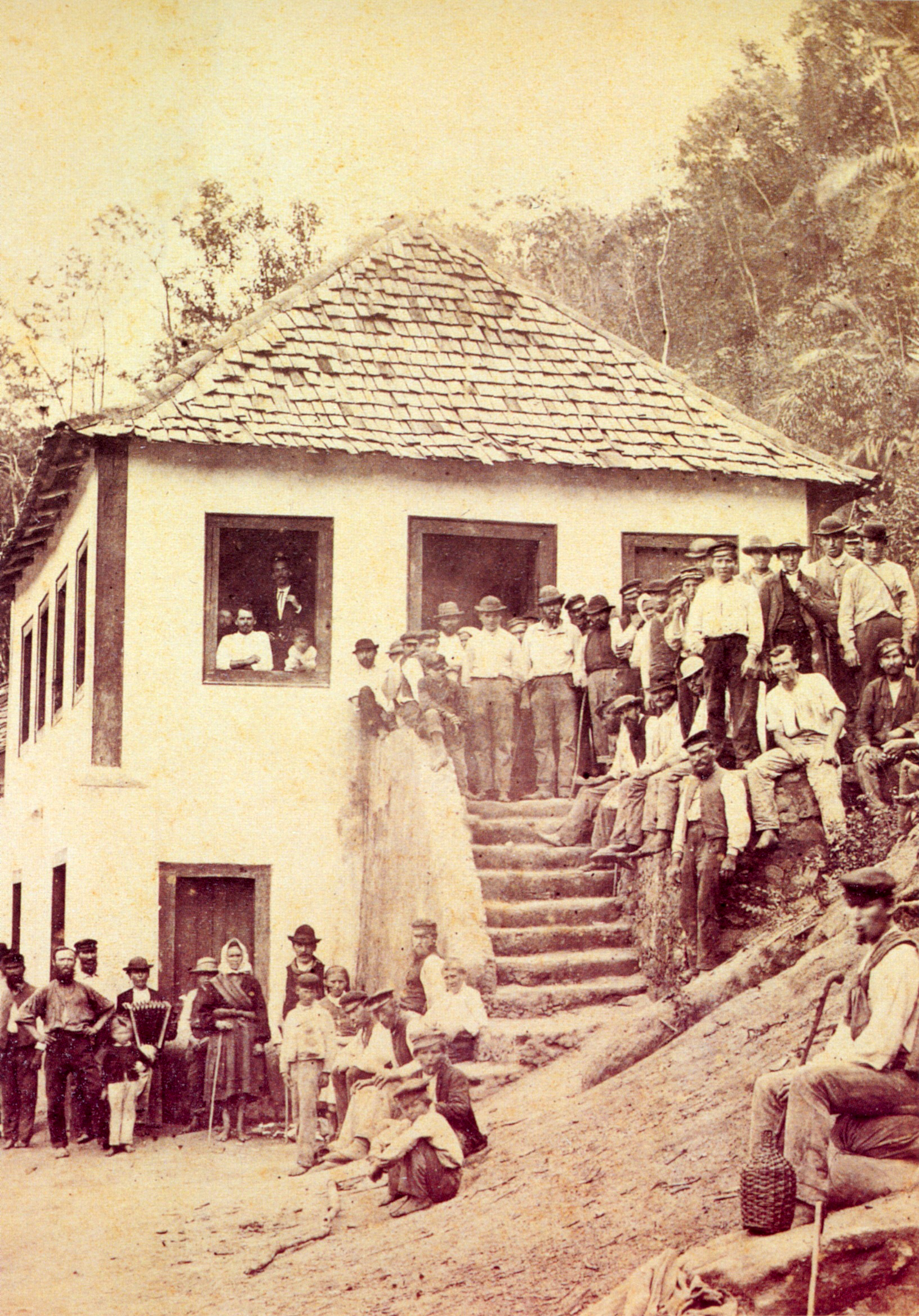
Imigrantes alemães e luxemburgueses na colônia Santa Leopoldina na província do Espírito Santo (região sudeste), 1875

Antes de 1808, os portugueses eram o único povo europeu que tinha se consolidado no Brasil em números significativos. Embora britânicos, alemães, italianos e espanhóis já tivessem imigrado para o Brasil, vieram em grupos muito pequenos e não tiveram um impacto significativo sobre a cultura da colônia portuguesa do Brasil. A situação mudou a partir de 1808, quando João VI começou a incentivar a imigração vinda de países europeus fora de Portugal.
O primeiro a chegar em números foram os suíços, dos quais cerca de dois mil estabeleceram-se na província do Rio de Janeiro durante 1818. Eles foram seguidos por alemães e irlandeses, que imigraram para o Brasil na década de 1820. Os colonos alemães se deslocaram principalmente para as províncias do sul do país, onde o clima era mais parecido com o de sua terra natal. Na década de 1830, devido à instabilidade da Regência, a imigração europeia diminuiu, só se recuperando após Pedro II ter tomado as rédeas do governo e o país, entrado num período de paz, estabilidade e prosperidade. Os agricultores no sudeste, enriquecidos com a lucrativa exportação do café, criaram o "sistema de parceria" (uma forma de servidão) para atrair imigrantes. O esquema durou até o fim da década de 1850, quando entrou em colapso e foi abandonado. A falha originava grandes dívidas incorridas pelos colonos europeus, a fim de subsidiar viagens e despesas correntes, o que fazia deles escravos virtuais de seus empregadores. A imigração sofreu outro declínio durante a Guerra do Paraguai, que ocorreu entre 1864 e 1870.
O número de imigrantes aumentou durante a década de 1870, o que veio a ser chamado de "grande imigração". Até aquele momento, cerca de 10 mil europeus chegavam ao Brasil anualmente, mas, depois de 1872, os números aumentaram dramaticamente. O Instituto Brasileiro de Geografia e Estatística (IBGE) estima que 500 mil europeus emigraram para o Brasil entre os anos de 1808 e 1883. Entre 1884 e 1893, o número de colonos europeus que chegaram ao Brasil chegou a 883 668. O número de europeus que imigraram continuou a aumentar nas décadas seguintes, com 862,1 mil entre 1894 e 1903; e 1 006 617 imigrantes entre 1904 e 1913.
De 1872 até 1879, as nacionalidades que formavam a maior parte dos novos colonos eram compostas por portugueses (31,2%), italianos (25,8%), alemães (8,1%) e espanhóis (1,9%). Na década de 1880, os italianos superam os portugueses (de 61,8% para 23,3%, respectivamente), e os espanhóis superam os alemães (6,7% para 4,2%, respectivamente). Outros grupos menores também chegaram, inclusive russos, poloneses e húngaros. Uma vez que quase todos os imigrantes europeus se estabeleceram em áreas do sudeste e do sul do império, a distribuição étnica, já desigual perante a imigração em massa, tornou-se ainda mais divergente entre as regiões. Para uma nação que tinha uma população pequena e dispersa (4 000 000 em 1823 e 14 333 915 em 1890), a imigração de mais de 1,38 milhão de europeus teve um enorme efeito sobre a composição étnica e cultural do país. Em 1872, o ano do primeiro censo nacional confiável, os brasileiros brancos representavam pouco mais de um terço (38,1%) da população total; em 1890 tinham aumentado para um pouco menos de metade (44,0%) de todos os brasileiros.

### Escravidão

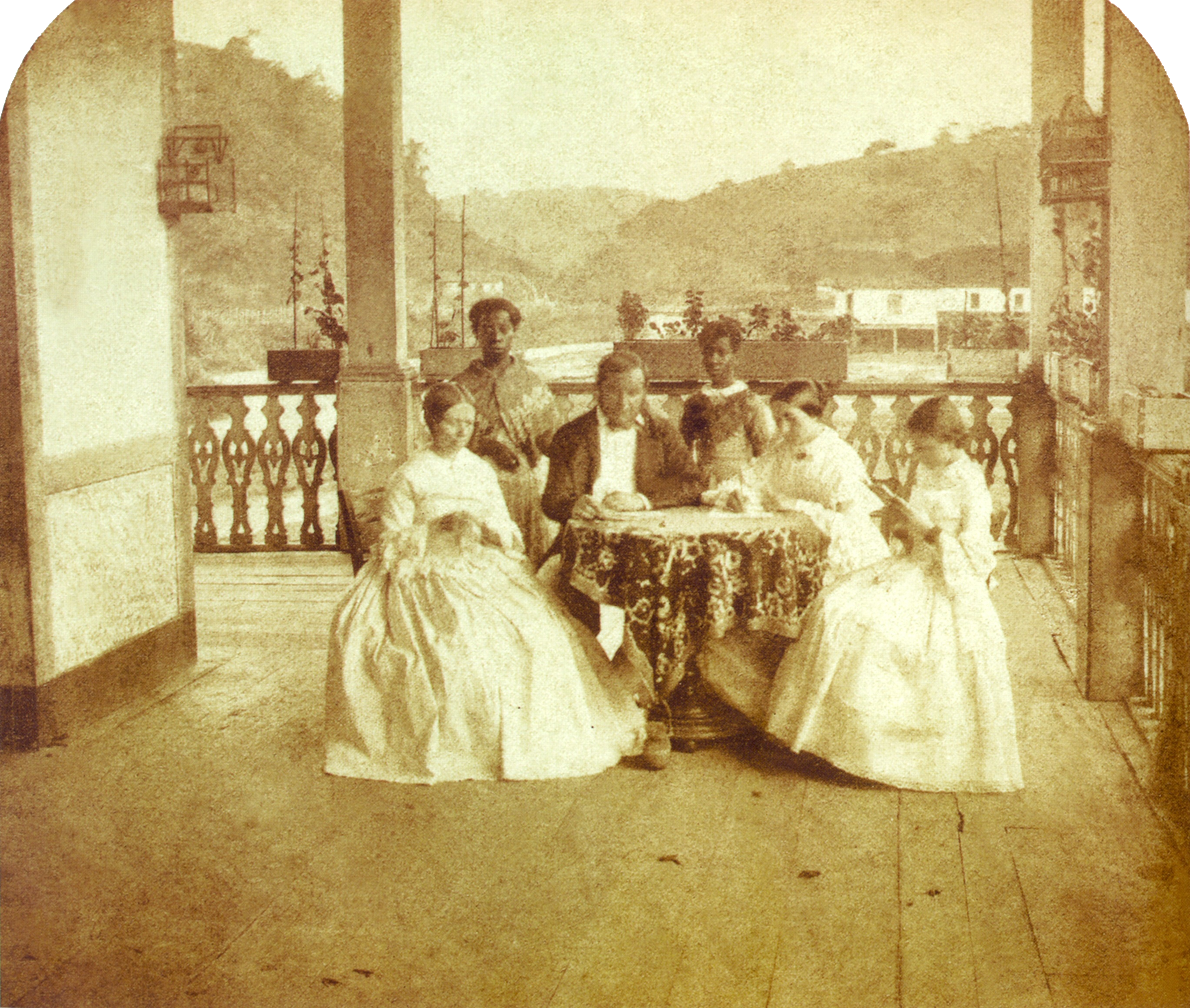
Uma família brasileira e suas escravas domésticas, c. 1860

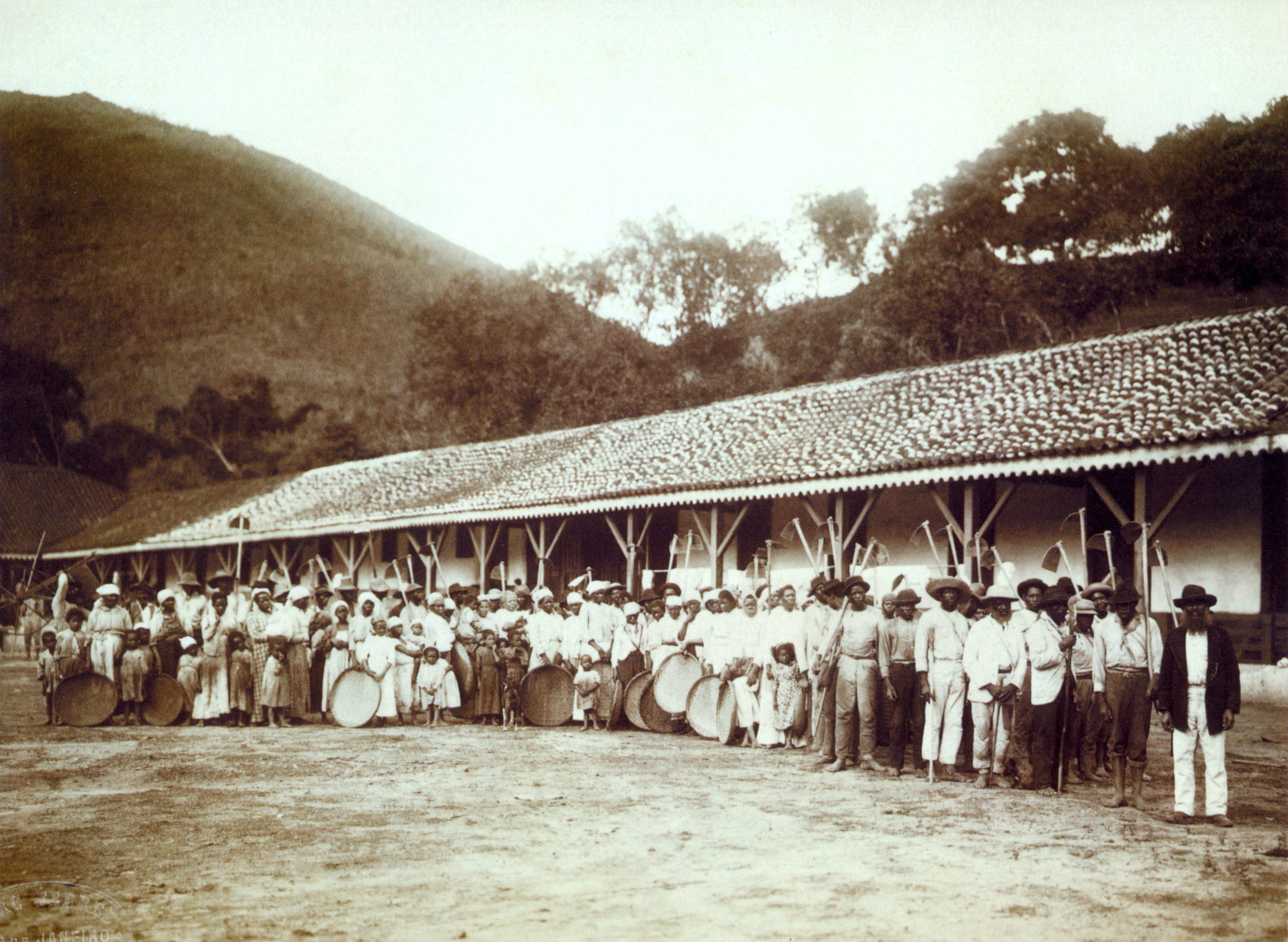
Escravos (incluindo seus filhos) reunidos em uma fazenda de café no Brasil, c. 1885 (Marc Ferrez)

Em 1823, um ano após a independência, os escravos representavam 29% da população do Brasil, um número que caiu durante toda a existência do império: de 24% em 1854, para 15,2% em 1872 e, finalmente, para menos de 5% em 1887 — no ano posterior (1888) a escravidão foi totalmente abolida. Os escravos eram na sua maioria homens adultos do sudoeste da África de diferentes etnias, religiões e línguas, que se identificavam principalmente com o seu próprio país de origem do que com uma etnia africana compartilhada. Alguns dos escravos trazidos para as Américas haviam sido capturados enquanto lutavam em guerras entre tribos e que, em seguida, foram vendidos para traficantes de escravos.
Enquanto os escravos eram geralmente negros ou mulatos houve registro de casos de escravidão branca — o produto de gerações de relações sexuais inter étnicas entre os proprietários e suas escravas mulatas (embora isto fosse muito raro e não fosse aprovado socialmente). Os escravos brancos e seus descendentes eram normalmente encontrados em regiões dedicadas à produção de produtos para exportação para mercados estrangeiros. Em escala muito menor, brancos eram escravizados desde o período colonial. A escravização de brancos era mal vista pela sociedade, gerando comoção e reações da opinião pública. Acreditava-se que o trabalho escravo era destinado apenas aos negros. Quando tais casos eram trazidos ao conhecimento do público, era comum a realização de campanhas de arrecadação de fundos para libertar escravos brancos.
Os canaviais na costa leste da região nordeste durante os séculos XVI e XVII eram locais típicos de atividades econômicas dependentes de mão de obra escrava. No norte da província do Maranhão, o trabalho escravo era usado na produção de algodão e arroz durante o século XVIII. Neste período, os escravos também foram explorados na província de Minas Gerais, onde havia a extração de ouro. A escravidão também era comum no Rio de Janeiro e em São Paulo durante o século XIX, principalmente para o cultivo do café, que se tornou vital para a economia nacional.
A maior parte dos escravos trabalhavam como operários de plantação. Relativamente poucos brasileiros possuíam escravos e maior parte das pequenas e médias fazendas empregavam trabalhadores livres. Os escravos podiam ser encontrados espalhados por toda a sociedade em outras funções: alguns foram usados como empregados domésticos, agricultores, mineiros, prostitutas, jardineiros e em muitos outros papéis. Muitos escravos emancipados passaram a adquirir escravos e houve até mesmo casos de escravos que tinham seus próprios escravos. Mesmo os mais severos proprietários de escravos aderiram a uma longa prática de vendê-los juntamente com suas famílias, tomando cuidado para não separá-los.
A prevalência da escravidão não era geograficamente uniforme em todo o Brasil. Em 1864, apenas cinco províncias (Rio de Janeiro com 23%, Bahia com 18%, Pernambuco com 15%, Minas Gerais com 14% e São Paulo com 5%) tinham 75% dos escravos do país, que à época perfaziam um total de 1 milhão e 715 mil indivíduos segundo o Instituto Brasileiro de Geografia e Estatística (IBGE). Entre as demais 15 províncias, se destacava o Maranhão com 4% da população escrava brasileira. Por volta de 1870, cinco províncias (Rio de Janeiro com 30%, Bahia com 15%, Minas Gerais com 14%, São Paulo com 7% e Rio Grande do Sul também com 7%) tinham 73% do total da população escrava do país segundo Ronaldo Vainfas em seu livro Dicionário do Brasil Imperial. Estes eram seguidos por Pernambuco (com 6%) e Alagoas (com 4%). Entre as restantes 13 províncias nenhuma chegava a ter individualmente até 3% do total de escravos. E já em 1887, ano anterior à Abolição da Escravatura, as cinco províncias com maior população escrava (Minas Gerais com 26%, Rio de Janeiro com 23%, São Paulo com 15%, Bahia com 11% e Pernambuco com 6%) detinham 81% dos escravos do Império do Brasil, de um total de 723 419 indivíduos segundo o IBGE.
Os escravos que foram libertos imediatamente se tornaram cidadãos com todos os direitos civis garantidos. A única exceção era que, até 1881, os escravos libertos foram impedidos de votar nas eleições, embora seus filhos e descendentes pudessem participar do processo eleitoral.

### Nobreza

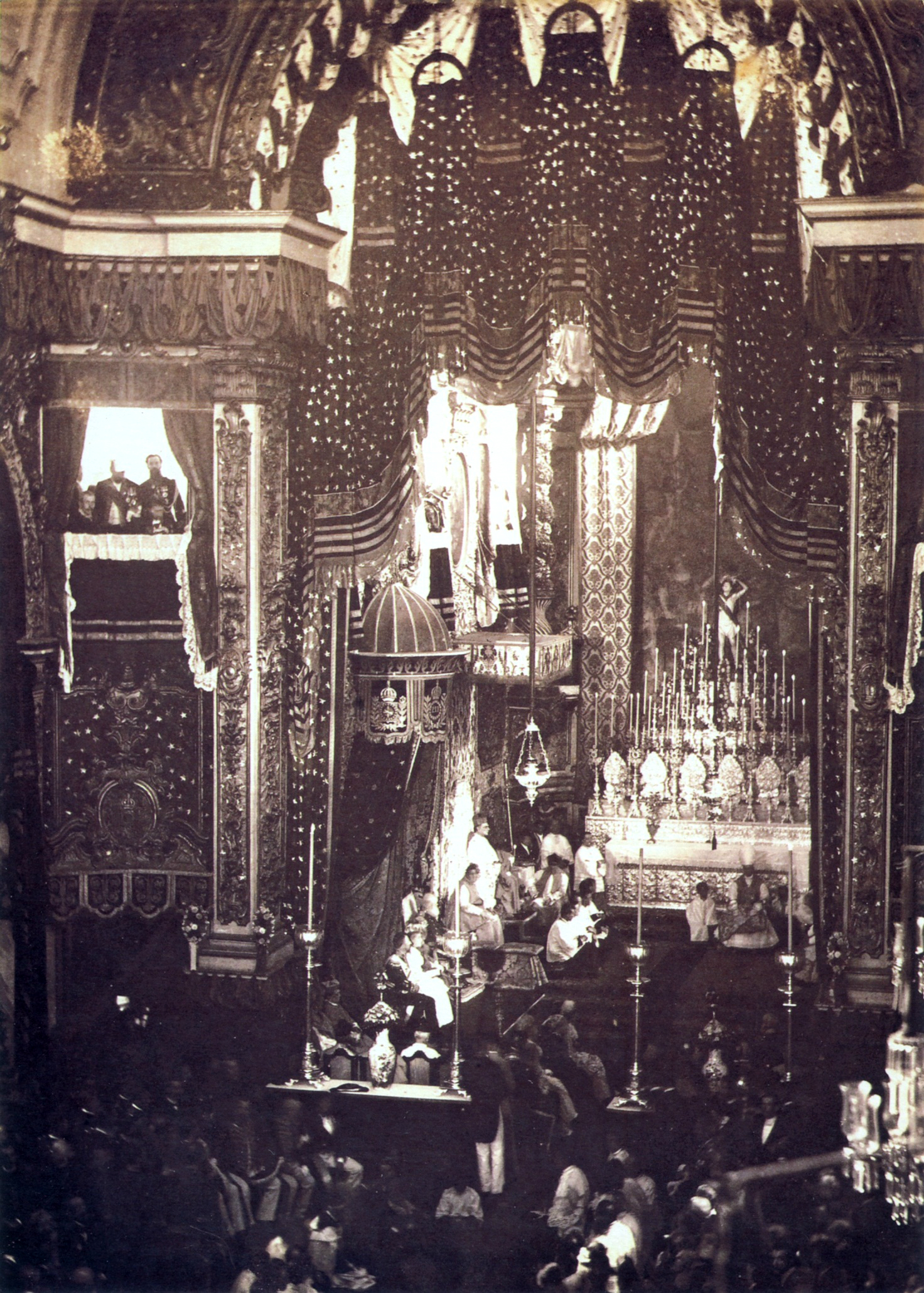
Aclamação da princesa Isabel, em 1887. Em certas cerimônias oficiais os participantes eram obrigados a usar vestimentas da corte

A nobreza brasileira difere marcadamente de suas contrapartes na Europa: títulos nobiliárquicos não eram hereditários, sendo a única exceção os membros da família imperial; e aqueles que tinham recebido um título de nobreza não eram considerados como pertencentes a uma classe social separada e não receberam nenhum apanágio, estipêndio ou emolumento. No entanto, muitas classes, tradições e regulamentos no sistema de nobreza do Brasil Imperial foram cooptados diretamente da aristocracia portuguesa. Durante o reinado de Pedro I, não havia requisitos claros para alguém ser enobrecido. Durante o reinado de Pedro II (exceto o período da Regência, durante o qual o regente não poderia conceder títulos ou homenagens), a nobreza evoluiu para uma meritocracia, com títulos concedidos em reconhecimento do excelente serviço de um indivíduo para com o Estado brasileiro ou para o bem comum. O fato de alguém ter sido agraciado com um título nobiliárquico ou uma honraria, no sistema de nobreza do Brasil Imperial, não significa necessariamente "o reconhecimento de ascendência ilustre", embora muitas vezes tenha ocorrido isso.
Era o direito do imperador, como chefe do Poder Executivo, conceder títulos e honrarias. Os títulos de nobreza eram, em ordem crescente: fidalgo, barão, visconde, conde, marquês e duque. Além da posição na hierarquia de nobreza, havia outras distinções entre as fileiras: condes, marqueses e duques eram, inerentemente, "Grandes do Império"; enquanto os títulos de barões e viscondes poderiam ser agraciados "com grandeza" ou sem grandeza. Todas as posições oficiais da nobreza brasileira tinham o tratamento de "Sua Excelência".
Entre 1822 e 1889, 986 pessoas se tornaram nobres. Apenas três se tornaram duques: Augusto de Beauharnais, 2º Duque de Leuchtenberg (como Duque de Santa Cruz, cunhado de Pedro I), Dona Isabel Maria de Alcântara Brasileira (como Duquesa de Goiás, filha ilegítima de Pedro I) e, finalmente, Luís Alves de Lima e Silva (como Duque de Caxias, herói da Guerra do Paraguai). Os outros títulos concedidos foram os seguintes: 47 marqueses, 51 condes, 146 viscondes "com grandeza", 89 viscondes sem grandeza, 135 barões "com grandeza" e 740 barões sem grandeza, resultando em um total de 1 211 títulos nobiliárquicos. Havia menos nobres do que títulos de nobreza porque muitos foram elevados mais de uma vez durante a sua vida, como o Duque de Caxias, que foi feito pela primeira vez barão, depois conde, em seguida marquês e, finalmente, foi elevado a duque. Os títulos da nobreza brasileira não se limitavam aos brasileiros do sexo masculino: o almirante Thomas Cochrane, 10.º Conde de Dundonald, um escocês, foi feito Marquês do Maranhão pelo seu papel na Guerra de Independência do Brasil; e 29 mulheres foram agraciadas com títulos nobiliárquicos em seu próprio direito. Além de não ter restrições em relação ao gênero, nenhuma distinção racial era feita para se conferir o título de nobre. Caboclos, mulatos, negros e até mesmo índios foram enobrecidos.

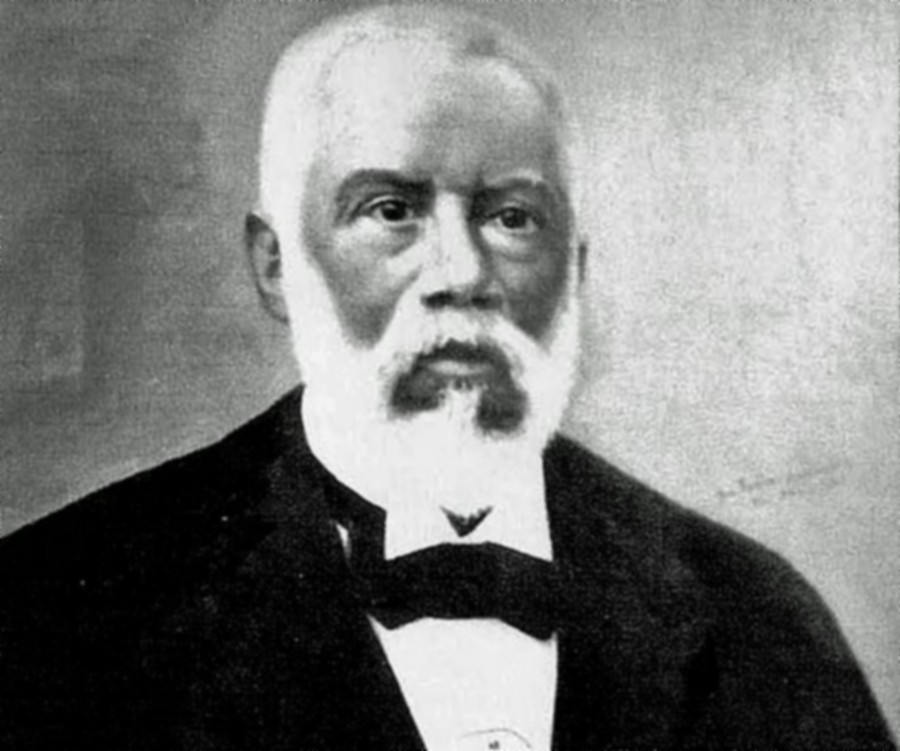
Francisco Paulo de Almeida (1826-1901), primeiro e único Barão de Guaraciaba, título que lhe foi concedido pela Princesa Isabel. Brasileiro e negro, possuiu uma das maiores fortunas do Império, chegando a ser proprietário de aproximadamente mil escravos

A pequena nobreza, que não tinha títulos, era composta por famílias antigas que haviam se distinguido desde o período colonial e formavam a chamada nobreza da terra; e pela nobreza de toga ou nobreza civil, composta por aqueles que exerciam os chamados cargos ou funções nobilitantes, como os oficiais-mores da Corte e da Casa Imperial, magistrados e legisladores, membros do Conselho de Estado, oficiais da Guarda Nacional, mais os possuidores de grau universitário de bacharel ou doutor, advogados, comerciantes de grosso trato e todos os que tinham direito ao tratamento de Senhoria. Também eram nobres os membros das ordens imperiais. Havia seis delas: Imperial Ordem de Nosso Senhor Jesus Cristo, Imperial Ordem de São Bento de Avis, Imperial Ordem de Sant'Iago da Espada, Imperial Ordem do Cruzeiro, Imperial Ordem de Pedro Primeiro e Imperial Ordem da Rosa. As três primeiras tinham graus de honra, além de grão-mestre (reservado apenas para o imperador): cavaleiro e comandante. As três últimas, no entanto, tinham diferentes níveis: a Imperial Ordem do Cruzeiro com quatro, a Imperial Ordem da Rosa com seis e a Imperial Ordem de Pedro Primeiro com três.

### Religião

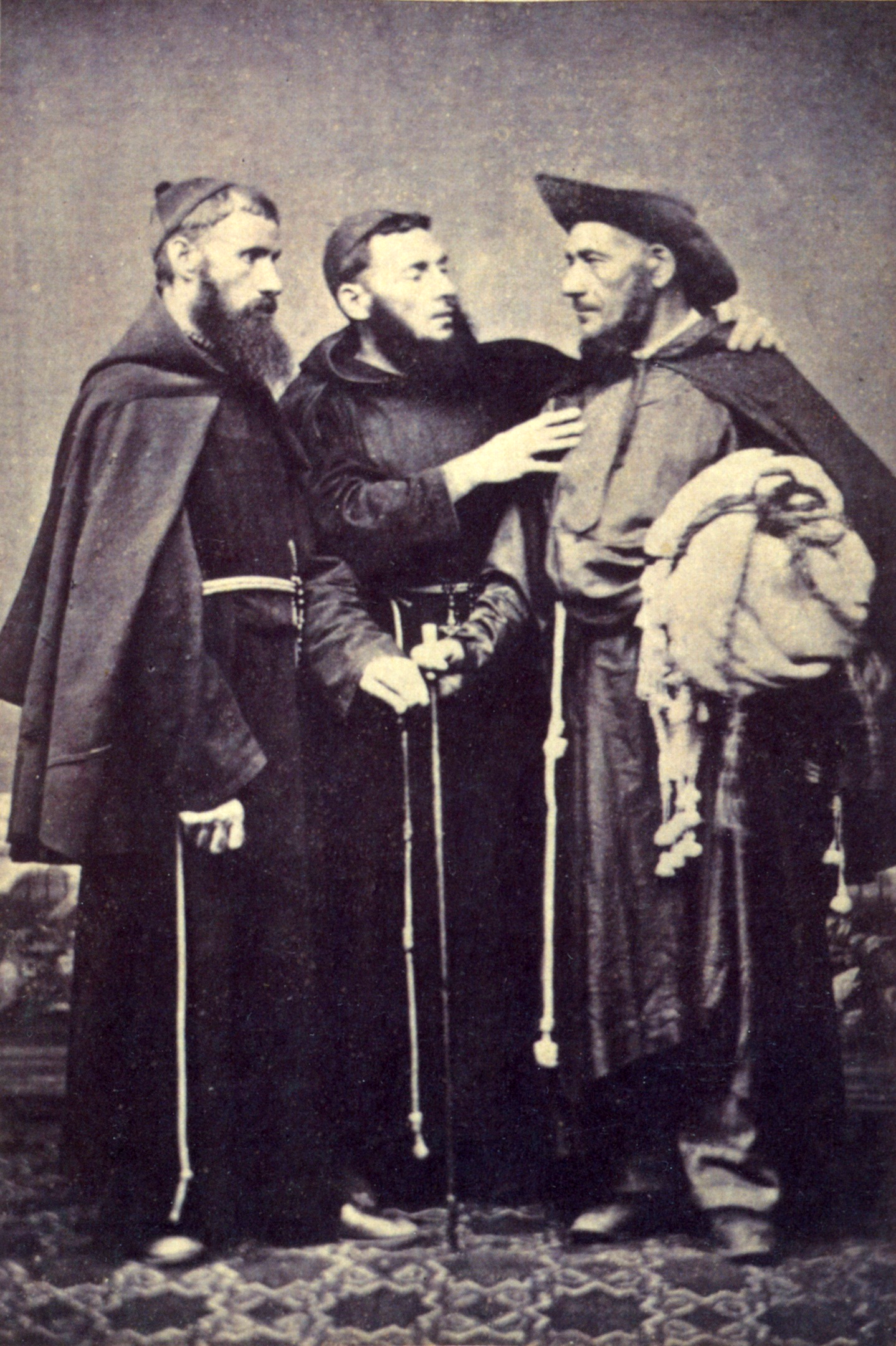
Três frades brasileiros em 1875

O artigo 5º da constituição declarou o catolicismo como a religião do Estado. No entanto, o clero era insuficiente, indisciplinado e pouco educado, o que levou a uma perda geral de respeito pela Igreja Católica. Durante o reinado de Pedro II, o governo imperial embarcou um programa de reformas destinado a corrigir essas deficiências. Como o catolicismo era a religião oficial, o imperador exercia um grande controle sobre assuntos da Igreja e pagava os salários clericais, nomeava os párocos e bispos, ratificava bulas pontifícias e supervisionava seminários.  No prosseguimento da reforma, o governo selecionou bispos cuja aptidão moral, postura em relação a educação e apoio à reforma encontrava seus interesses. No entanto, conforme homens mais capazes começaram a chegar aos cargos clericais, o ressentimento do controle do governo sobre a Igreja aumentou. Os clérigos católicos aproximaram-se do Papa e de suas doutrinas. Isso resultou na "questão religiosa", uma série de confrontos durante a década de 1870 entre o clero e o governo, já que o primeiro queria uma relação mais direta com Roma, enquanto o segundo procurava manter a sua supervisão dos assuntos da Igreja.
A constituição permitia que os seguidores de outras religiões não católicas praticassem suas crenças religiosas, embora apenas em privado. Era proibida a construção de edifícios religiosos não católicos. Desde o início, estas restrições eram ignoradas por cidadãos e autoridades. Em Belém, a capital da província do Pará, a primeira sinagoga foi construída em 1824. Os judeus migraram para o Brasil logo após a sua independência e e estabeleceram-se principalmente nas províncias do nordeste, como Bahia e Pernambuco, e nas províncias do norte, como Amazonas e Pará. Outros grupos judaicos vieram da região da Alsácia-Lorena e da Rússia. Por volta de 1880, havia várias comunidades judaicas e sinagogas espalhadas por todo o Brasil.
Os protestantes foram outro grupo que começou a estabelecer-se no Brasil no início do século XIX. Os primeiros protestantes eram ingleses e uma igreja anglicana foi inaugurada no Rio de Janeiro em 1820. Outros foram se estabelecendo posteriormente nas províncias de São Paulo, Pernambuco e Bahia. Estes foram seguidos por luteranos alemães e suíços que se estabeleceram nas regiões sul e sudoeste e construíram seus próprios centros de culto. Após a Guerra de Secessão nos Estados Unidos em 1860, imigrantes do sul dos Estados Unidos que tentavam escapar da Reconstrução, estabeleceram-se em São Paulo. Várias igrejas norte-americanas patrocinaram atividades missionárias, incluindo batistas, luteranos, congregacionais e metodistas.
Entre os escravos africanos, o catolicismo era a religião da maioria. A maior parte dos escravos veio originalmente das partes do meio-oeste e do sudoeste da costa africana. Por mais de quatro séculos, essa região tinha sido alvo de atividades missionárias cristãs. Alguns africanos e seus descendentes, no entanto, sustentaram elementos das tradições religiosas politeístas, fundindo-os com os do catolicismo. Isso resultou na criação de credos sincréticos, como o candomblé. O islamismo também era praticado entre uma pequena minoria de escravos africanos, apesar de ter sido duramente reprimido até ser completamente extinto no final do século XIX. Até o início do século XIX, os índios, na maioria do leste do Brasil, haviam sido assimilados ou dizimados. Algumas tribos resistiram à assimilação e fugiram mais para oeste, onde eram capazes de manter as suas diversas crenças politeístas ou se restringiam a aldeamentos (reservas), onde eventualmente eram convertidos ao catolicismo.

## Governo e política

### Parlamento

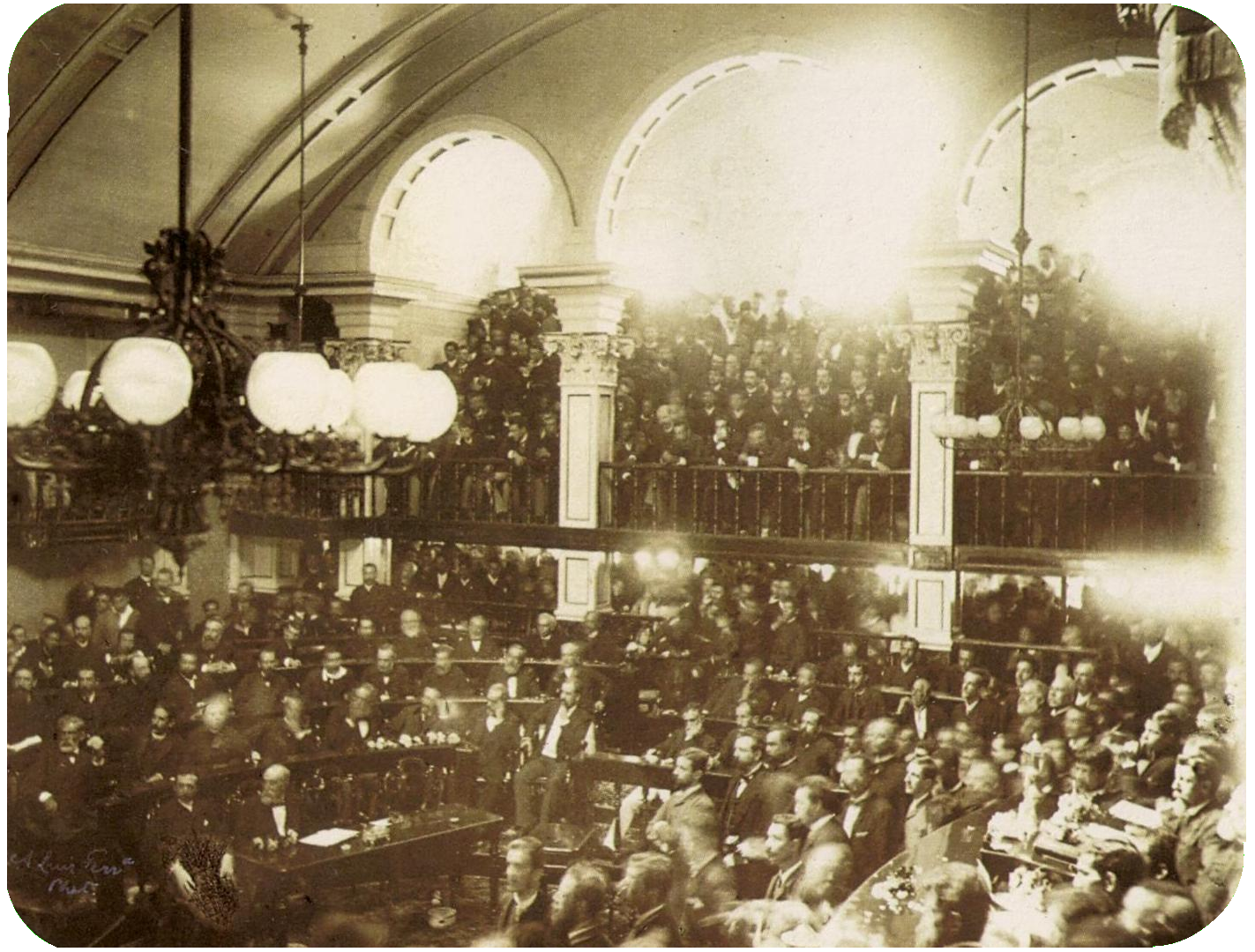
Senado Brasileiro, em 1888, durante a votação da Lei Áurea, enquanto uma grande multidão assistia nos fundos

O Artigo 2º da constituição brasileira de 1824 define os papéis do imperador e da Assembleia Geral (ou Parlamento), que em 1824 era composta por 50 senadores e 102 deputados gerais como representantes da nação. A constituição dotou a Assembleia com a competência e a autoridade para criar legislação e moderar os poderes executivo e judiciário como "delegações da nação", sendo a separação dos poderes prevista como o fornecimento de apoio à Constituição e aos direitos nela consagrados.
As prerrogativas e autoridade concedida ao legislativo dentro da constituição significava que ele poderia e deveria desempenhar um papel importante e indispensável para o funcionamento do governo — que não era apenas uma instituição fantoche. Somente a Assembleia Geral podia decretar, revogar, interpretar e suspender leis nos termos do artigo 13 da constituição. O legislativo também ocupava o poder de orçamento e era obrigado a autorizar anualmente gastos e impostos. Só ele aprovava e exercia a supervisão de empréstimos e dívidas do governo. Outras responsabilidades confiadas à assembleia incluíam definir o tamanho das forças militares, a criação de cargos dentro do governo, o acompanhamento do bem-estar nacional e a garantia de que o governo estava a ser executado em conformidade com a constituição. Esta última disposição permitiu uma ampla autoridade para a legislatura examinar e debater a política do governo e conduta.
Em matéria de política externa, a constituição (artigo 102) exigia que a Assembleia Geral fosse consultada sobre declarações de guerra, tratados e a condução das relações internacionais. Um determinado legislador poderia explorar essas disposições constitucionais para bloquear ou limitar as decisões, nomeações de influência e força de reconsideração das políticas do governo.
Durante suas sessões anuais de quatro meses, a assembleia realizava debates públicos, que eram amplamente divulgados e formavam um fórum nacional para a expressão de preocupações do público de todas as partes do país. Era frequentemente um local para expressar queixas e oposição às políticas. Os legisladores gozavam de imunidade contra processos no exercício das suas funções. Apenas suas próprias câmaras dentro da assembleia poderiam ordenar a prisão de um membro durante o seu mandato. "Com qualquer responsabilidade real para a condução real das coisas, os legisladores eram livres para propor reformas radicais, defenderem soluções ideais e denunciarem a conduta comprometedora por parte do governo".

### Imperador e Conselho de Ministros

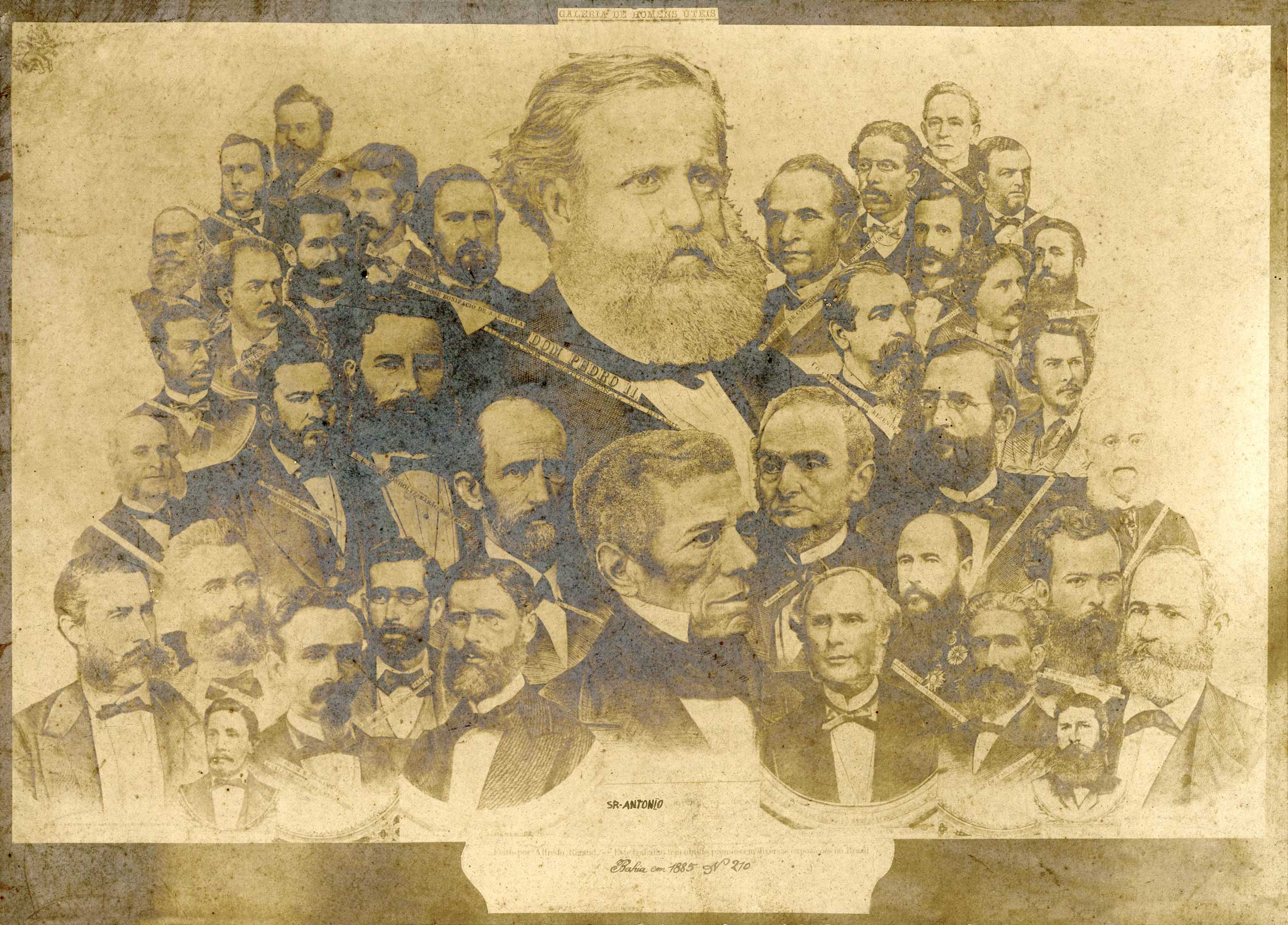
O imperador Pedro II rodeado por proeminentes figuras políticas nacionais, c.1875

O imperador era o chefe do poder moderador e do executivo (sendo auxiliado pelo Conselho de Estado e pelo Conselho de Ministros, respectivamente), tinha a palavra final e mantinha o controle sobre o governo nacional. Ele era encarregado de garantir a independência e a estabilidade nacional. A constituição (artigo 101) deu-lhe muito poucos caminhos para impor a sua vontade sobre a Assembleia Geral. Seu principal recurso era o direito de dissolver ou prorrogar as sessões legislativas. No Senado, a autoridade de um imperador de nomear os senadores não lhe dava necessariamente influência, portanto, os senadores eram livres da pressão do governo. Nessas ocasiões, quando a Câmara dos Deputados era dissolvida, novas eleições eram obrigatoriamente e imediatamente realizadas e a nova câmara era eleita. "Este poder era eficaz quando realizado em reserva como uma ameaça. Ele não poderia ser empregado repetidamente, nem seu trabalho usado a favor do imperador".
Durante o reinado de Pedro I a Câmara dos Deputados nunca foi dissolvida e as sessões legislativas nunca foram estendidas ou adiadas. Sob o governo de Pedro II, a Câmara dos Deputados era dissolvida apenas quando a pedido do Presidente do Conselho de Ministros (ou primeiro-ministro). Houve onze dissoluções durante o reinado de Pedro II e, destas, dez ocorreram após consulta ao Conselho de Estado, o que foi além do que era exigido pela Constituição. Existia um equilíbrio constitucional de poder existente entre a Assembleia Geral e o poder executivo sob o comando do imperador. O legislativo não pode governar sozinho e o monarca não pode forçar a sua vontade sobre a assembleia. O sistema funcionou bem apenas quando Assembleia e o imperador atuavam em um espírito de cooperação pelo bem nacional.
Um novo elemento foi adicionado quando o cargo de Presidente do Conselho de Ministros foi criado oficialmente em 1847, embora tenha existido na prática desde 1843. O presidente do Conselho tinha que lidar com a sua posição tanto no seu partido quanto perante o imperador e estes podiam às vezes entrar em conflito. Joaquim Nabuco, o líder abolicionista e historiador do século XIX, disse que o "Presidente do Conselho no Brasil não era o chanceler russo, criatura do soberano, nem o primeiro-ministro britânico, feito apenas pela confiança dos [Câmara dos] Comuns: a delegação da Coroa era para ele tão necessária e importante quanto a delegação da câmara, e para exercer com segurança as suas funções, ele tinha que dominar o capricho, as oscilações e as ambições do Parlamento, bem como preservar sempre inalterável a boa vontade do imperador".

### Governo provincial
Quando promulgada em 1824, a Constituição Imperial criou o Conselho Geral de Província, o legislador das províncias. Este conselho era composto por 21 ou 13 membros eleitos, dependendo do tamanho da população da província. Todas as "resoluções" (leis) criadas pelos conselhos precisavam da aprovação da Assembleia Geral, sem direito de recurso. Os Conselhos Provinciais também não tinham autoridade para aumentar as receitas e os seus orçamentos eram debatidos e ratificados pela Assembleia Geral. As províncias não tinham autonomia e eram inteiramente subordinadas ao governo nacional.
Com a emenda constitucional de 1834, conhecida como Ato Adicional, os Conselhos Gerais de Províncias foram suplantados pelas Assembleias Legislativas Provinciais. As novas Assembleias gozavam de uma autonomia muito maior em relação ao governo nacional. A Assembleia Provincial era composta por 36, 28 ou 20 deputados eleitos, número que dependia do tamanho da população da província. A eleição de deputados provinciais seguia o mesmo procedimento usado para eleger deputados gerais para a Câmara dos Deputados.
As responsabilidades da Assembleia Provincial incluíam definir orçamentos e cobrar os impostos necessários para financiar as provinciais e os municípios, proporcionar o ensino primário e secundário (o ensino superior era de responsabilidade do governo nacional), de fiscalizar e controlar os gastos provinciais e municipais e prever a aplicação da lei e a manter as forças policiais. As Assembleias também controlavam a criação e extinção de salários para cargos nos serviços públicos estaduais e municipais. A nomeação, suspensão e demissão de funcionários públicos era reservada para o presidente (governador) da província, mas como e em que circunstâncias ele poderia exercer estas prerrogativas era algo delineado pela Assembleia. A expropriação da propriedade privada (com a devida compensação monetária) por interesses provinciais ou municipais também era um direito da Assembleia. Em suma, a Assembleia Provincial podia decretar qualquer tipo de lei sem a ratificação do parlamento brasileiro, desde que tais leis locais não violassem ou invadissem a constituição. No entanto, as províncias não eram autorizadas a legislar nas áreas do direito penal, leis processuais penais, direitos e obrigações civis, forças armadas, orçamento nacional ou questões relacionadas com os interesses da nação, como as relações internacionais.
Os presidentes das províncias eram nomeados pelo governo nacional e eram, em teoria, acusados de governar a província. Na prática, porém, o seu poder era intangível, e variava de província para província baseado em um grau relativo de influência pessoal e de caráter pessoal de cada presidente. Como o governo nacional queria garantir que eles fossem leais, os presidentes eram, na maioria dos casos, enviados para a província em que não tinham laços políticos, familiares ou de outros tipos. Para impedi-los de desenvolver quaisquer interesses ou apoios locais fortes, os presidentes eram limitados a um mandato de apenas alguns meses no cargo. Como o presidente geralmente passava grande parte do tempo longe da província, muitas vezes viajando para a sua província natal ou para a capital imperial, o governador de facto era o vice-presidente, que era escolhido pela Assembleia Provincial e normalmente era um político local. Com pouco poder de minar a autonomia provincial, o presidente era um agente do governo central, com pouca função além da de transmitir os seus interesses com os chefes políticos provinciais. Os presidentes poderiam ser usados pelo governo central para influenciar ou até mesmo fraudar eleições, apesar de ser eficaz, o presidente tinha que confiar nos políticos provinciais e locais que pertenciam ao seu próprio partido político. Essa interdependência criou uma relação complexa, que era baseada na troca de favores, interesses privados, metas partidárias, negociações e outras manobras políticas.

### Governo local

Mapa do Rio de Janeiro, então capital do Império. Arquivo Nacional

A Câmara Municipal (conselho municipal) era o órgão de governo nas cidades e já existia no Brasil desde o início do período colonial, no século XVI. A câmara era composta por vereadores e o número deles dependia do tamanho da cidade. Ao contrário do Conselho Geral Provincial, a Constituição deu aos conselhos municipais grande autonomia. No entanto, quando as Assembleias Provinciais substituíram o Conselho Geral Provincial em 1834, muitos dos poderes das câmaras municipais (como a definição dos orçamentos municipais, a fiscalização das despesas, a criação de postos de trabalho e a nomeação de funcionários públicos) foram transferidos para o governo provincial. Além disso, todas as leis promulgadas pelo conselho da cidade passaram a precisar da ratificação da Assembleia Provincial, mas não do Parlamento. Enquanto o Ato Adicional concedeu maior autonomia para as províncias do governo central, ele também transferiu a autonomia dos municípios para os governos provinciais. Não havia o cargo de prefeito e as cidades eram governadas por um conselho municipal e seu presidente era o vereador que tinha ganhado a maioria dos votos durante as eleições.

### Eleições

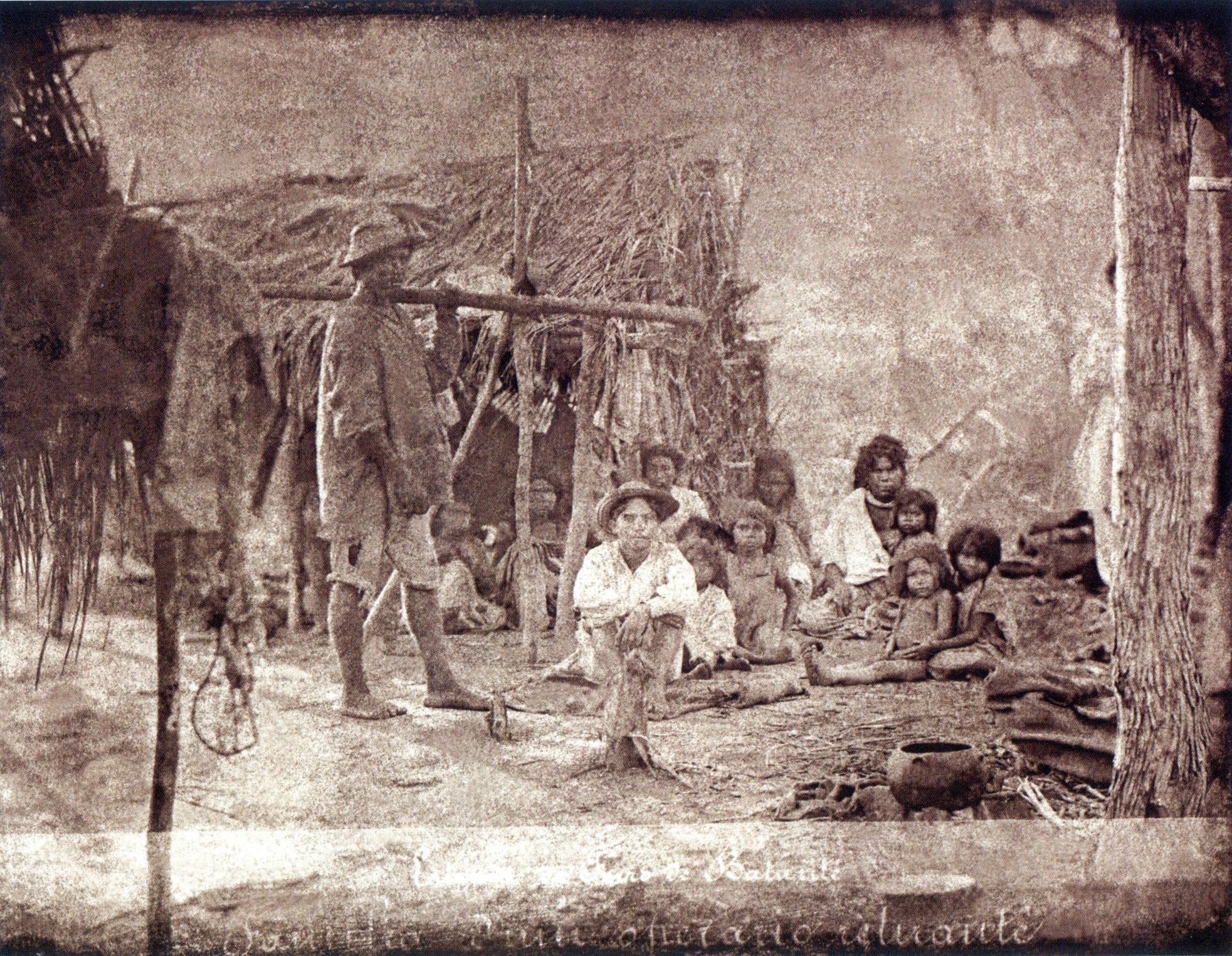
Uma família muito pobre de caboclos na província do Ceará (nordeste brasileiro), 1880. Na prática, qualquer cidadão empregado do sexo masculino podia votar. Assim como a maior parte dos eleitores de baixa renda

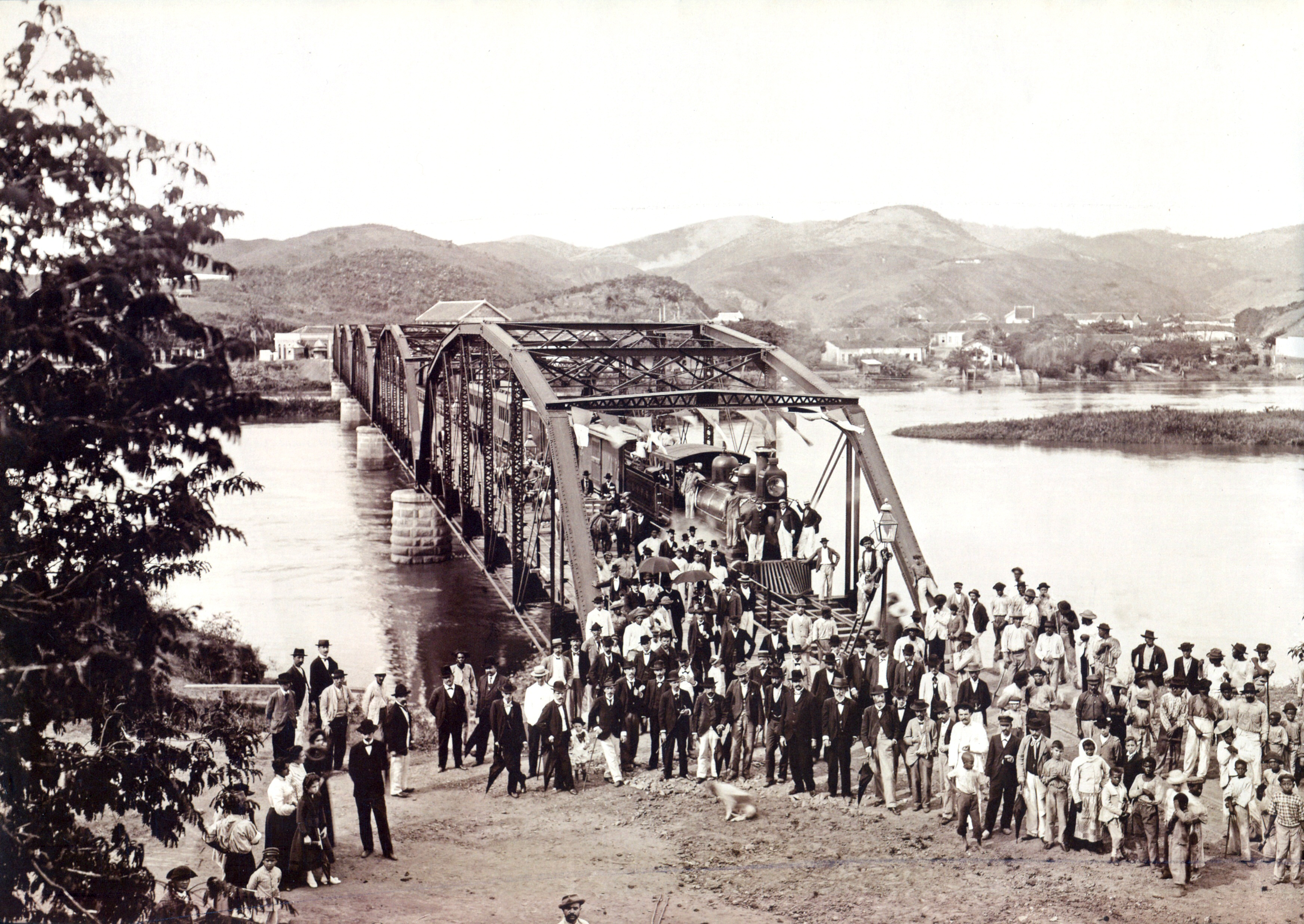
Brancos e afrodescendentes reunidos na província do Rio de Janeiro (sudeste brasileiro), c. 1888. As eleições no Brasil durante o século XIX eram muito democráticas para a época, mas eram importunadas por fraudes

Até 1881, o voto era obrigatório e as eleições ocorriam em duas etapas. Na primeira fase os votantes escolhiam eleitores que, em seguida, elegiam os deputados e senadores. O imperador iria escolher um novo senador (membro do Senado, a câmara alta da Assembleia Geral) a partir de uma lista de três candidatos que receberiam o maior número de votos. Os eleitores também escolhiam os deputados provinciais (membros das assembleias provinciais) e vereadores (membros dos conselhos municipais), sem o envolvimento imperial em uma seleção final. Todos os homens com mais de 25 anos com uma renda anual de pelo menos 100 mil réis (o equivalente em 1824 a 98 dólares, o que em 1870 era equivalente a R$ 1 400 de 2016) eram elegíveis para votar na primeira fase. A idade mínima para votar foi reduzida para 21, para homens casados. Para se tornar um eleitor era necessário ter uma renda anual de pelo menos 200 mil réis.
O sistema brasileiro era relativamente democrático, por um período durante o qual as eleições indiretas eram comuns nas democracias. A exigência de renda era muito maior no Reino Unido, mesmo após as reformas de 1832. No momento os únicos países que não exigiam um nível mínimo de renda como uma qualificação para a votação eram França e Suíça, onde o sufrágio universal só foi introduzido em 1848. É provável que nenhum país europeu na época tivesse uma legislação tão liberal como a do Brasil. A exigência de renda era baixa o suficiente para que qualquer cidadão do sexo masculino empregado pudesse se qualificar para votar. Por exemplo, o funcionário público com menor salário em 1876 era o zelador, que ganhava 600 mil réis por ano.
A maioria dos votantes brasileiros tinham um rendimento baixo. Por exemplo, em 1876 na cidade de Formiga, na província de Minas Gerais, os pobres constituíam 70% do eleitorado. Em Irajá, na província do Rio de Janeiro, os pobres eram 87% do eleitorado. Os ex-escravos não podiam votar, mas seus filhos e netos sim, assim como os analfabetos (o que poucos países permitiam). Em 1872, 10,8% da população brasileira votou no primeiro turno (13% da população não escrava, também é importante ressaltar a diferença entre "votantes" e "eleitores", a representação política além dos níveis locais no Império era baixa já que os eleitores correspondiam a pouco mais de 1% da população). Em comparação, a participação eleitoral no Reino Unido em 1870 foi de 7% da população total; na Itália foi de 2%; em Portugal 9%; e nos Países Baixos de 2,5%. Em 1832, o ano da reforma eleitoral britânica, cerca de 3% dos britânicos votaram. Novas reformas em 1867 e 1884 expandiram a participação eleitoral no Reino Unido para 15%. Embora o número de votantes fosse alto, o número de eleitores nem tanto, os eleitores representavam entre 1,5% e 2% até o final do Império. O corpo eleitoral era tão reduzido que havia casos de deputados eleitos com um pouco mais de uma centena de votos.
Embora fraudes eleitorais fossem comuns, elas não eram ignoradas pelo imperador, por políticos ou por observadores da época. O problema foi considerado uma questão importante e tentativas foram feitas para corrigir abusos, sendo que legislações (como as reformas eleitorais de 1855, 1875 e 1881) foram promulgadas repetidamente para combater as fraudes. As reformas de 1881 trouxeram mudanças significativas: elas eliminaram o sistema eleitoral de dois estágios, introduzido a votação direta e facultativa, e permitiu os votos dos ex-escravos e não católicos emancipados. Por outro lado, os cidadãos analfabetos já não podiam mais votar. A participação nas eleições caiu de 13% para apenas 0,8% em 1886. Em 1889, cerca de 15% da população brasileira sabia ler e escrever, aliado ao fato de que 80% da população masculina agora era excluída do direito do voto, a exclusão dos analfabetos explica muito a queda dos votantes.
Embora o número de votantes seja demasiado, isso não significava uma ampla representação da população, o corpo eleitoral ainda era pequeno, correspondendo a entre 1,5% e 2% pelo período. As reformas que visavam eliminar fraudes eleitorais e garantir representação da oposição foram implementadas em 1842, 1855 e 1860, todas falharam. Nenhuma dessas atacavam a raiz do problema: o monopólio de terras por uma minoria que a maioria da população dependia, a marginalização de grandes segmentos da população de setores produtivos da economia, e a falta de instituições que poderiam garantir independência dos eleitores não foram capazes de permitir uma representação mais ampla da população. As eleições eram controladas pelos chefes locais que, mediante o sistema de clientela e "patronagem", podiam carrear votos para seus candidatos favoritos. Apenas pequena parte da população urbana teria noção aproximada da natureza e do funcionamento das novas instituições. Os votantes eram convocados às eleições pelos patrões, autoridades do governo, pelos juízes de paz, pelos delegados de polícia, pelos comandantes da Guarda Nacional. A luta política era intensa e violenta. O que estava em jogo não era o exercício de um direito de cidadão, mas o domínio político local. O chefe político local não podia perder as eleições. A derrota significava desprestígio e perda de controle de cargos públicos. Uma figura importante era o capanga eleitoral. Os capangas cuidavam da parte mais truculenta do processo. Eram pessoas violentas a soldo dos chefes locais. Cabia-lhes proteger os partidários e, sobretudo, ameaçar e amedrontar os adversários, se possível evitando que comparecessem à eleição. Não raro entravam em choque com capangas adversários, provocando os "rolos" eleitorais de que está cheia a história do período. Mesmo no Rio de Janeiro, maior cidade do país, a ação dos capangas, frequentemente capoeiras, era comum. Nos dias de eleição, bandos armados saíam pelas ruas amedrontando os incautos cidadãos. Pode-se compreender que, nessas circunstâncias, muitos votantes não ousassem comparecer, com receio de sofrer humilhações. Votar era perigoso. Mas não acabavam aí as malandragens eleitorais. Em caso de não haver comparecimento de votantes, a eleição se fazia assim mesmo. A ata era redigida como se tudo tivesse acontecido normalmente. Eram as chamadas eleições feitas "a bico de pena", isto é, apenas com a caneta. Em geral, eram as que a davam a aparência de maior regularidade, pois constava na ata que tudo se passara sem violência e absolutamente de acordo com as leis.

### Forças armadas

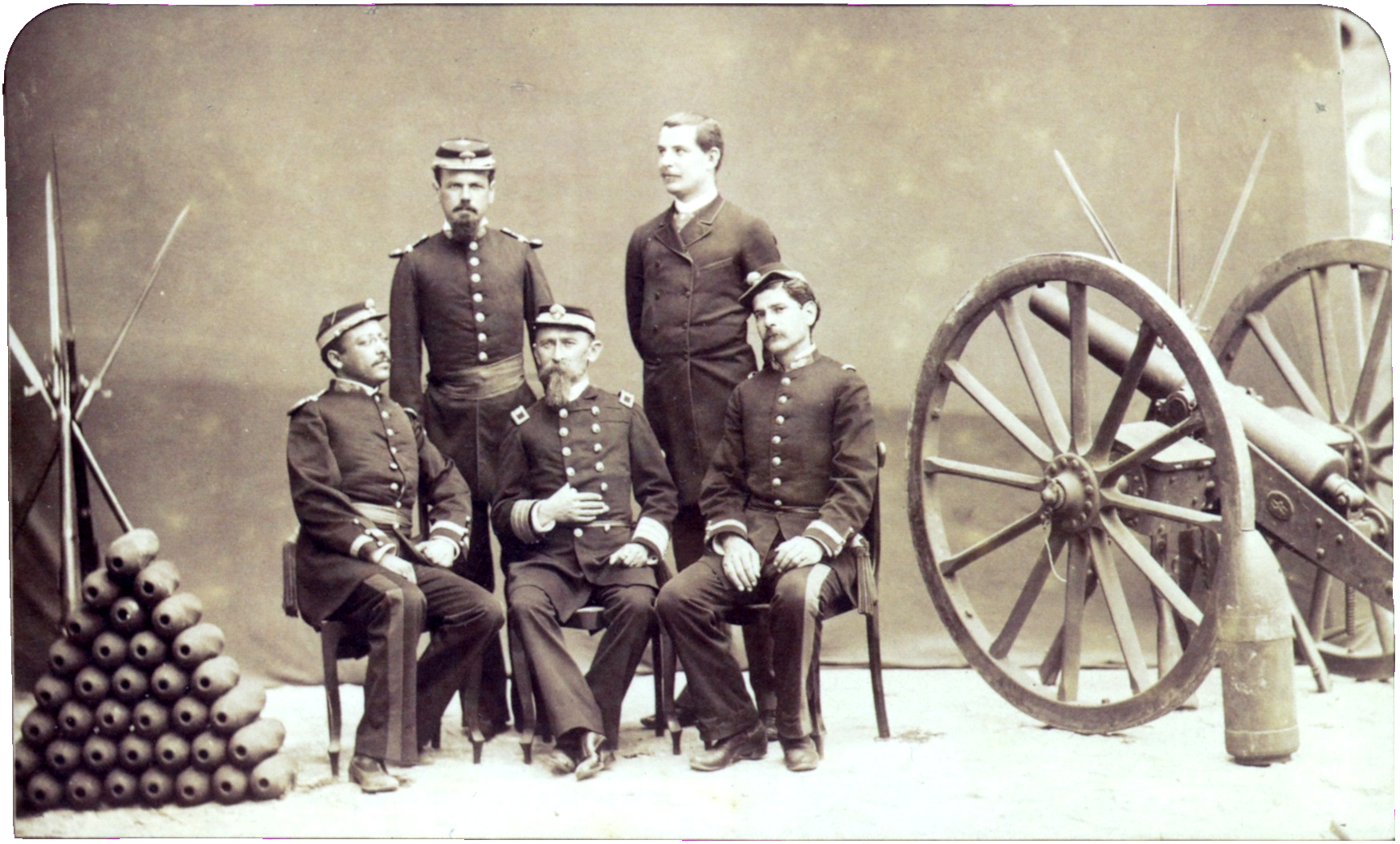
Oficiais do exército brasileiro em 1886

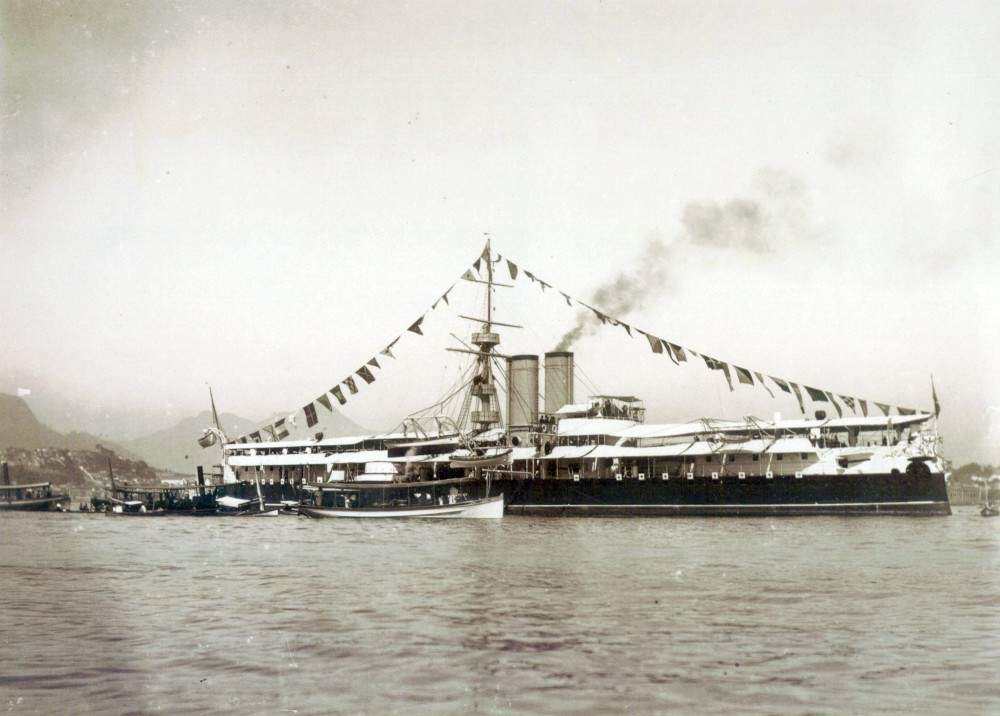
O encouraçado brasileiro Riachuelo, 1885

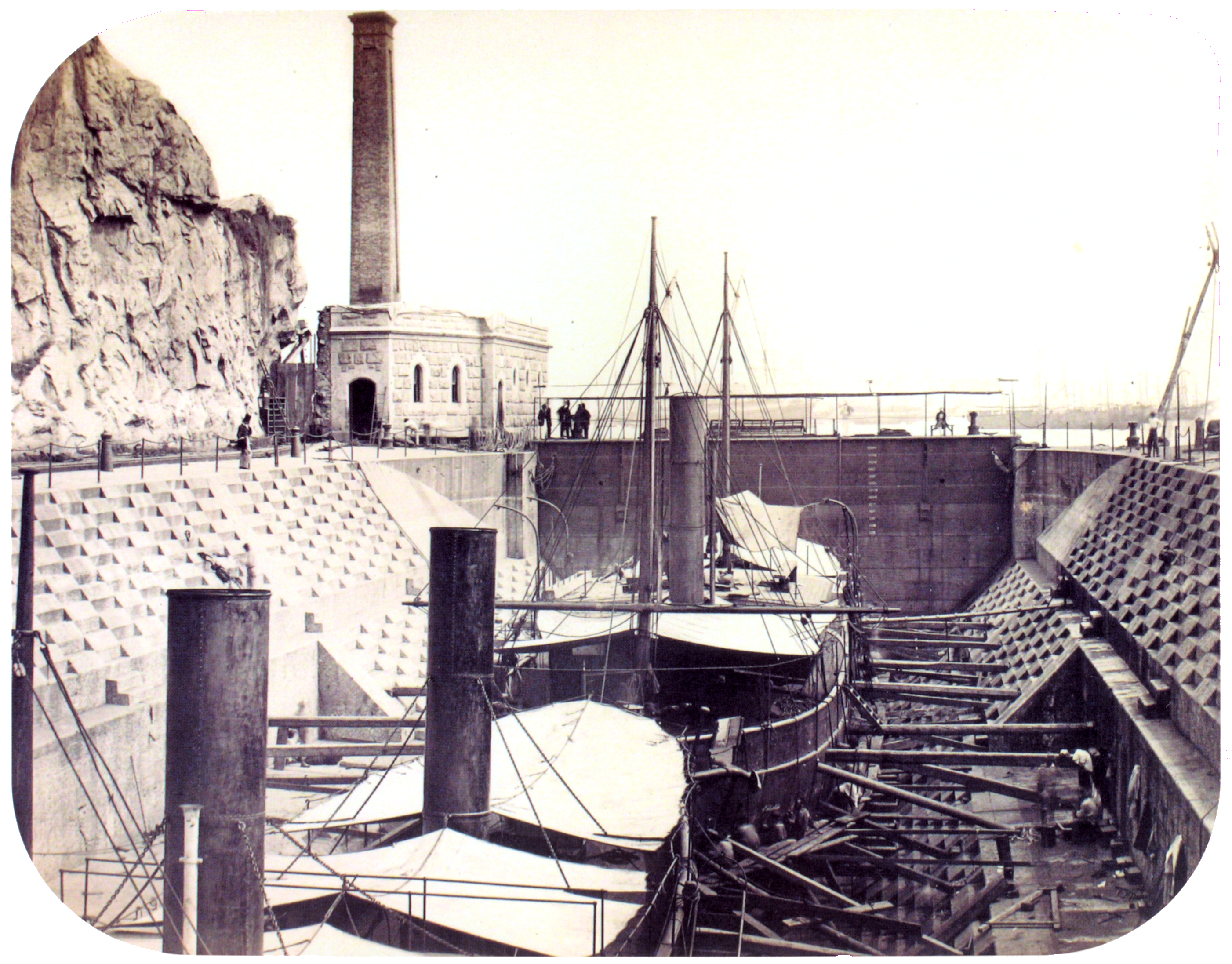
Estaleiro na cidade do Rio de Janeiro, c. 1862

Nos termos dos artigos 102 e 148 da constituição, as Forças Armadas do Brasil estavam subordinadas ao imperador como seu comandante-em-chefe. Ele era auxiliado pelos Ministros da Guerra e da Marinha nos assuntos sobre o Exército e a Armada (Marinha) — embora, na prática, o presidente do Conselho de Ministros normalmente exercesse a fiscalização dos dois ramos das forças armadas. Os ministros da Guerra e da Marinha eram, com poucas exceções, civis.
Os militares brasileiros eram organizados em moldes semelhantes aos das forças armadas britânicas e norte-americanas da época, em que um pequeno exército permanente poderia aumentar rapidamente a sua força durante as emergências com uma milícia de reserva (no Brasil, a Guarda Nacional). A partir de 1830, o efetivo do Exército em tempos de paz oscilava de 15 a 20 mil homens. O sistema de recrutamento forçado, apelidado de “tributo de sangue”, não conseguia captar muitos recrutas. A primeira linha de defesa do Brasil invocava uma marinha grande e poderosa para proteger o país contra um ataque estrangeiro. Por uma questão política, os militares deviam ser completamente obedientes ao controle governamental e civil para as forças armadas permanecerem na participação de decisões políticas.
Os militares eram autorizados a se candidatarem ou servirem um cargo político, permanecendo na ativa. No entanto, eles não representavam o Exército ou a Armada, em vez disso era esperado que servissem aos interesses da cidade ou da província que os elegiam. Pedro I escolheu nove oficiais militares para senadores e nomeou cinco (de quatorze) para o Conselho de Estado. Durante o período regencial, dois foram nomeados para o senado e nenhum para o Conselho de Ministros (esta instituição estava dormente durante a regência. Pedro II escolheu quatro militares como senadores durante a década de 1840, dois em 1850 e outros três durante os anos restantes de seu reinado. Ele também nomeou sete oficiais para o Conselho de Ministros durante os anos 1840 e 1850, e outros três depois.
As Forças Armadas brasileiras foram criadas logo após a Independência. Elas foram originalmente compostas por oficiais e soldados que permaneceram leais ao governo, no Rio de Janeiro, durante a guerra de secessão de Portugal. As forças armadas foram cruciais para os bem-sucedidos resultados dos conflitos internacionais enfrentados pelo império, a começar da Independência (1822-1824), seguida pela Guerra da Cisplatina (1825-1828), Guerra do Prata (1851-1852), Guerra do Uruguai (1864-1865) e, finalmente, a Guerra do Paraguai (1864-1870). Elas também desempenharam um importante papel na repressão de rebeliões, começando com a Confederação do Equador (1824), sob o governo de Pedro I, seguido pelos levantes durante início do reinado de Pedro II, como a Guerra dos Farrapos (1835-1845), Cabanagem (1835-1840), Balaiada (1838-1841), entre outros.
A armada era constantemente modernizada com os mais recentes desenvolvimentos tecnológicos de guerra naval. Adotou a navegação a vapor na década de 1830, a armadura de ferro na década de 1860 e os torpedos na década de 1880. Em 1889, o Império Brasileiro tinha a quinta ou sexta marinha mais poderosa do mundo e os navios de guerra mais poderosos do hemisfério ocidental. O exército, apesar de seu corpo de oficiais altamente experiente e aguerrido, foi atormentado durante tempos de paz por unidades que eram mal pagas, inadequadamente equipadas, mal treinadas e mal cobriam todo o vasto território do império.
A dissensão resultante da inadequada atenção do governo para as necessidades do exército foi contida sob a geração de oficiais que tinham começado suas carreiras durante a década de 1820. Esses oficiais eram leais à monarquia, acreditavam que o militar devia estar sob o controle civil e abominavam o caudilhismo (as ditaduras latino-americanos) contra o qual haviam lutado. Mas no início dos anos 1880, esta geração (incluindo os comandantes, como o Duque de Caxias, o Conde de Porto Alegre e o Marquês de Erval) tinha morrido, aposentaram-se ou já não exerciam comando direto.
A insatisfação tornou-se mais evidente durante a década de 1880 e alguns oficiais começaram a exibir insubordinação aberta. O imperador e os políticos não fizeram nada para melhorar a estrutura dos militares nem para atender as suas demandas. A disseminação da ideologia positivista entre os jovens oficiais trouxe outras complicações, visto que o positivismo se opunha à monarquia sob a crença de que uma república ditatorial traria melhorias. Uma coligação entre uma facção rebelde do exército e o campo positivista foi formada e conduziu diretamente ao golpe republicano em 15 de novembro 1889. Os batalhões e regimentos, mesmo cheios de soldados leais ao império, compartilhavam os ideais da velha geração de líderes e tentaram restaurar a monarquia. As tentativas de uma restauração provaram-se inúteis e partidários do império foram executados, presos ou forçados a se aposentar.

### Relações internacionais

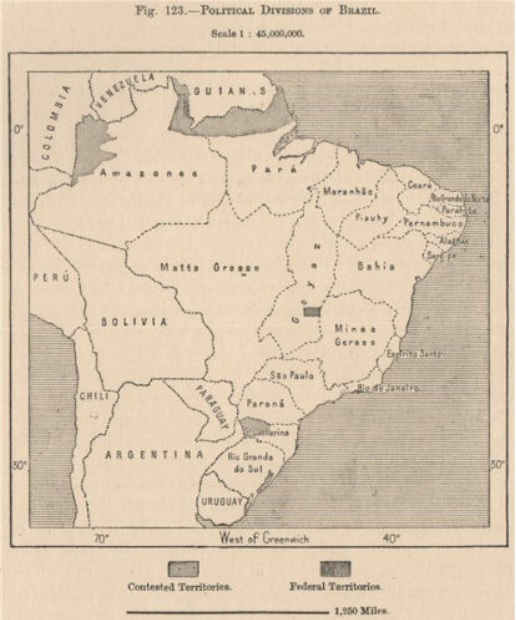
Em 1889, a maior parte das fronteiras do Brasil haviam sido estabelecidas por tratados internacionais, com algumas áreas contestadas. A questão das regiões contestadas foi posteriormente resolvida pacificamente em favor das pretensões do Brasil. A exceção foi a fronteira com a Argentina próxima à província brasileira de Santa Catarina, no qual metade da área foi dividida amigavelmente entre os dos países. O atual estado do Acre, originalmente parte da Bolívia, foi comprado pelo Brasil em 1903 e não era reivindicado durante a era imperial

Após a independência do domínio português, o foco imediato da política externa do Brasil era ganhar reconhecimento internacional generalizado. A primeira nação a reconhecer a soberania do Brasil foram os Estados Unidos, em maio de 1825. Outras nações posteriormente estabeleceram relações diplomáticas com o país recém-criado. Portugal reconheceu a separação em agosto de 1825. O governo brasileiro, posteriormente, tornou uma prioridade estabelecer suas fronteiras internacionais por meio de acordos com seus vizinhos. A tarefa de proteger as fronteiras reconhecidas foi complicada pelo fato de que, entre 1777 e 1801, Portugal e Espanha tinham anulado os seus tratados anteriores definindo as fronteiras entre os seus impérios coloniais no continente americano. No entanto, o império foi capaz de assinar vários tratados bilaterais com os países vizinhos, como o Uruguai (em 1851), Peru (em 1851 e 1874), República de Nova Granada (a atual Colômbia, em 1853), Venezuela (em 1859), Bolívia (em 1867) e Paraguai (em 1872). Em 1889, a maioria de suas fronteiras estavam firmemente estabelecidas. As demais questões — inclusive a compra da região do Acre do governo boliviano, o que daria ao Brasil sua configuração territorial atual — só foram finalmente resolvidas depois que o país se tornou uma república.
Uma série de conflitos ocorreu entre o império e seus vizinhos. O Brasil não teve conflitos sérios com os seus vizinhos do norte e oeste, devido à quase impenetrável e escassamente povoada floresta amazônica.
"O Brasil é, ao lado de nós mesmos, a grande potência no continente americano", afirmou James Watson Webb, o ministro dos Estados Unidos para o Brasil, em 1867. A ascensão do império foi logo notada em 1844 por John C. Calhoun, o então Secretário de Estado dos Estados Unidos: "Ao lado dos Estados Unidos, o Brasil é o mais rico, o maior e mais firmemente estabelecido de todos os poderes americanos". No início dos anos 1870, a reputação internacional do Império do Brasil havia melhorado consideravelmente e manteve-se bem vista internacionalmente até o seu fim, em 1889. Christopher Columbus Andrews, um diplomata norte-americano na capital brasileira na década de 1880, recordou mais tarde o Brasil como um "império importante" em suas memórias. Em 1871, o Brasil foi convidado a arbitrar uma disputa entre os Estados Unidos e o Reino Unido, que se tornou conhecido como "Reclamações do Alabama". Em 1880, o império atuou como árbitro entre os Estados Unidos e a França sobre os danos causados aos cidadãos norte-americanos durante a intervenção francesa no México. Em 1884, o Brasil foi chamado para arbitrar o Chile e vários outros países (França, Itália, Reino Unido, Alemanha, Bélgica, Áustria-Hungria e Suíça) sobre os danos decorrentes da Guerra do Pacífico.
O governo brasileiro finalmente se sentiu confiante o suficiente para negociar um acordo comercial com os Estados Unidos em 1889, o primeiro a ser realizada com qualquer nação desde o desastroso e explorador tratado comercial com o Reino Unido feito em 1826 (e cancelado em 1844). O historiador norte-americano Steven C. Topik disse que a "busca [de Pedro II] por um tratado comercial com os Estados Unidos foi parte de uma estratégia mais grandiosa para aumentar a soberania e a autonomia nacional." Ao contrário das circunstâncias do pacto anterior, o império estava em uma posição forte para insistir em termos comerciais favoráveis, sendo que negociações ocorreram durante uma época de prosperidade nacional brasileira e de prestígio internacional.

## Economia

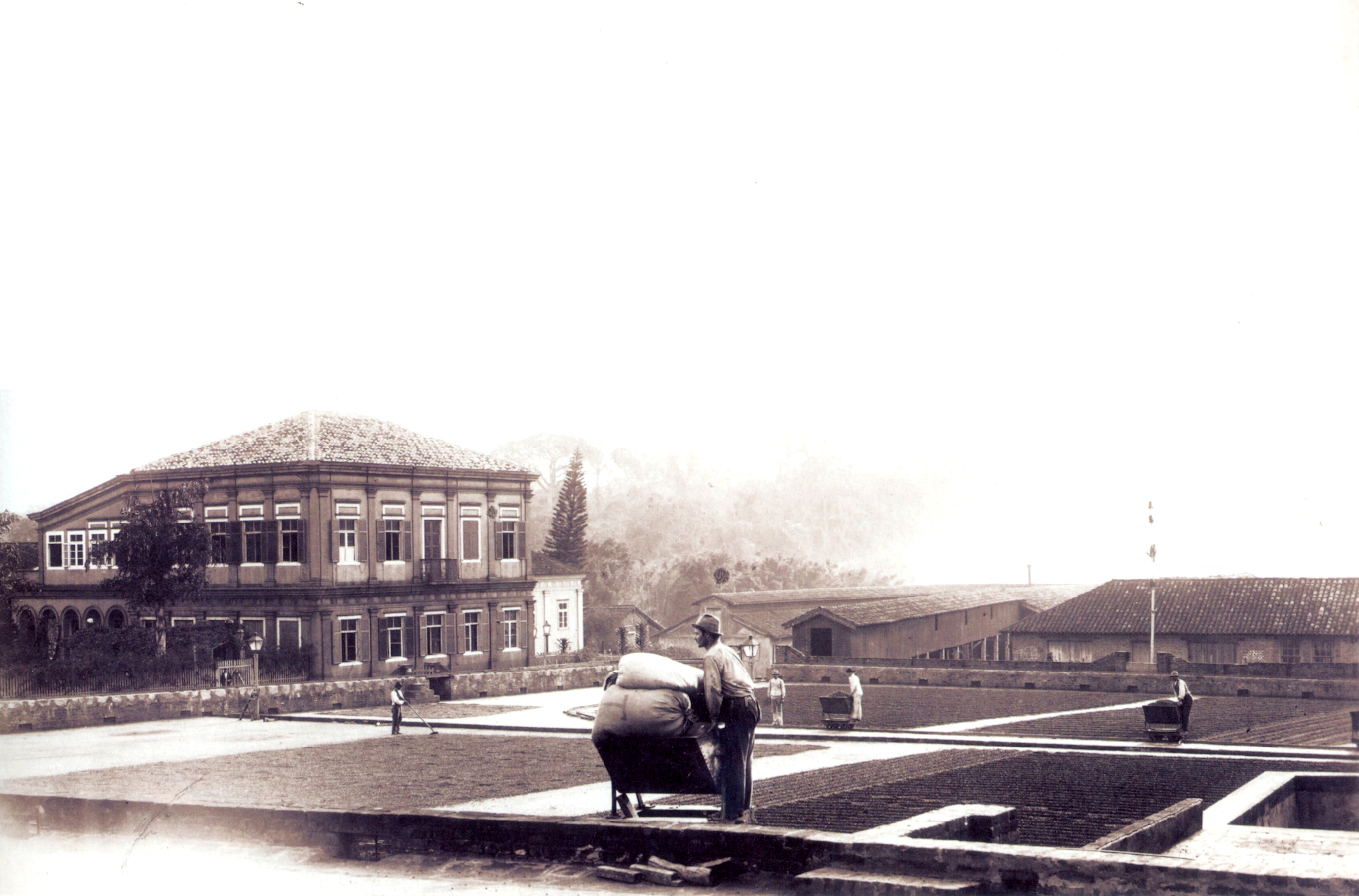
Uma fazenda na província de São Paulo, em 1880

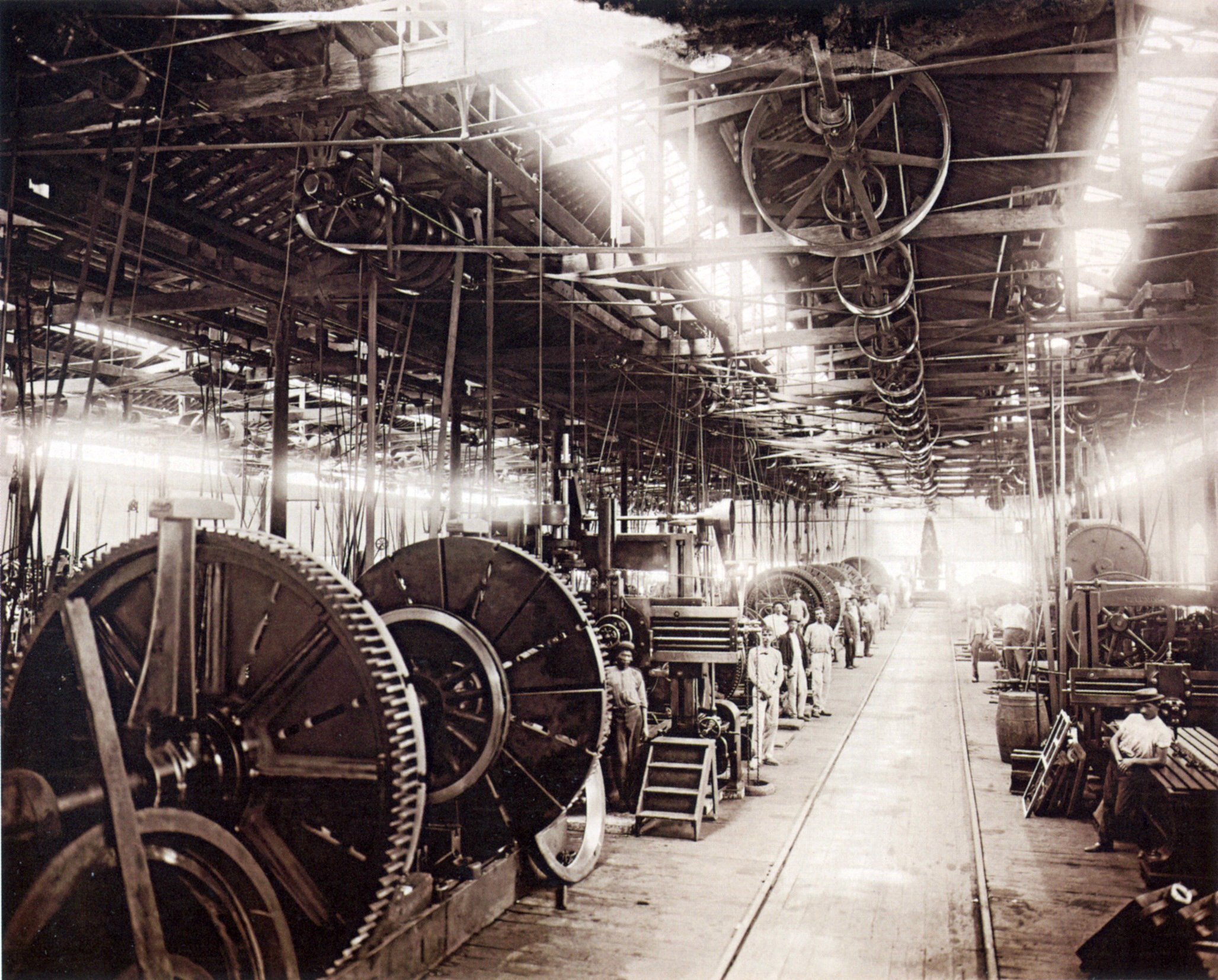
Uma fábrica brasileira, em 1880

Entre 1870 e 1890, o PIB per capita brasileiro cresceu aproximadamente 0,21% ao ano. No mesmo período, a Argentina crescia 2,51% ao ano, e o México 1,68% ao ano. Tendo como base valores em dólares de 1990, foi calculado que o PIB per capita brasileiro, em 1820, no fim do domínio português, era de US$ 646 dólares (comparado a US$ 759 dólares para o México, US$ 1 245 dólares para doze países da Europa Ocidental e US$ 1 257 dólares para os Estados Unidos). Portanto, em 1820, ainda não havia um grande hiato salarial entre o Brasil e esses países. Já para o ano de 1890, pouco após o fim do Império, o Brasil tinha um PIB per capita de US$ 794 dólares, comparado a US$ 1 011 dólares para o México, US$ 2 152 dólares para a Argentina, US$ 3 392 dólares para os Estados Unidos e US$ 4 009 dólares para o Reino Unido. Esses dados indicam que o crescimento da economia brasileira, durante o Império, foi muito mais lento, aumentando, assim, o abismo salarial dos brasileiros em comparação a moradores de outras nações americanas e de países da Europa Ocidental. Em 1820, o Brasil tinha o 18º maior PIB per capita do mundo, dentre 48 países sobre os quais há dados. Em 1870, o Brasil havia despencado para a 42º posição, dentre 67 países sobre os quais há dados.
Estimativas sugerem que, entre 1822 e 1913, o crescimento aproximado do PIB per capita brasileiro foi de somente 0,4% ao ano. A explicação para o baixo crescimento do produto per capita no Brasil, antes de 1900, indubitavelmente, se coloca sobre as condições do setor agrícola doméstico, que empregava uma grande porção da mão de obra do país. Primeiramente, havia homens livres vivendo dentro ou próximo das áreas de exportação, mas o acesso dessas pessoas à posse de terras foi limitado pela política de terras do país. A produtividade dos trabalhadores livres brasileiros, nas ocupações em que estavam contratados, foi provavelmente afetada pelo seu baixo nível educacional. Em adição, parte da mão de obra da agricultura doméstica estava envolvida na agricultura de terras abundantes do interior do país, relativamente longe das áreas de exportações. Durante os primeiros 3/4 do século, não há razões para acreditar que o crescimento do produto per capita no setor agrícola era, no melhor, mais do que extremamente modesto.
O péssimo crescimento das condições na agricultura doméstica desacelerou o ritmo do desenvolvimento econômico, por empregar grande parte do país nesse setor e, indiretamente, por privar o setor industrial de um grande mercado interno. Ferrovias poderiam ter melhorado essa situação, por diminuir o custo de transporte existente. Isso iria prover uma condição necessária, por ligar parte da agricultura doméstica ao restante da economia, permitindo, assim, uma mudança da agricultura de subsistência para uma produção orientada para o mercado, seja na agricultura familiar ou na agricultura em larga escala. Baixos custos de transporte iriam fornecer produtores, com estímulo da demanda do mercado e com incentivo a novos produtos serem produzidos para o mercado e bens de consumo. Porém, a produção de ferrovias em larga escala começou muito tarde no Brasil. Por exemplo, em 1900, a extensão da malha ferroviária dos Estados Unidos era quase 20 vezes maior que a brasileira. Em 1914, depois de um grande aumento depois de 1900, o Brasil tinha somente 26 300 quilômetros de ferrovia, uma quantidade que os Estados Unidos já tinham ultrapassado na década de 1850. Mais ainda, a maioria das ferrovias em construção eram limitadas às áreas de exportação agrícola, e não serviam para áreas mais distantes do setor agrícola doméstico.
Uma das principais causas do subdesenvolvimento brasileiro também é uma instituição que dominava o mercado de trabalho brasileiro: escravidão. A presença de escravos retardou o desenvolvimento brasileiro, por fazer os latifundiários manter seus retornos ao aumentar a oferta de trabalho, em vez de enfatizar a formação de capital e o progresso tecnológico. A escravidão também retardou o crescimento econômico de um grande mercado consumidor interno, necessário para um desenvolvimento industrial em larga escala. O preço da mão de obra livre era bem maior do que o custo de manter escravos e isso explica o motivo pelo qual escravos eram usados em preferência ao trabalho livre, nas maiores atividades do Brasil, durante a maior parte do século. A disponibilidade de mão de obra escrava também colocou um teto nos salários que os empregadores estavam dispostos a oferecer pelo trabalho livre e, como consequência, os trabalhadores livres não eram comumente usados em atividades com um alto produto marginal, durante a primeira metade do século. A partir de 1870, a mão de obra livre começa a aumentar substancialmente no Brasil, porém uma baixa taxa de progresso tecnológico e um baixo nível de tecnologia são claramente relacionados a um pífio capital humano.
As matrículas escolares estavam muito longe de alcançar os países desenvolvidos: em 1857, somente 1% da população brasileira estava matriculada em escolas primárias. Em contraste, em 1850, as porcentagens para os países desenvolvidos eram: Nova Inglaterra, 26%; Estados Unidos (excluindo escravos), 22%; Prússia, 16%; Grã-Bretanha, 14%; França, 10%. Em 1857, só 7% da população brasileira, entre 7 e 11 anos de idade, estava matriculada em escolas primárias; em 1878, 10%; já no final do Império, 14%. Segundo o censo de 1872, 82,3% dos brasileiros com mais de 5 anos de idade eram analfabetos, índice que não melhorou quase duas décadas depois (o censo de 1890 contabilizou 82,6% de analfabetos no Brasil). Em comparação, na Argentina, a taxa de analfabetismo despencou de 78,2%, em 1869, para 54,4%, em 1895. Nos Estados Unidos, o analfabetismo foi reduzido de 20%, em 1870, para 13,3%, em 1890. Durante todo o Império, o analfabetismo foi generalizado em todas as regiões brasileiras, atingindo não apenas a população mais pobre, porquanto muitos dos mais ricos proprietários rurais também não sabiam ler e escrever. Esse baixo nível educacional atrapalhou o desenvolvimento social e econômico do Brasil.
O comércio internacional do Brasil atingiu um valor total de Rs 79.000:000$000 entre 1834 e 1839. Este continuou a aumentar a cada ano até chegar a Rs 472.000:000$000 entre 1886 e 1887: uma taxa de crescimento anual de 3,88% desde 1839. O valor absoluto das exportações do império em 1850 foi o maior na América Latina e o triplo do da Argentina, que ficou em quarto lugar. O Brasil iria manter a sua alta posição em exportações e crescimento econômico geral até o fim da monarquia. A expansão da economia brasileira, especialmente depois de 1850, podia ser comparada a dos Estados Unidos e de nações europeias. A receita fiscal nacional totalizou Rs 11.795:000$000 em 1831 e subiu para Rs 160.840:000$000 em 1889. Por 1858, as receitas fiscais nacionais eram classificadas como a oitava maior do mundo. O império era, apesar de seu progresso, um país onde a riqueza era distribuída de forma muito desigual. No entanto, para fins de comparação, de acordo com o historiador Steven C. Topik, nos Estados Unidos "em 1890, 80 por cento da população vivia na margem da subsistência, enquanto 20 por cento controlavam quase toda a riqueza."
À medida que novas tecnologias surgiram e com o aumento da produtividade interna, as exportações aumentaram consideravelmente. Isso tornou possível alcançar equilíbrio na balança comercial. Durante os anos 1820, o açúcar constituía cerca de 30% do total das exportações, enquanto o algodão constituído de 21%, o café 18% e couros e peles 14%. Vinte anos depois, o café alcançaria 42%, o açúcar 27%, couros e peles 9% e o algodão 8% do total das exportações do império. Isto não significa uma redução na produção de qualquer um desses itens e, na verdade, ocorreu o oposto. O crescimento ocorreu em todos os setores, alguns mais do que outros. No período entre 1820 e 1840, Fausto diz que "as exportações brasileiras dobraram em volume e triplicaram em valor nominal", enquanto a valorização denominada em libras esterlinas aumentou em mais de 40%. O Brasil não foi o único país onde a agricultura desempenhou um papel importante nas exportações. Por volta de 1890, nos Estados Unidos, até então o país mais rico das Américas, os produtos agrícolas representaram 80% de todas as exportações.
Na década de 1820, o Brasil exportou 11 mil toneladas de cacau e em 1880 esta tinha aumentado para 73,5 mil toneladas. Entre 1821 e 1825, 41 174 toneladas de açúcar foram exportadas, valor que subiu para 238 074 toneladas entre 1881 e 1885. Até 1850, produção de borracha era insignificante, mas entre 1881 e 1890, tinha alcançado o terceiro lugar entre as exportações brasileiras. Entre 1827 e 1830 as exportações desse produto foi cerca de 81 toneladas, atingindo 1 632 toneladas em 1852. Em 1900 o país estava exportando 24 301 452 toneladas de borracha. O Brasil também exportou cerca de 3 377 000 toneladas de café entre 1821 e 1860, enquanto entre 1861 e 1889 esta quantia chegou a 6,804 milhões de toneladas. As inovações tecnológicas também contribuíram para o crescimento das exportações, em especial a adoção da navegação a vapor e de ferrovias permitido o transporte mais rápido e conveniente de carga agrícolas.

### Moeda
A unidade de moeda da fundação do império até o ano de 1942 era o real (a sua forma plural era réis e é reais em português moderno), e era derivado do original real português. Era geralmente chamado de mil-réis e escrito como um $000. Havia os contos de réis (1:000$000) — ou um milhão de réis. Um conto de réis era representado pelo símbolo Rs, escrito antes do valor e por um sinal de cifrão que era escrito antes de quaisquer quantidades inferiores de 1 000 réis. Assim, 350 réis era escrito como "Rs 350"; 1712 réis como "Rs 1$712" e 1 020 800 réis era escrito como "Rs 1:020$800." Para milhões, um período era usado como um separador entre milhões, bilhões, trilhões, etc (por exemplo, 1 bilhão de réis era escrito como "Rs 1.000:000$000"). Os dois pontos funcionavam para separar milhares de milhares e o sinal $ era inserido entre milhares e centenas (999 ou menos).

### Desenvolvimento

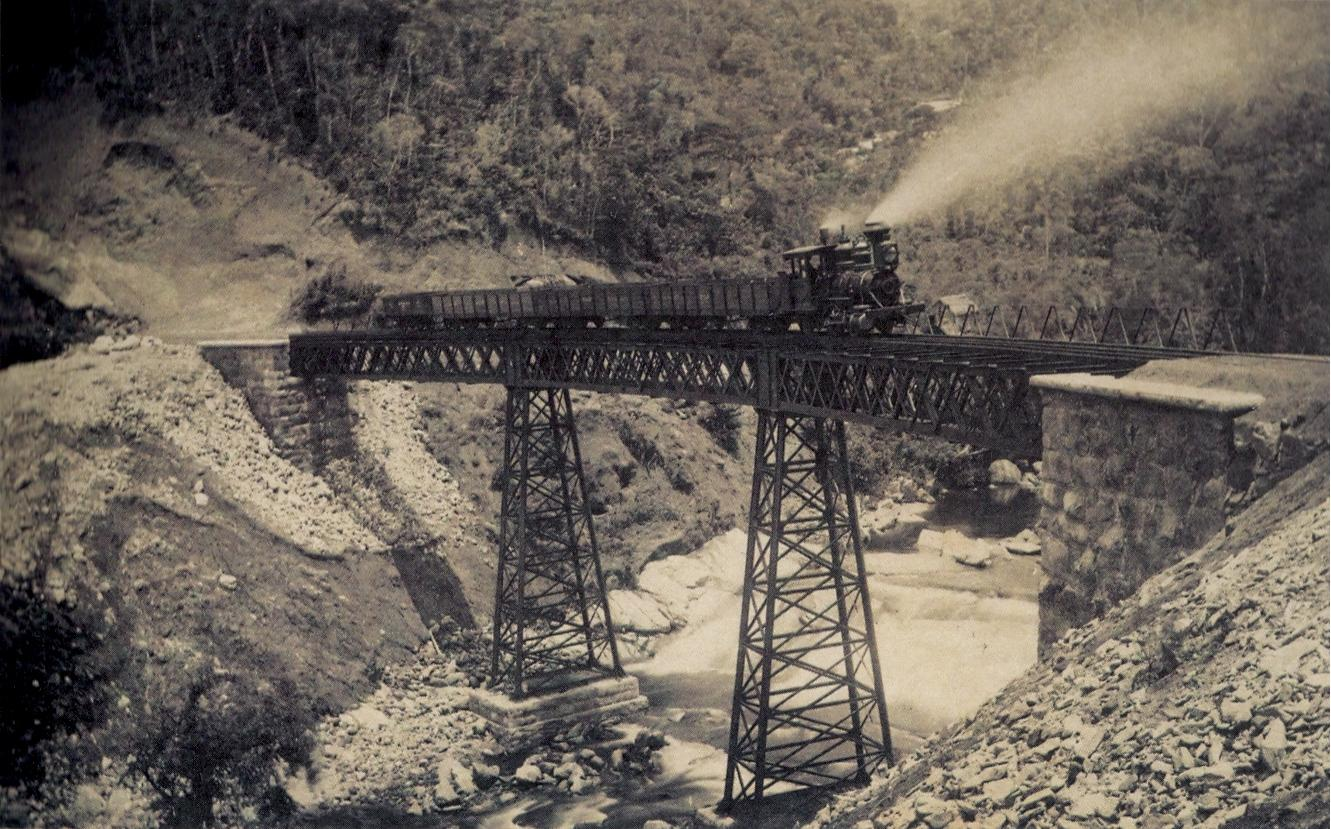
Ferrovia em Petrópolis, 1885. O advento dos trens tornou o transporte de cargas menos oneroso e rápido, o que diminuiu consideravelmente os custos de produção

Um desenvolvimento econômico de larga escala ocorreu durante este período no país, antecipando avanços similares em países europeus. Em 1850, havia cinquenta fábricas com um capital total de Rs 7.000:000$000. No final do período imperial, em 1889, o Brasil tinha 636 fábricas, o que representa uma taxa anual de crescimento de 6,74% em relação ao número de 1850 e com um capital total de cerca de Rs 401.630:600$000 (o que representa uma taxa de crescimento anual no valor de 10,94% entre 1850 e 1889). O "campo ecoou com o som estridente das linhas de ferro que estavam sendo colocadas como ferrovias, no ritmo de construção mais furioso do século XIX; na verdade, a construção em 1880 foi a segunda maior em termos absolutos em toda a história do Brasil. Na década, apenas oito países em todo o mundo construíram mais quilômetros de ferrovias do que o Brasil". A primeira linha férrea, com apenas 15 quilômetros de trilhos, foi inaugurada no dia 30 de abril de 1854 em um momento em que muitos países europeus não tinham serviço ferroviário. Em 1868, havia 718 quilômetros de linhas ferroviárias e até o final do império, em 1889, essa rede chegou a 9 200 quilômetros de extensão, com outros 9 000 quilômetros em construção, tornando-se o país com "a maior rede ferroviária na América Latina".
Fábricas foram construídas por todo o império em 1880, permitindo modernizar as cidades brasileiras e "receber os benefícios do gás, da eletricidade, do saneamento, do telégrafo e das empresas de bonde. O Brasil estava entrando no mundo moderno.". O país foi o quinto no mundo a instalar modernos esgotos urbanos, o terceiro a ter tratamento de esgoto e um dos pioneiros na instalação de um serviço de telefonia. Além de melhorias anteriores na infraestrutura, o império também foi o primeiro país da América do Sul adotar um sistema de iluminação elétrica público (em 1883) e o segunda das Américas (atrás apenas dos Estados Unidos) a estabelecer uma linha telegráfica transatlântica, ligando-o diretamente com a Europa em 1874. A primeira linha telegráfica nacional surgiu em 1852 no Rio de Janeiro. Em 1889, havia 18 925 quilômetros de linhas telegráficas ligando a capital do país às províncias brasileiras distantes, como o Pará, e até mesmo ligando o império a outros países da América do Sul, como Argentina e Uruguai.

## Cultura

### Artes visuais

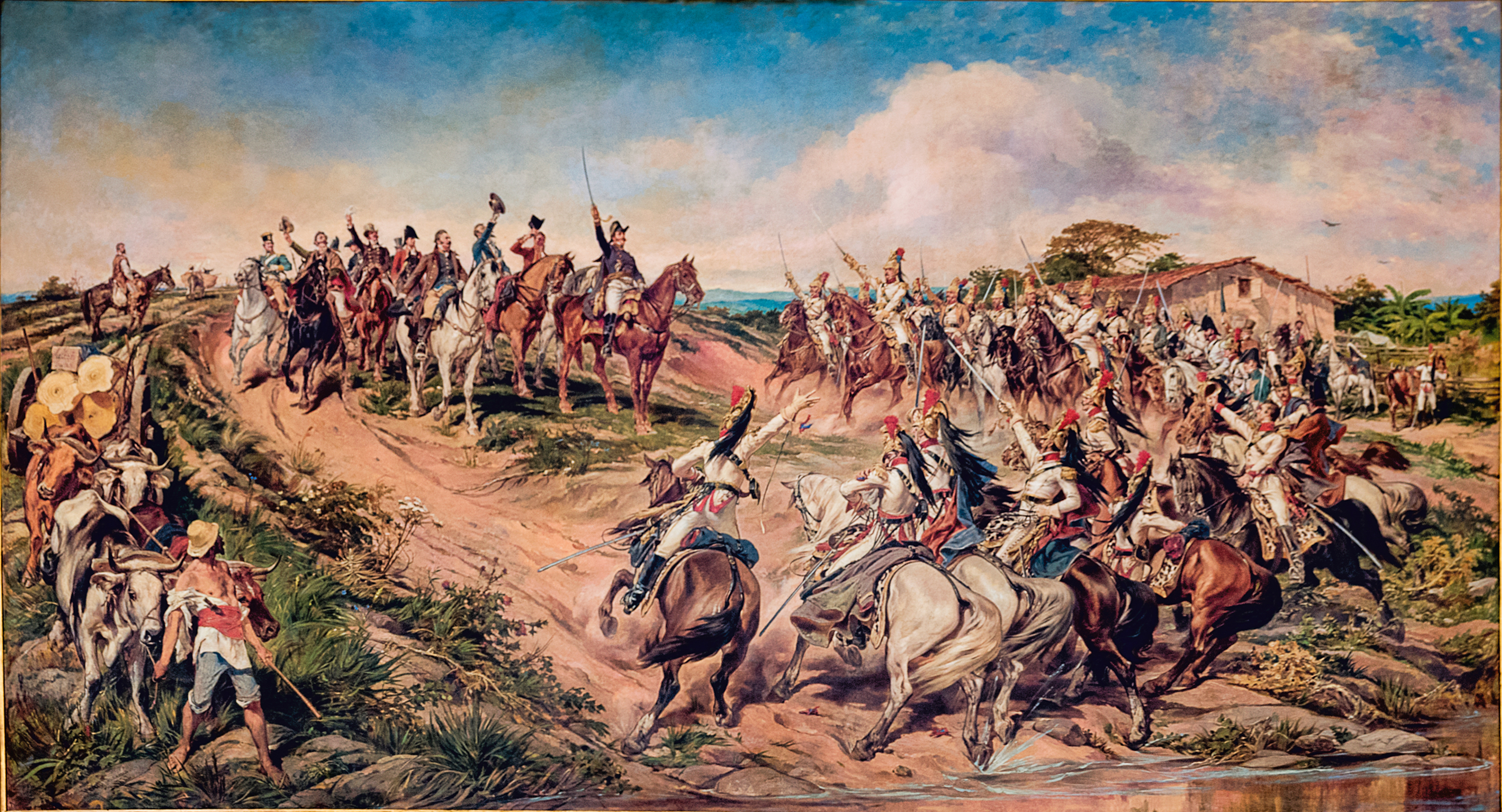
Independência ou Morte!, também conhecido como O Grito do Ipiranga (1888), a obra mais reconhecida de Pedro Américo (1843-1905). Museu Paulista

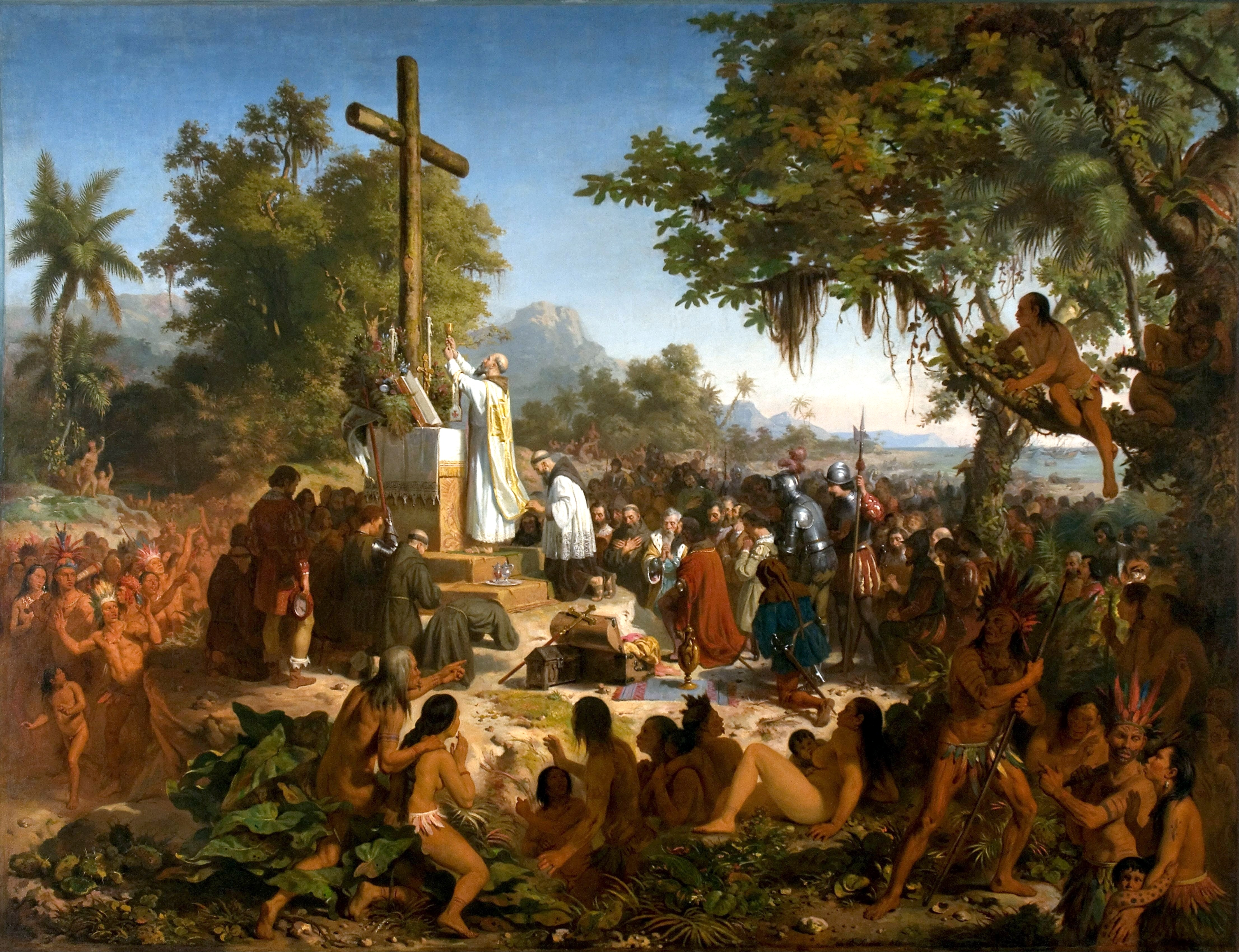
A primeira missa no Brasil (1861), uma das obras mais celebradas de Victor Meirelles (1832-1903). Museu Nacional de Belas Artes

Segundo o historiador Ronald Raminelli, as "artes visuais passaram por grandes inovações no império, em comparação com o período colonial". Com a independência em 1822, a pintura, a escultura e a arquitetura foram influenciadas por símbolos nacionais e da monarquia, já que ambos ultrapassaram os temas religiosos em importância. O antigo estilo barroco anteriormente dominante foi substituído pelo neoclassicismo. Novos desenvolvimentos apareceram, como o uso do ferro na arquitetura e o aparecimento da litografia e da fotografia, o que revitalizou as artes visuais.
A criação da Academia Imperial de Belas Artes pelo governo em 1820 desempenhou um papel fundamental na influência e na expansão das artes visuais no Brasil, principalmente, ao educar gerações de artistas, sensibilizar o público leigo e dinamizar o mercado de arte, mas também por impor uma orientação estilística e ideológica que servia aos interesses do Estado. As origens da Academia de Belas Artes estão na fundação da Escola Real de Ciências, Artes e Ofícios em 1816, pelo português João VI. Seus membros — dos quais o mais famoso foi Jean-Baptiste Debret — eram emigrantes franceses que trabalhavam como pintores, escultores, músicos e engenheiros. O principal objetivo da escola era incentivar a estética francesa e o estilo neoclássico para que substituíssem o estilo barroco predominante. Atormentada pela falta de recursos desde a sua criação, a escola foi mais tarde renomeada "Academia de Belas Artes" em 1820 e, em 1824, recebeu o nome definitivo sob o império: Academia Imperial das Belas Artes.
Foi só depois da maioridade de Pedro II, em 1840, no entanto, que a Academia se tornou uma potência, parte do grande esquema de fomentar uma cultura nacional e, consequentemente, unir todos os brasileiros em um sentido comum de nacionalidade. Pedro II iria patrocinar a cultura brasileira através de diversas instituições públicas financiadas pelo governo (não restritas à Academia de Belas Artes), tais como o Instituto Histórico e Geográfico Brasileiro (IHGB) e Academia Imperial de Música e Ópera Nacional. Esse patrocínio estatal abriria o caminho não apenas para as carreiras dos artistas, mas também para aqueles envolvidos em outros campos, incluindo historiadores como Francisco Adolfo de Varnhagen, e músicos, como o compositor operístico Antônio Carlos Gomes.
O projeto cultural do Império, nacionalista enquanto buscava valorizar elementos típicos das tradições brasileiras, preocupava-se também em se inserir na tradição europeia, a fim de que o Brasil pudesse ser reconhecido internacionalmente como uma nação civilizada. Não por acaso a produção da Academia Imperial deu grande importância à pintura histórica, que assumiu cores propagandísticas, instruindo a formação de um acervo visual da memória e da identidade nacionais, legitimando a monarquia, "criando" um passado respeitável, afirmando a existência de uma sociedade culta e progressista no presente e profetizando um futuro alvissareiro, mantendo um constante diálogo com a ideologia do governo e do IHGB, e construindo um imaginário simbólico de grande força, cuja influência perdura até os dias de hoje.
Na década de 1840, o romantismo tinha largamente suplantado o neoclassicismo, não só na pintura, mas também na escultura e na arquitetura. A Academia não resumia seu papel em simplesmente fornecer educação: prêmios, medalhas, bolsas de estudo em países estrangeiros, fundos eram usados como incentivos culturais. Alguns dos seus funcionários e alunos foram alguns dos mais renomados artistas brasileiros, como Simplício Rodrigues de Sá, Félix Taunay, Manuel de Araújo Porto-Alegre, Pedro Américo, Victor Meirelles, Rodolfo Amoedo, Almeida Júnior, Rodolfo Bernardelli e João Zeferino da Costa.
Na década de 1880, depois de ter sido considerado como o estilo oficial da Academia, o romantismo diminuiu e outros estilos foram explorados por uma nova geração de artistas. Entre os novos gêneros estavam a pintura de paisagem, cujos mais famosos expoentes eram Georg Grimm, Giovanni Battista Castagneto, França Júnior e Antônio Parreiras. Outro estilo que ganhou popularidade nos campos da pintura e da arquitetura foi o ecletismo.

### Literatura e teatro

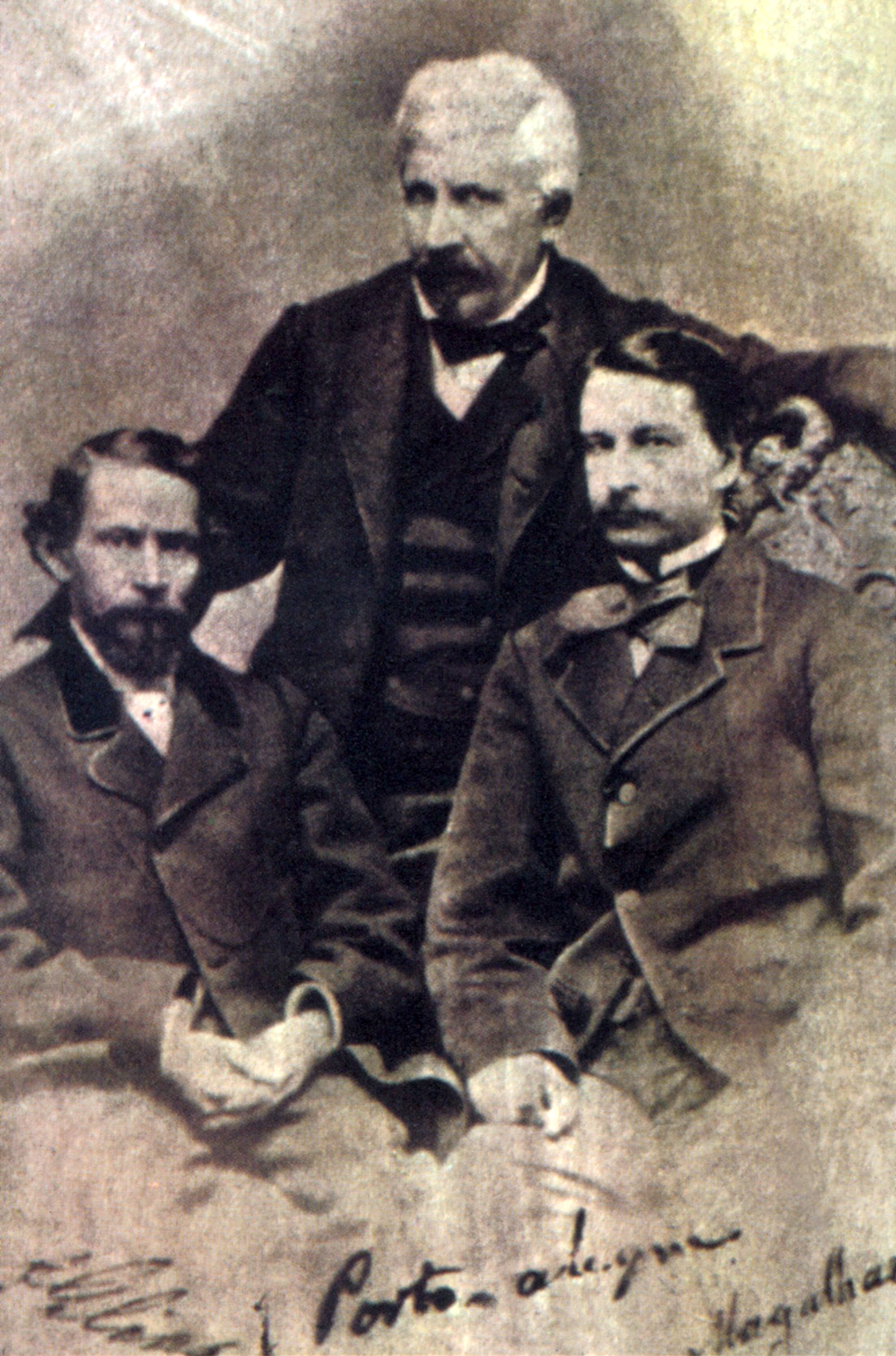
Uma fotografia de c. 1858, mostrando três importantes romancistas brasileiros. Da esquerda para a direita: Gonçalves Dias, Manuel de Araújo Porto-Alegre e Gonçalves de Magalhães

Nos primeiros anos após a independência, a literatura brasileira era ainda fortemente influenciada pela literatura portuguesa e seu predominante estilo neoclássico. Em 1837, Gonçalves de Magalhães publicou o primeiro trabalho do romantismo no Brasil, começando uma nova era no país. No ano seguinte, 1838, foi feito a primeira peça teatral encenada por brasileiros e com um tema nacional, que marcou o nascimento do teatro brasileiro. Até então, os temas eram muitas vezes baseados em obras europeias, mesmo que não fossem realizados por atores estrangeiros. O romantismo na época foi considerado como o estilo literário que melhor se ajustava à literatura brasileira, o que poderia revelar sua singularidade quando comparada à literatura estrangeira. Durante as décadas de 1830 e 1840, "uma rede de jornais, revistas, editoras e gráficas surgiram junto com a abertura de teatros em grandes cidades, o que poderia ser chamado, mesmo para a estreiteza de seu alcance, uma cultura nacional".
O romantismo teve o seu apogeu entre o final dos anos 1850 e início dos anos 1870, dividindo-se em vários ramos, incluindo o indianismo e o sentimentalismo. Por ser o estilo literário mais influente no Brasil do século XIX, muitos dos mais renomados escritores brasileiros eram expoentes do romantismo: Manuel de Araújo Porto-Alegre, Gonçalves Dias, Gonçalves de Magalhães, José de Alencar, Bernardo Guimarães, Álvares de Azevedo, Casimiro de Abreu, Castro Alves, Joaquim Manuel de Macedo, Manuel Antônio de Almeida e Alfredo d'Escragnolle Taunay.
No teatro, o mais famoso romancista foi o dramaturgo Martins Pena, embora outros, como Joaquim Manuel de Macedo, também tenham alcançado a fama. Embora o romantismo brasileiro tenha encontrado seu lugar na literatura, não teve o mesmo sucesso no teatro, sendo que a maioria das peças executadas ou eram tragédias neoclássicas, obras românticas de Portugal ou traduções do italiano, francês ou espanhol. Como em outras áreas, o teatro era patrocinado pelo governo (após a abertura do Conservatório Dramático Brasileiro, em 1845), que tentava ajudar companhias de teatro nacionais com ajuda financeira em troca de encenarem peças em português.
As primeiras reações ao romantismo surgiram na década de 1870, mas seria só na década seguinte que novos estilos literários tomariam o seu lugar. O primeiro a aparecer foi o realismo, que tinha entre os seus mais notáveis escritores nomes como Joaquim Maria Machado de Assis e Raul Pompeia. Os estilos mais recentes que coexistiram com o realismo, como o naturalismo e o parnasianismo, eram ambos ligados à evolução do primeiro. Entre os mais conhecidos naturalistas estão Aluísio Azevedo e Adolfo Caminha. Entre os principais parnasianos estão Gonçalves Crespo, Alberto de Oliveira, Raimundo Correia e Olavo Bilac.
O teatro brasileiro foi influenciado pelo realismo em 1855, décadas antes do impacto do estilo sobre a literatura e a poesia. Entre os dramaturgos realistas mais famosos estão José de Alencar, Quintino Bocaiuva, Joaquim Manuel de Macedo, Júlia Lopes de Almeida e Maria Angélica Ribeiro. Da década de 1850 até ao final do império, as peças brasileiras eram encenadas por companhias nacionais e continuaram a ser apresentadas ao público ao lado de peças estrangeiras. As artes cênicas do Brasil Imperial também abrangiam a realização de duetos musicais, danças, ginásticas e comédias. Com menos prestígio, mas mais populares entre as classes trabalhadoras eram os fantoches e os mágicos, assim como o circo, com suas companhias itinerantes que incluíam acrobatas, animais treinados, ilusionistas e outros tipos de artistas.